# Triumph Motor Company
Triumph (Тріумф) — з 1885 року англійський виробник велосипедів, мотоциклів та автомобілів. Штаб-квартира розташована в місті Ковентрі. У 1939 році компанію купує Томас Уорд, у 1944 році — Джон Блек, а в 1960 році — фірма Leyland Motors. У 1984 році компанія припинила виробництво автомобілів.

## Зігфрід Беттман. Заснування компанії
У 1883 році в Лондон приїжджає жити і працювати молодий німець із Нюрнберга — Зігфрід Беттман. Беттман знаходить роботу в компанії Kelly & Co, де складає каталоги імпортної продукції. Після півроку він залишає цю роботу і приєднується до фабрики з виробництва швейних машинок — White Sewing Machine Co. 
Пропрацювавши там до 1885 року як перекладач і торговий агент, він вирішує почати свій бізнес, і засновує фірму S. Bettmann and Co, яка починає займатися експортом німецької продукції в Ковентрі. Через рік він домовляється з бірмінгемським виробником велосипедів — Вільямом Ендрюсом — про ліцензійну збірку його продукції на своїх потужностях і продаж готової продукції в Лондоні і за межами Англії.

## Виробництво велосипедів
Беттман довго роздумував, під якою назвою продавати велосипеди, оскільки його особисте прізвище було не надто гучним для просування продукції, і тоді йому, що знав три мови (німецька, англійська та французька), спадає на думку слово Triumph, яке на багатьох мовах звучить однаково і має один-єдиний сенс. Незабаром він перейменовує свою фірму в Triumph Cycle Company.
Через рік він домовляється про вливання грошей у підприємство з боку Dunlop Pneumatic Tyre Company, яка потребувала просування своєї продукції, фірму знову перейменовують, і тепер вона має назву New Triumph Co. Ltd. Незабаром партнером Беттмана стає інший виходець із Нюрнберга, який був до того ж інженером — Моріц Йоханн Шульте. Під тиском Шульте, який наполягав на тому, що треба випускати велосипеди власної конструкції, а не ліцензійні, Беттман позичає грошей у членів своєї сім'ї та родини Шульте, купує в Ковентрі землю, і починає там будувати завод. 1889 року починається виробництво велосипедів марки «Тріумф» власної конструкції. 1896 року в Німеччині відкривається дочірнє підприємство Orial Triumph Werke Nuremberg з випуску велосипедів.

## Виробництво мотоциклів

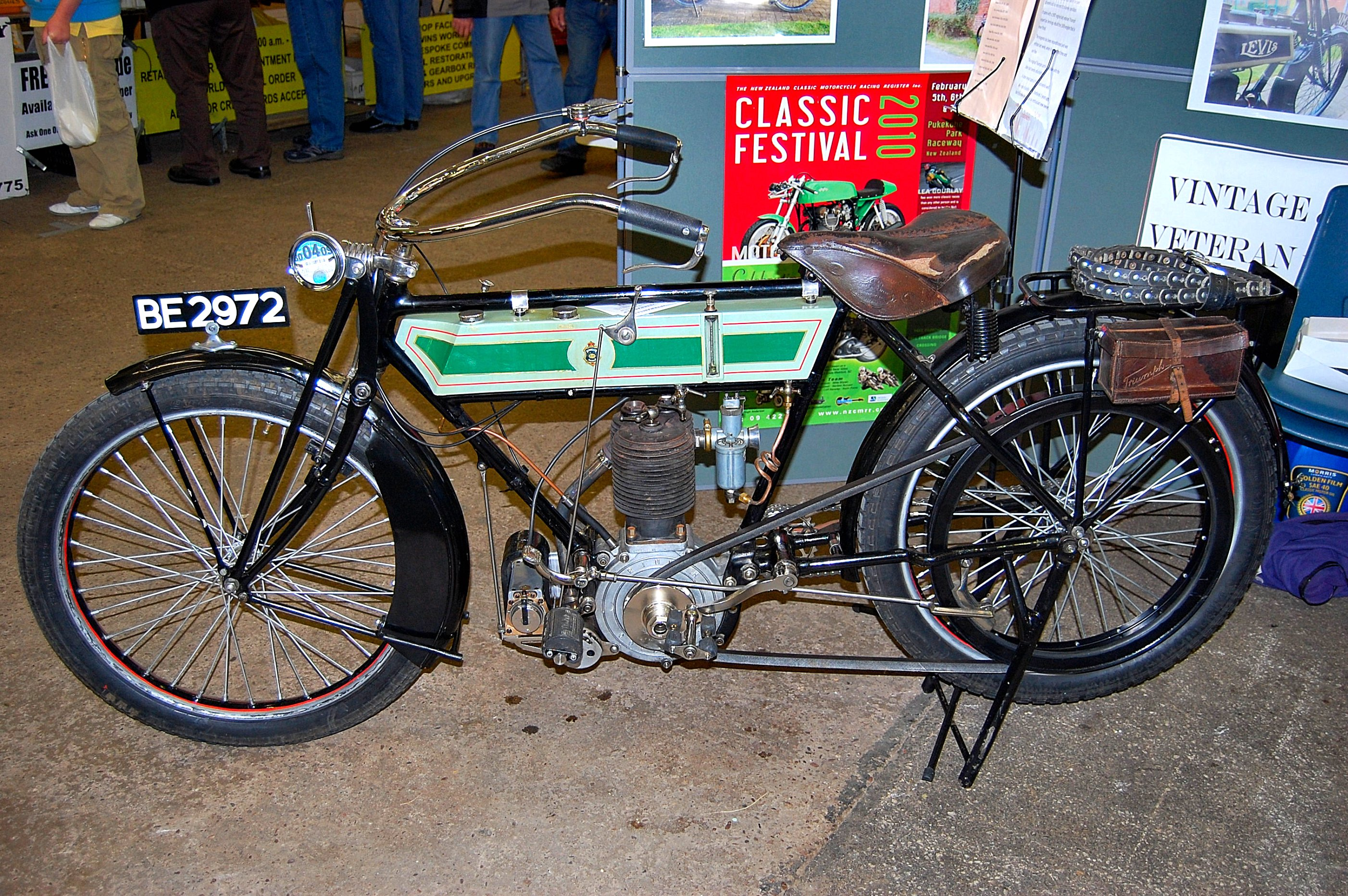
Triumph 4HP

У лютому 1897 року британська фірма змінює назву на New Triumph Cycle Co, а через 4 місяці змінює її на нову вивіску — Triumph Cycle Co. Незабаром знову Шульте починає вмовляти Беттмана зайнятися виробництвом мотоциклів, які входили в моду. Цього разу Беттман знову звертається до Dunlop, щоб вони допомогли з грошима для розширення сфери бізнесу його фірми. 1902 року з'являється мотоцикл марки Triumph. Первісток був оснащений 2-сильним мотором бельгійської фірми Minerva.
З 1903 року мотоцикли стало виробляти і німецьке відділення фірми, яке також використовувало як агрегати мотори фірми Minerva, а також німецькі Fafnir і французькі Peugeot. Щоб відрізняти англійські і німецькі мотоцикли, було вирішено продавати німецьку продукцію під маркою Orial, але оскільки у Франції вже був виробник з такою ж назвою, то дуже швидко німецька продукція стала маркуватися як TWN. Покупні двигуни використовувалися до 1907 року, коли на мотоцикли стали ставити ДВЗ власної конструкції, розроблені Шульте, а в Німеччині виробництво мотоциклів припиняється, оскільки вони не мали попиту. Німецьке відділення продовжило випускати велосипеди, а щоб зайняти потужності фабрики, було вирішено виготовляти і матраци. В Англії ж з'являються мотоцикли бюджетної марки — Gloria.
У 1911 році німецький підрозділ перейменовується в Triumph Werke Nürnberg AG, а ще через 2 роки отримує повну незалежність від материнської компанії. Беттман, уроджений німець, став британським підданим у 1901 році й здобув посаду мера міста Ковентрі в 1913 році, вперше за всю історію цього міста іноземець став його мером.
Тим часом починається Перша світова війна, військове відомство Великої Британії збирає промисловців у Ковентрі, який тоді був центром промисловості, і просить перекваліфікувати свої потужності на виробництво військової продукції. Через два тижні після того, як Англія оголосила війну Німеччині, Беттманн отримує дзвінок від полковника Клода Вівіана Холбрука, який замовляє сто мотоциклів, які повинні були використовуватися військами під час десанту до Франції. Протягом тижня робітники заводу збирали мотоцикли в режимі нон-стоп, збірка продовжувалася і у вихідний суботній день, на місці разом з підлеглими був і Беттман, у підсумку недільного вечора замовлену партію відправили потягом з Ковентрі замовнику. Ця суєта позитивно позначилася на подальших замовленнях, і до 1918 року «Тріумф» став найбільшим британським виробником мотоциклів.
У 1919 році, після оголошення перемир'я, Шульте починає знову вмовляти Беттмана переходити на виробництво автомобілів, але той був категорично проти, тоді Шульте залишає фірму, отримавши компенсацію в 15 000 фунтів, що було божевільними грошима на той момент. На місце Беттмана до ради директорів приходить полковник Холбрук, який у воєнний час був відповідальним за замовлення мотоциклів для військового відомства.
Беттман, якого з 1914 року зняли з посади мера через його німецьке походження, в 1919 році заснував фонд імені Енні Беттман (імені його дружини), який допомагав молодим людям, що збиралися відкрити свою справу, причому фінансували не лише хлопців, але й дівчат. Також Беттман встановив меморіал на честь загиблих під час війни співробітників фірми, яких загинуло 66 осіб.

## Початок виробництва автомобілів
Тим часом полковник також починає тиснути на Беттмана, що пора розширювати сферу діяльності й переходити на випуск автомобілів, цього разу Беттман поступається натиску і купує збанкрутілу фірму Dawson Car Co: цю фірму заснував інженер Доусон, який до війни працював у Hillman, але його компанія, яку він заснував у 1918 році, до 1921 року змогла продати лише 65 автомобілів єдиної моделі, яку вони випускали з 1919 року — 11/12НР, оскільки вона була занадто дорогою, то і попиту не мала.

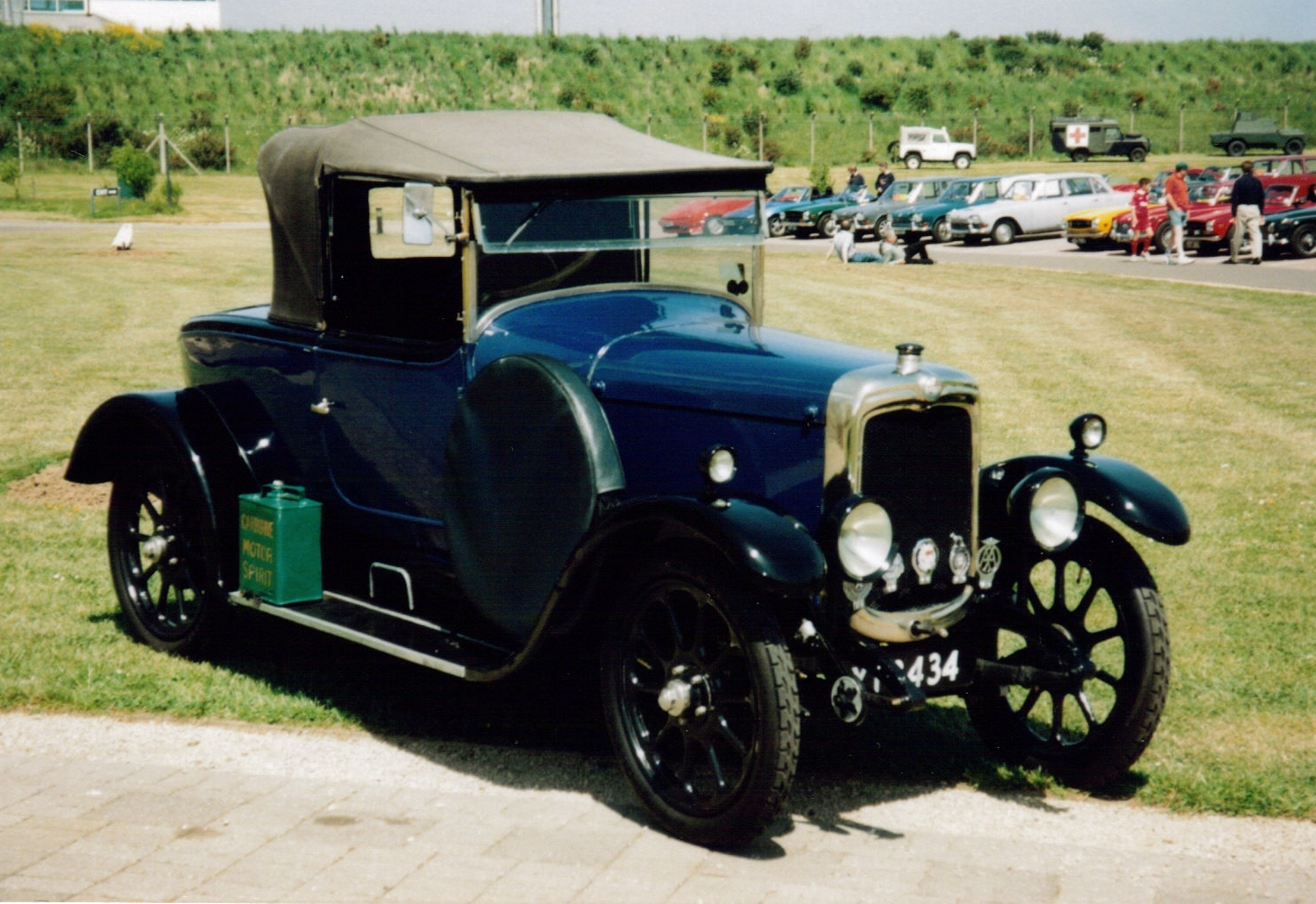
Triumph 10/20HP

У 1923 році з'являється автомобільний первісток фірми, авторами проєкту виступили Артур Алдерсон, Алан Лі і Артур Сайк, які працювали в Lea-Francis, а двигун розробив Геррі Рікардо, який за два роки до цього сконструював 4-клапанний двигун для мотоциклів Triumph. Машина оснащувалася 1.4 л двигуном, потужністю 23 к.с., коробка передач була 4-ступеневою.
Також ця машина стала першою з британських, яку оснастили гідроприводом гальм, але гальма системи Lockheed встановлювалися тільки на задні колеса. 2-місний кузов, який був спроєктований на самому заводі, поставлявся фірмою Regent Carriage Company, і мав третє місце в задній частині, так зване «тещине місце».
Невдовзі з'являється спортивна версія Sports і через рік кузов седан від американської фірми Weymann, яка стала піонером по частині дерматинових кузовів. Машина, яка оброблялася шкірою або дорогою тканиною (за бажанням замовника), мала в базі спідометр і годинник, вважалася в своєму класі рекордсменом по довжині колісної бази, яка становила 2.58 м.

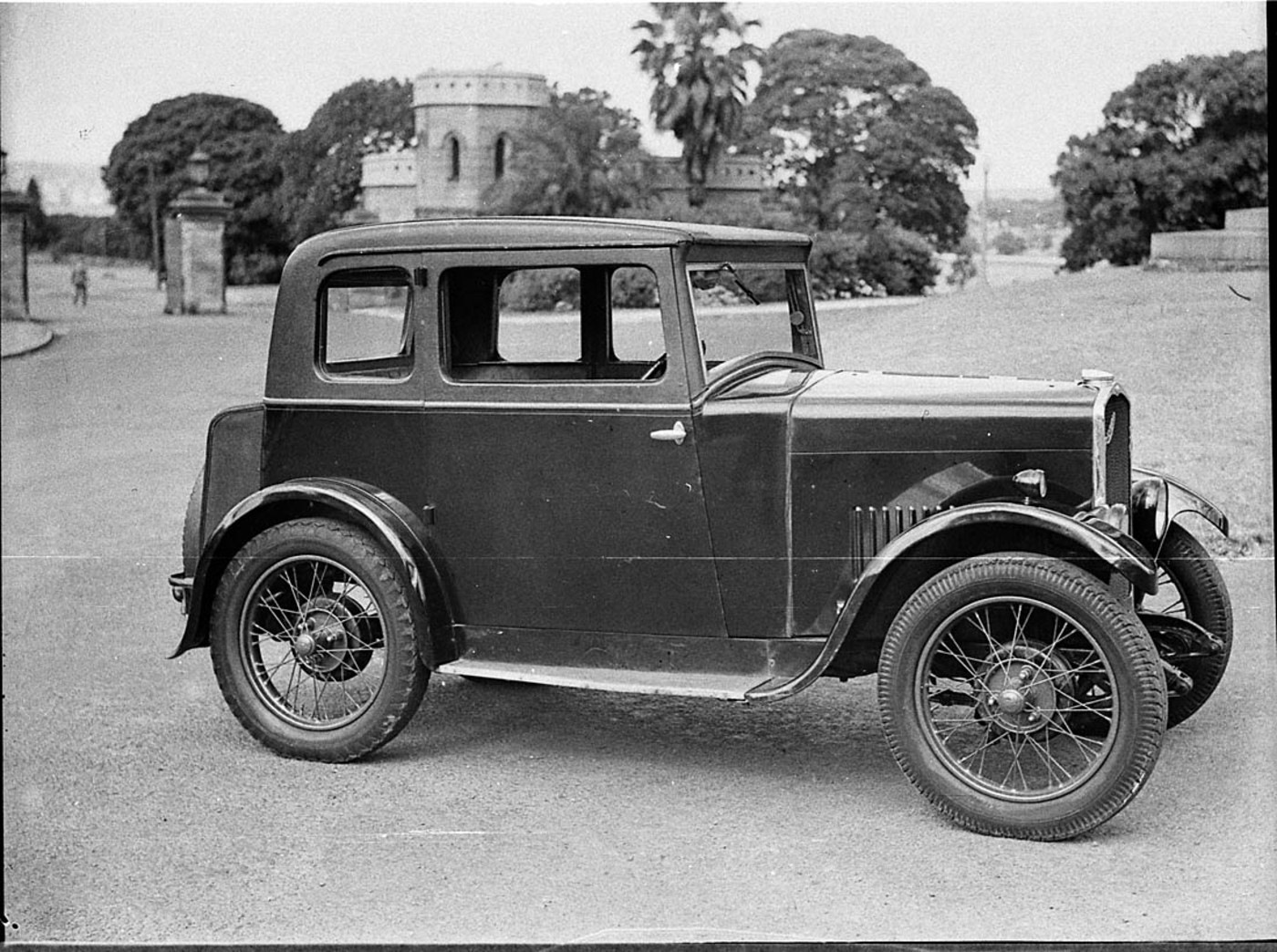
Triumph 15/50HP

У 1924 році з'являється і більша машина з 1.9 л двигуном — 13/35НР, ця машина вже оснащувалася гідравлічними гальмами всіх коліс і збільшеною на 15 см базою коліс. На відміну від молодшої моделі її комплектували 3-ступеневою коробкою передач. Виробництво цієї машини тривало 2 роки, до 1927 року на ці ж шасі встановили новий 2.2 л двигун, так само, як і колись, із США надходили мости в зборі із встановленими на них гідравлічними гальмами, які вже потім встановлювали в Ковентрі на готові машини.
На відміну від 13/35НР, який мав всього 2 типи кузовів (фаетон і седан), нова модель оснащувалася: 2-місним родстером, 4/5-місним фаетоном і кузовами седан, як із сталі, так і з тканинним кузовом. Також була знижена відпускна ціна на базову машину.
Іншою новинкою цього сезону стала зовсім нова машина — Super Seven. До 1927 року, коли ще була жорстка податкова політика стосовно власників авто, ряд фірм випустив слідом за Austin маленькі автомобілі, які потрапляли до податкового класу до 7 к.с.. Не дивлячись на те, що автомобілі такого класу були і у Morris, і у Singer, і у Clyno, Беттман головним суперником бачив Austin Seven, який випускався з липня 1922 року, і був надзвичайно популярним не тільки в Англії.

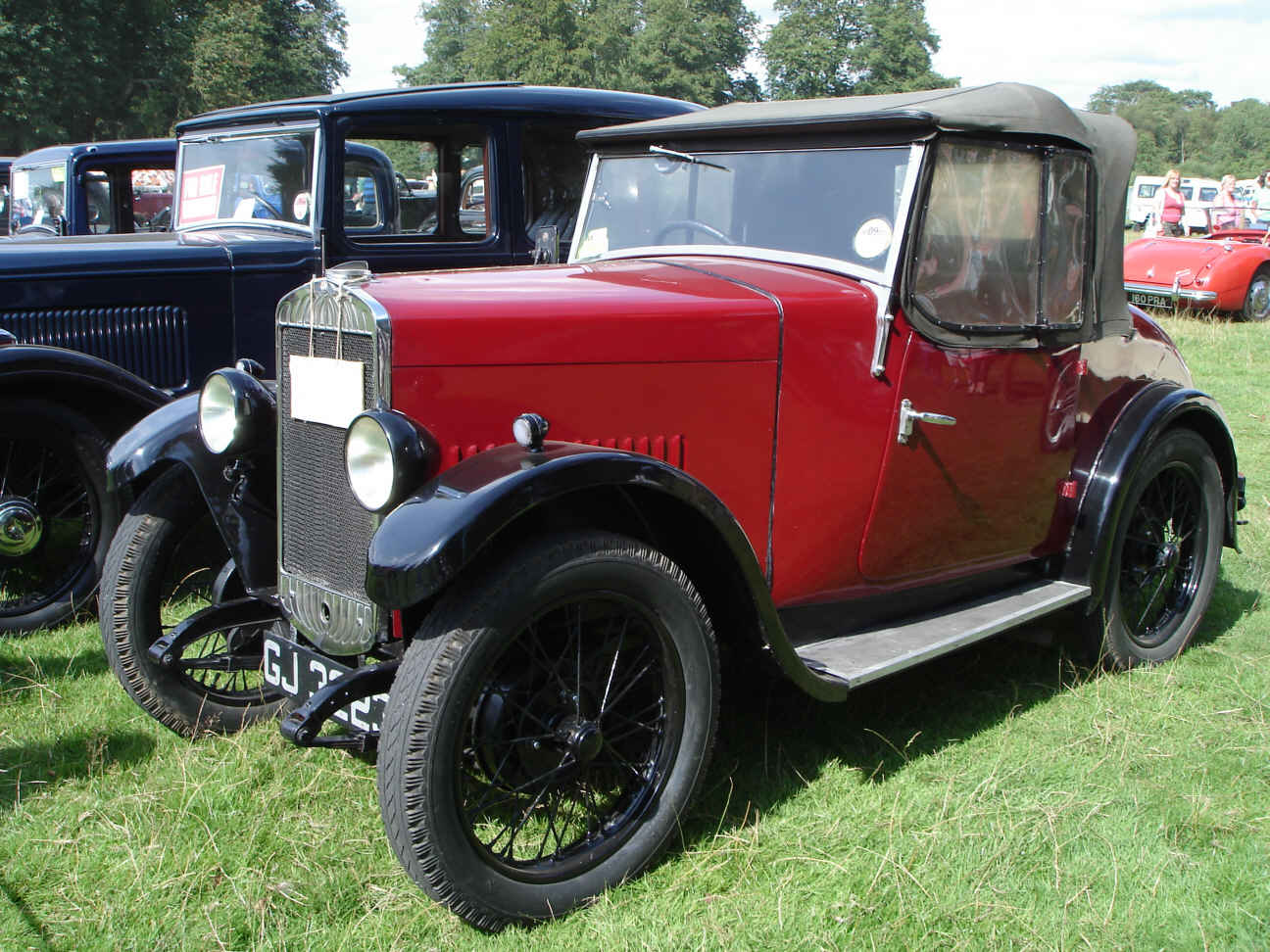
Triumph Super Seven 7.9HP Тоurer

Super Seven від Triumph відрізнявся від «Остіновського» автомобіля не тільки більшим двигуном (830 кубиків проти 750-ти), але і досконалішою конструкцією. Так колінчастий вал мав 3 опорних підшипника, а не 2. Гальма всіх коліс мали гідравлічний привід (це стало вже традицією для автомобілів марки Triumph), коробка передач з 3-ма ступенями мала єдиний корпус з блоком двигуна. Взагалі машину розробляв Артур Сайкс, який працював на Lea-Francis, але головним помічником був Стенлі Ейдж, який був головним креслярем під час проєктування Austin Seven, мотор, як і колись, був відданий на відкуп Рікардо.
Машина, яка була на 15 см довша і 5 см ширша Austin Seven, мала найширшу гаму кузовів, які пропонувалися не тільки від фірми виробника, а й від сторонніх постачальників, як, наприклад, від Gordon England.
Машина виявилася настільки популярною, що, випускаючи по 75 машин на тиждень, виробництво більшої 15/50НР було перенесено на завод у Стоку, де розташовувалося відділення, що випускало кузови для машин, а всі інші виробничі потужності були передані під «Супер Севен».

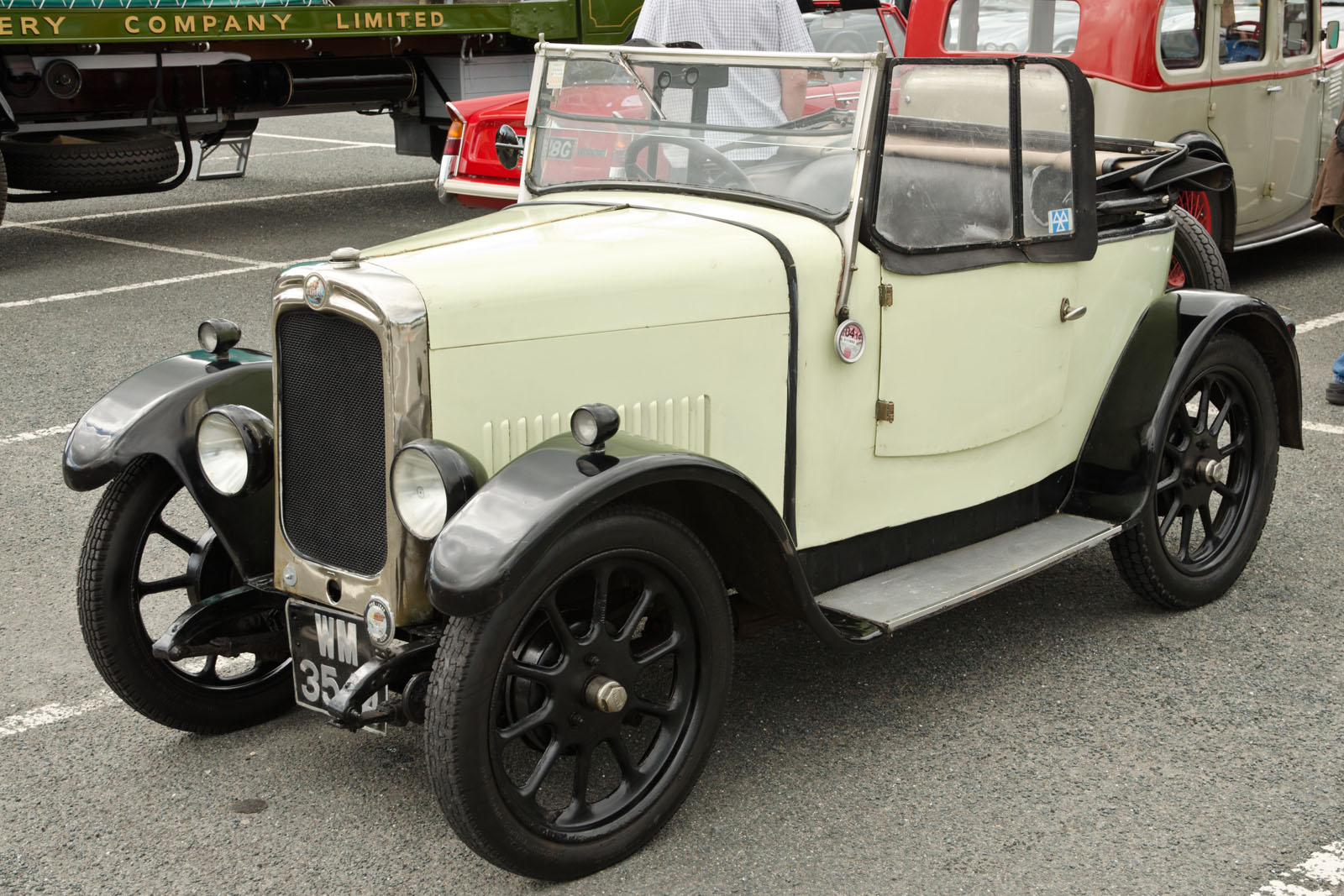
Triumph Super Seven 7.9HP

У квітні 1928 року Дональд Хілі брав участь у змаганнях «London to Land's End Trial», багато хто сумнівався в доцільності його участі, оскільки не бачили шансів на перемогу у маленької машинки, однак Хілі прийшов до фінішу другим, що служить додатковою рекламою для цієї машинки, що вже стала популярною.
Незабаром «Гордон Інгланд», який, окрім того, що будував спорт-версії різних машин, ще й сам брав участь у змаганнях, завойовує і золоту медаль на перегонах JCC High Speed Trial.

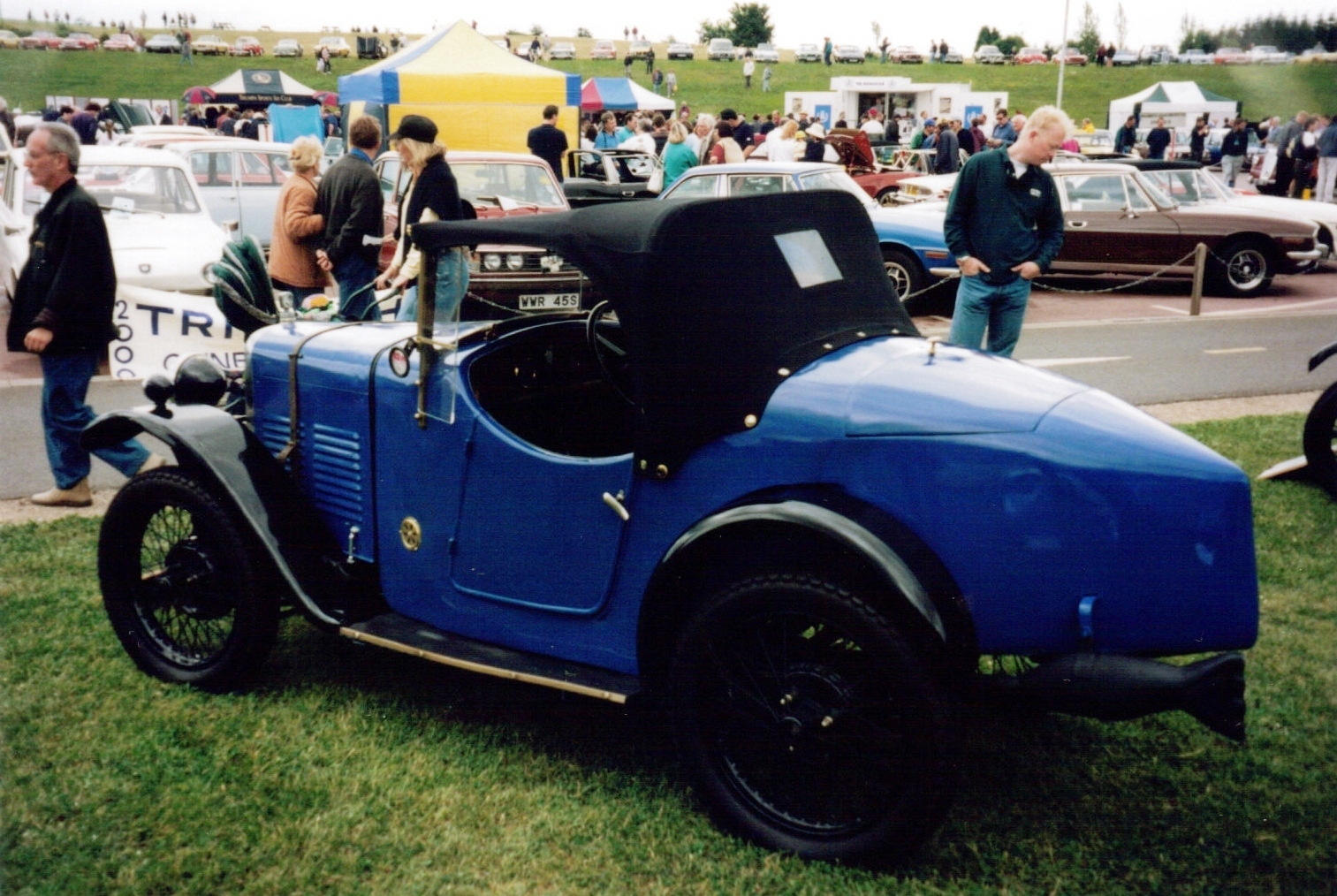
Triumph Super Seven Supercharged Sports

Через рік з'являється спецверсія машини — Special Sports, об'єм мотора спортивної версії було зменшено з 832 см3 до 747 кубиків, але при цьому потужність зросла з 23 к.с. до 32 к.с., але додаткові 9 сил з'явилися завдяки компресору Cozette, змонтованому з лівого боку блоку. Максимальна швидкість машинки зросла з 80 км до 130 км/год, однак через високу ціну попитом вона не користувалася.
У тому ж році Віктор Хортсман бере участь на 46-х перегонах Long Handicap, які проходили на трасі Брукландс, і виграє їх, показавши середню швидкість в 125 км/год, такі результати були показані і завдяки обтічному одномісному кузову. Хілі сам бере участь в цьому сезоні в гонках Монте-Карло, стартувавши з Берліна, але через снігопад, який пройшов у Франції, він прибуває до призначеного фінішу через 5 хвилин після закриття, так що його результат не зараховують.

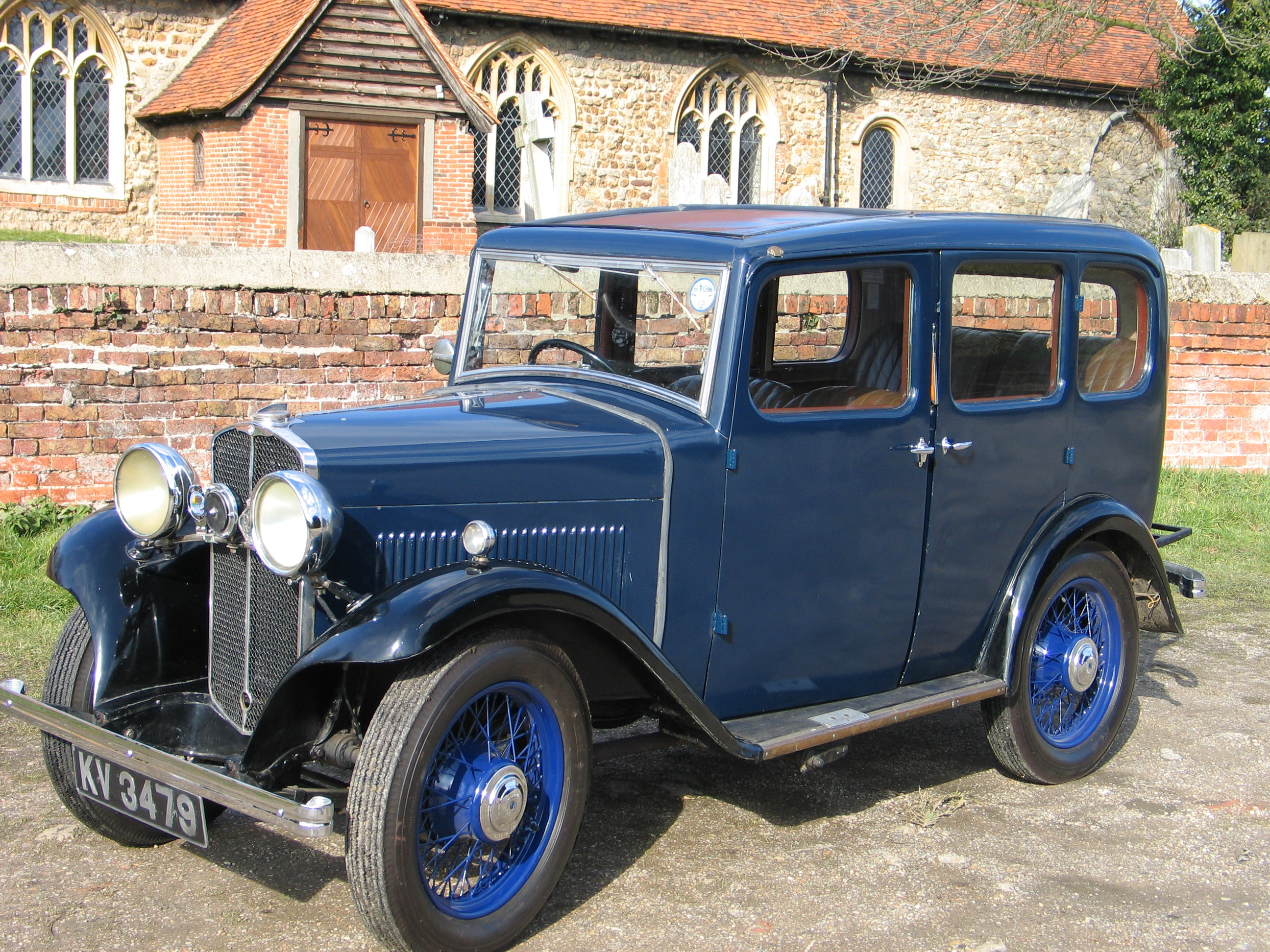
Triumph Scorpion 11.85НР

У 1930 році автомобільне відділення перейменовується в Triumph Motor Company. З виробництва знімають 15/50НР, його місце займає модель Scorpion. Ця машина зобов'язана своєю появою машині Wolseley Hornet з 1.3 л 6-циліндровим двигуном, Холбрук дав вказівку створити подібну ж машину. Шасі «Супер Севен» злегка подовжили, до двигуна додали 2 циліндра, отримавши у результаті об'єм у 1.2 л. Але на відміну від «Уолслі», який був розтиражований за весь час випуску числом понад 30 000 екземплярів, ця машина знайшла всього близько 600 покупців, не дивлячись на велику пропозицію по пропонованих кузовах.
Беручи участь у «Ралі Риги», Дональд Хілі приходить четвертим, відразу після пергонів він вирушає на своєму «Супер Севен» до Таллінна. З Таллінна він висувається в Монте-Карло разом з іншими 27 учасниками, поспавши за 3500 км всього 3 години, він приходить в загальному заліку сьомим і першим серед учасників, що виступали на британському автомобілі.
У 1931 році з'являється ще одна модель — Super Nine. Цього разу двигун розробляв не Рікардо, а фірма Coventry Climax, його об'єм становив 1 л і видавав він 32 к.с.. Ця машина була більшою за Super Seven і мала інше шасі, також від молодшої моделі її відрізняла 4-ступенева коробка передач.

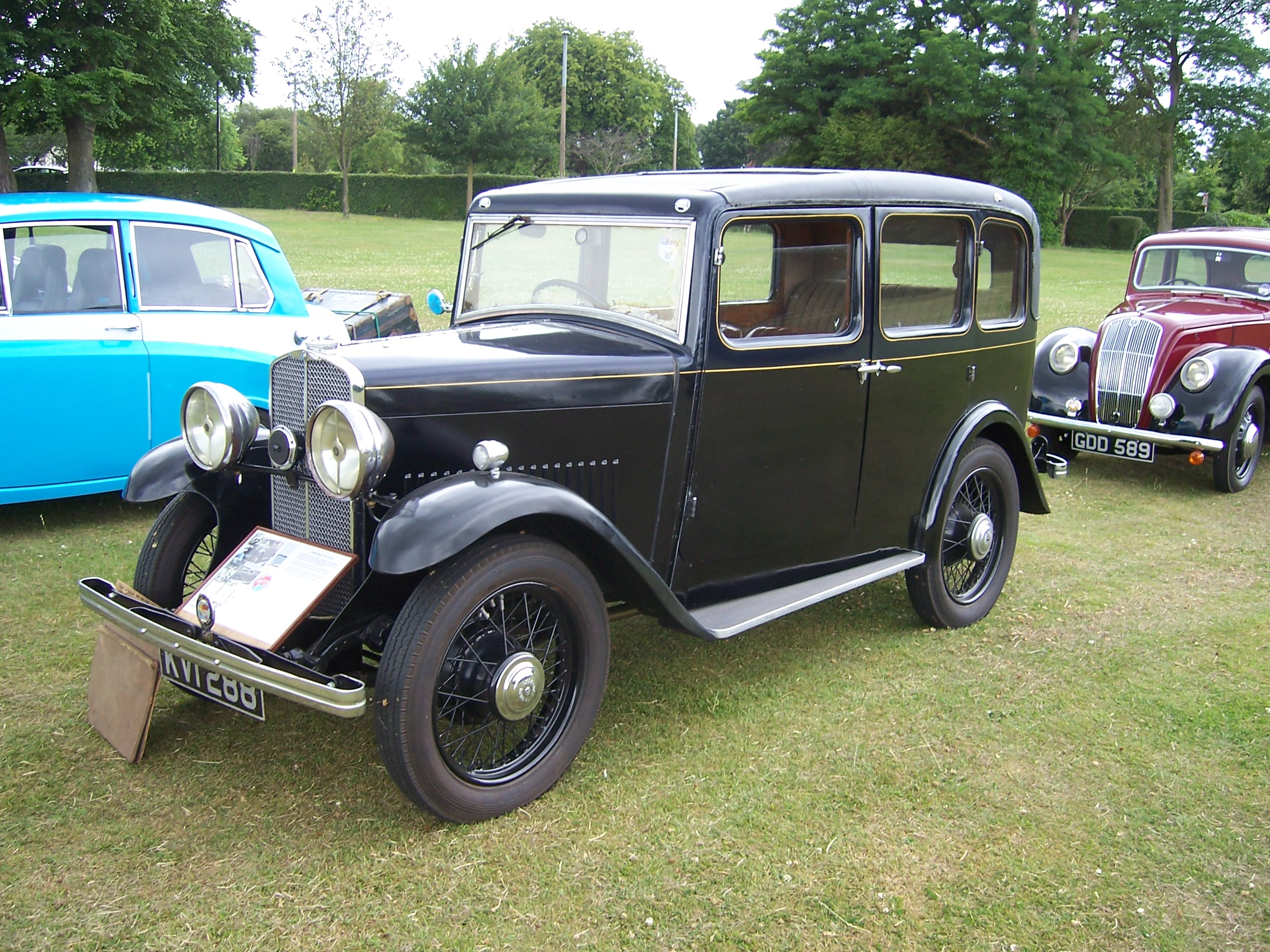
Triumph Super Nine 8.9НР Saloon

Двигун, який випускався на власних потужностях, мав верхні впускні і бічні випускні клапани.

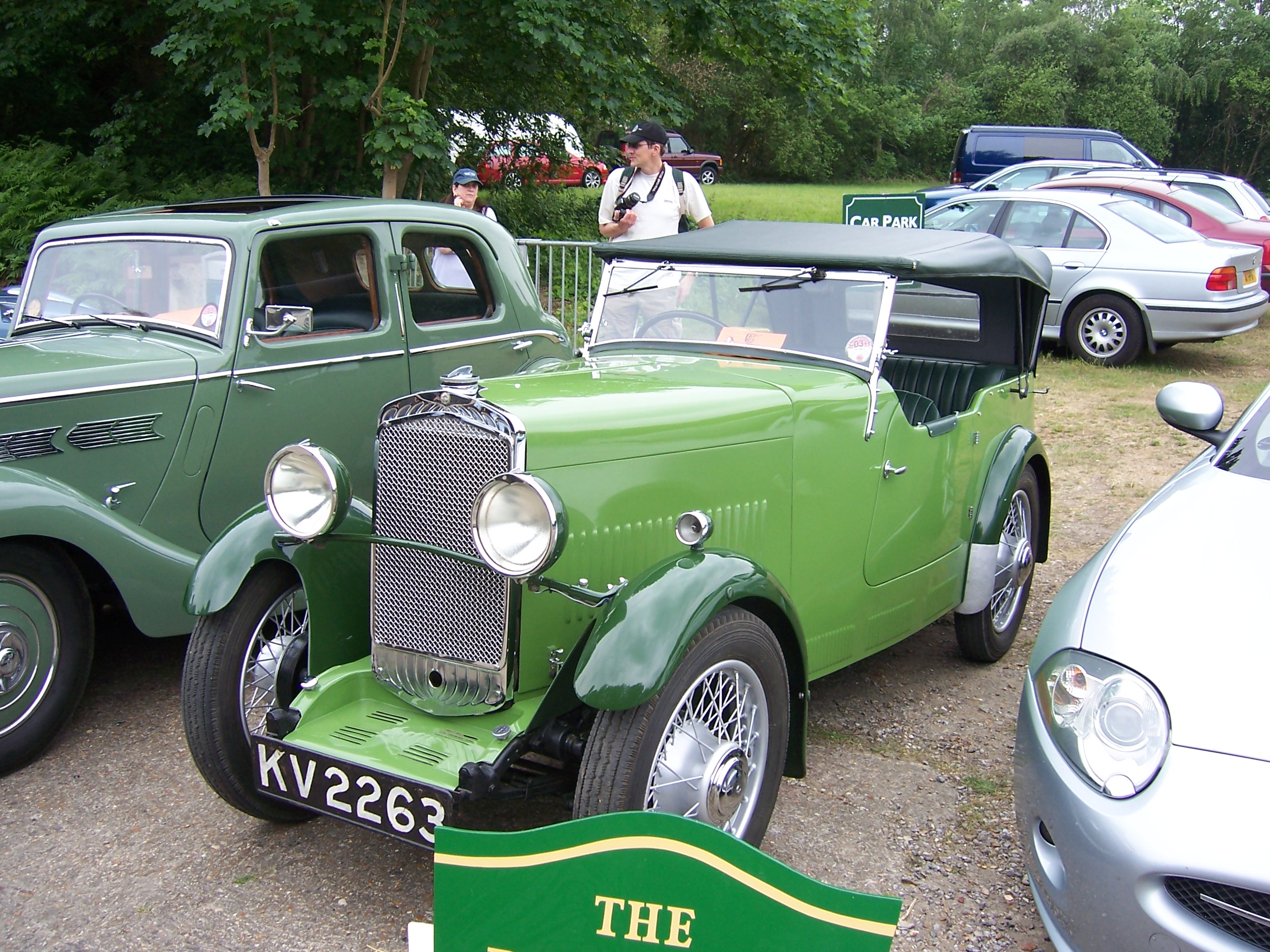
Triumph Southern Cross 8.9НР

У 1932 році фірма продає своє велосипедне відділення фірмі Raleigh Cycle Company, тепер продукцію компанію складають мотоцикли і автомобілі. Автомобільний модельний ряд оновлюється. Так на базі Super Nine з'являється окрема модель — Southern Cross, технічно вона нічим не відрізнялася від «Супер Найн», відмінність була в кузовах, якщо «дев'ятка» оснащувалася кузовами 2-місний турер, 4-дверний седан і 4-дверний турер, то «Південний хрест» мав 2-дверний 4-місний кузов турер.
Обидві моделі вперше для «Тріумфа» отримали 12-вольтове електрообладнання.

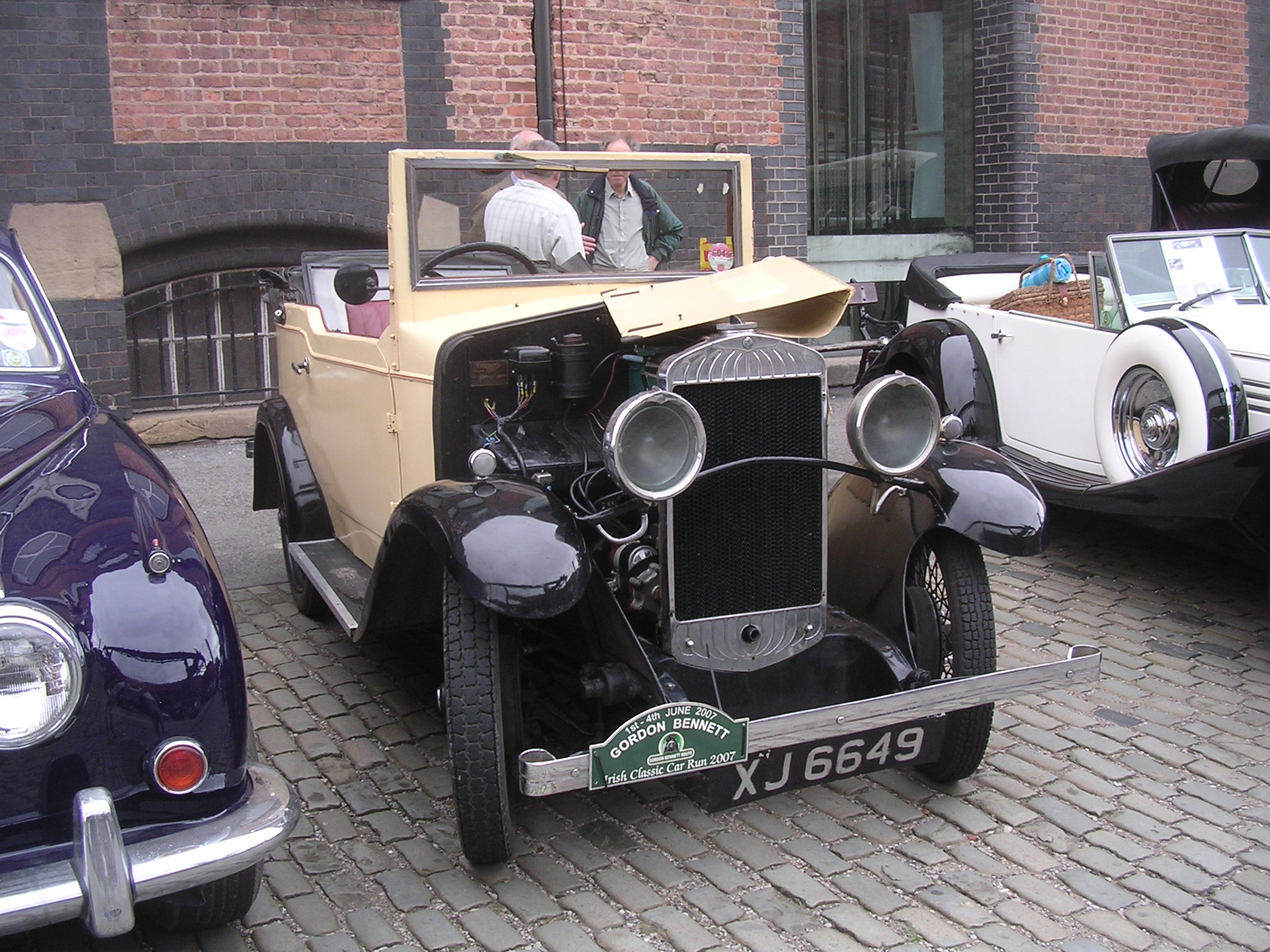
Triumph Super Eight 7.9НР Saloon

Модель Scorpion була перейменована в Twelve-Six, технічно вона не зазнала жодних змін, але стала комплектуватися єдиним кузовом типу седан. Super Seven перейменували в Super Eight, хоча двигун не зазнав оновлень. Колія коліс була розширена, також клієнти могли тепер замовити і 4-ступеневу коробку передач. Зовні машина відрізнялася від попередника наявністю всього 2-х кузовів: 2-дверний 4-місний турер і 4-місний седан без центральної стійки кузова.
У 1932 році Маргарет Воган брала участь в Монте-Карло на Triumph Super Nine Royston Drophead Coupe і посіла перше місце серед жінок при тому, що вона зупинилася, щоб допомогти екіпажу, що потрапив в аварію, якому вона зафіксувала переламані ноги.
У 1933 році Зігфрід Беттман йде на пенсію, його місце займає Холбрук, а на місце головного інженера приходить Дональд Хілі. Невдовзі з'являється модель Super Ten, яка була побудована на злегка подовженому шасі Super Nine, двигун був розточений до 1122 кубиків, на вибір пропонувалося два варіанти кузова: 2-дверний турер і 4-дверний седан. Варіант з 4-місним спортивним кузовом Monte Carlo Tourer отримує власне ім'я — Gloria. Southern Cross отримує новий 1087-кубовий двигун і новий кузов типу седан — Sports Saloon. Модель 12-6 знімається з виробництва.
У 1934 році за нею вийшли Super Eight, Super Nine, Super Ten і Southern Cross. Основною моделлю стає Gloria. В неї входили варіанти: 1.1 л 32 к.с. — Ten Saloon, Ten Special Saloon, Speed Model Tourer, причому седани Ten Saloon оснащувалися одним карбюратором, а інші версії мали по два.
1.2 л 42 к.с. — Competition Tourer.

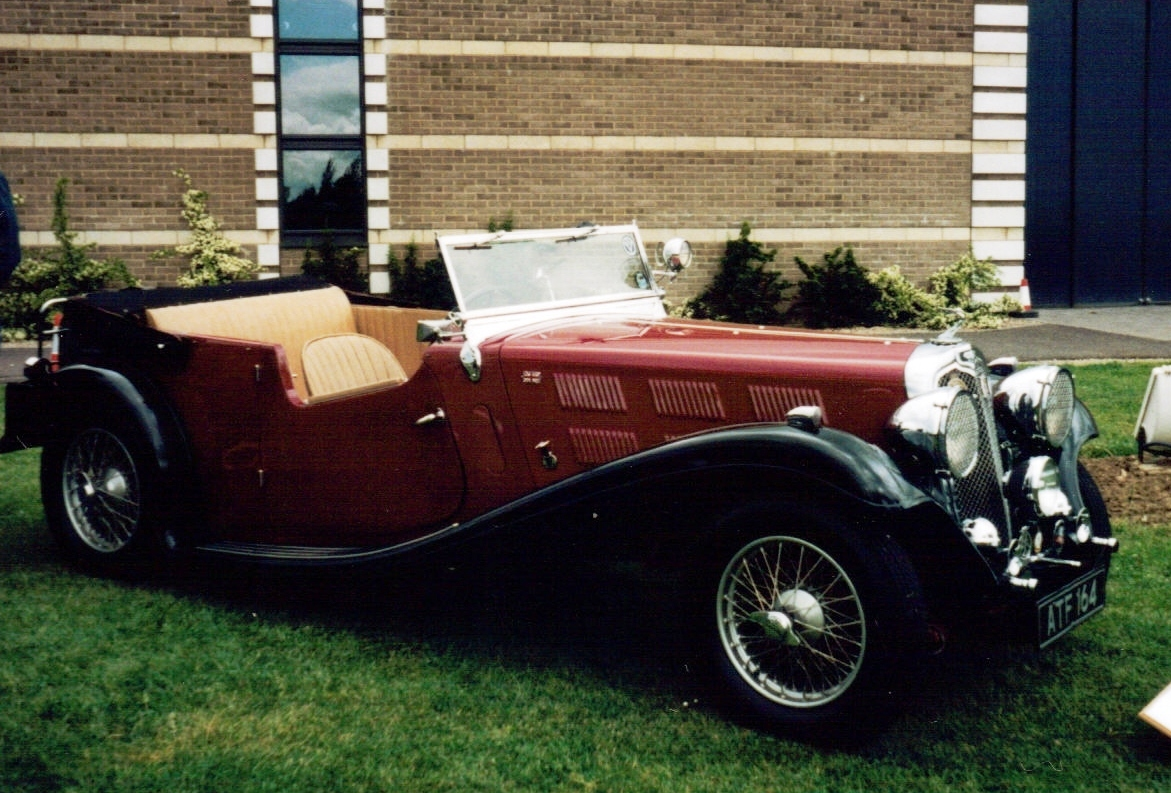
Triumph Gloria Six 12/95HP Saloon

1.5 л 6-циліндрова 50 к.с. — Six Saloon, Six Special Saloon, Six Speed Model Tourer, як і у випадку з 1.2 л варіантом, найдоступніша версія мала всього 1 карбюратор.

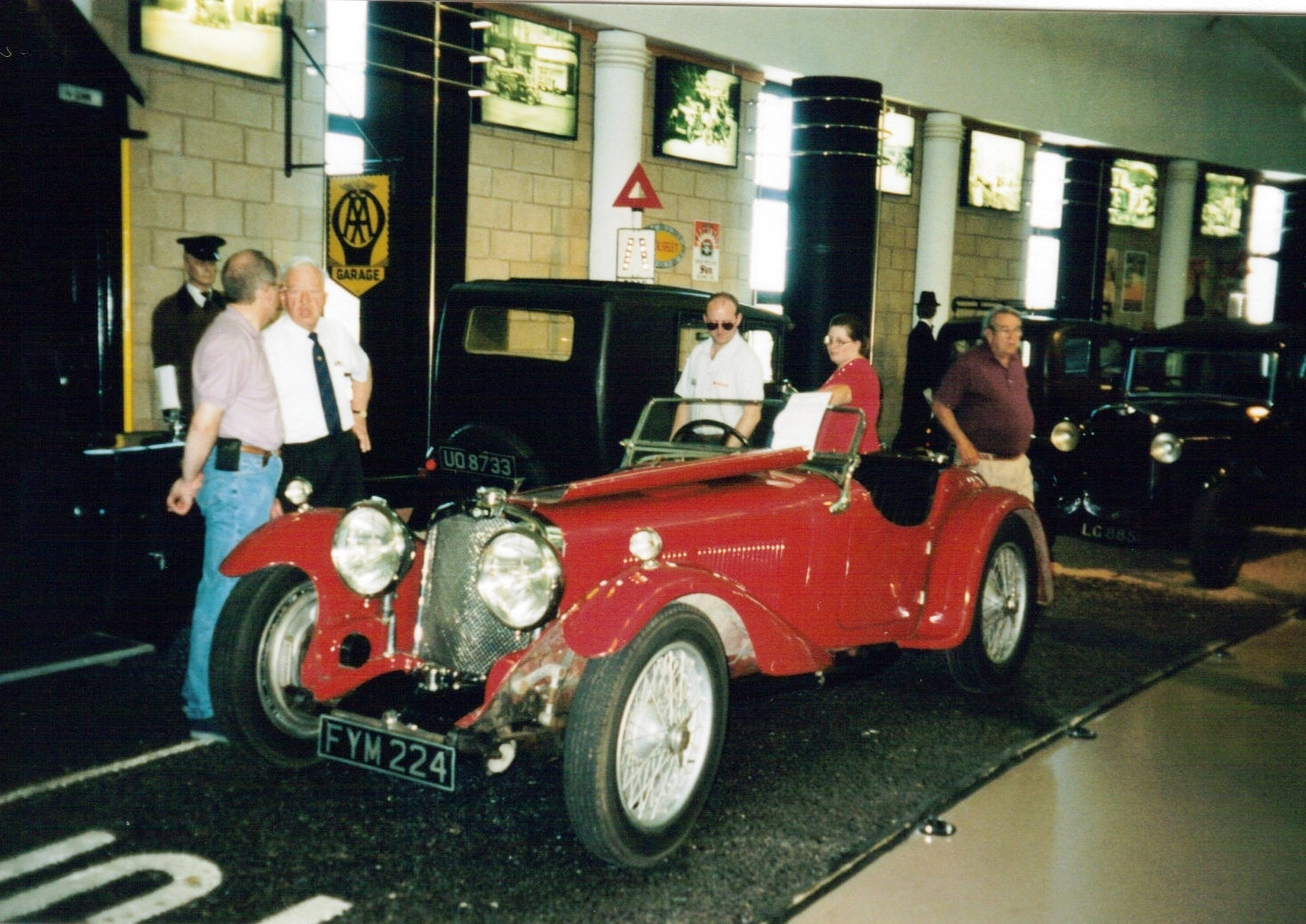
Triumph Dolomite Straight Eight 17.85НР

Хілі виставляє сім екіпажів, що складалися з серії Gloria, на ралі Монте-Карло, і всі сім доходять до фінішу, сам Хілі займає третє місце в загальному заліку і перше в класі до 1500 кубів. Після такого успіху Хілі вирішується побудувати 8-циліндрову спортивну машину. Двигун, об'ємом 2 л мав рядне розташування циліндрів, фахівці, глянувши на двигун, відразу впізнавали в ньому клон 8-циліндрового 2.3 л двигуна Alfa Romeo 8C-2300. Оснащений компресором Roots двигун видавав 140 сил. Як коробка передач використовувалася преселективна трансмісія системи Вілсона фірми Armstrong Siddeley. Не дивлячись на те, що Dolomite Straight Eight Super-Charged 2-Litre розвивав 175 км/год, покупців на машину, представлену публіці в жовтні 1934 року, не знайшлося, оскільки ціна, яку за неї просили, становила 1250 фунтів, за ці гроші можна було купити 4 седана Gloria Ten Saloon. Хілі вдалося підгледіти конструкцію завдяки тому, що він купив собі Alfa Romeo 8C-2300.
Також восени 1934 року відбувається оновлення модельного ряду Gloria. 4-циліндрові моделі отримують 1.2 л двигун, крім самої базової — Ten Saloon, вона, як і раніше, оснащується 1.1 л двигуном. Варіантів кузовів вже було набагато більше, і спереду автомобілі нового сезону можна було відрізнити від старих по темній секції решітки радіатора. 6-циліндрові версії отримали 2-літрові двигуни, потужністю 55 к.с., і 4-ступеневі преселективні коробки передач системи Вілсона.

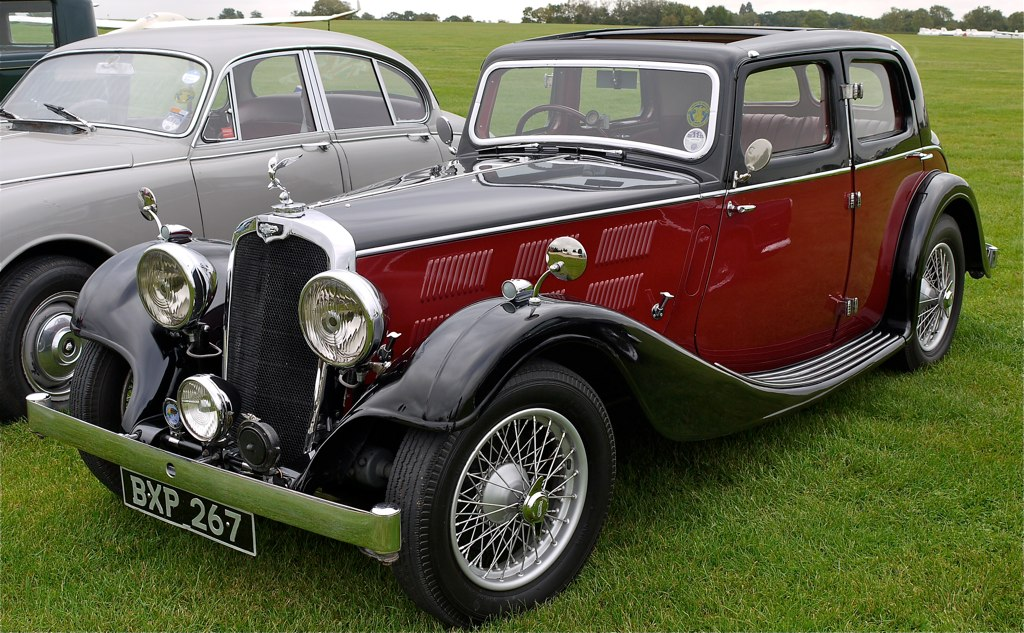
Triumph Gloria Six 12.95HP Flow Free Saloon

Модельний ряд «Глорії» на 1934/1935 рік складався з: 1.1 л 32 к.с. — Ten Saloon; 1.2 л 42 к.с. — Saloon, Vitesse Saloon, Coupe, Vitesse Coupe, Six Light Saloon, Vitesse Six Light Saloon, Tourer, Vitesse Tourer, Monte Carlo Tourer, Southern Cross, Golfers Coupe і Vitesse Golfers Coupe. Всі версії Vitesse оснащувалися двома карбюраторами. 2.0 л 55 к.с. — Saloon, Vitesse Saloon, Coupe, Vitesse Coupe, Flow Free Saloon, Vitesse Six Light Saloon, Tourer, Vitesse Tourer, Monte Carlo Tourer, Southern Cross, Drophead Coupe, Golfers Coupe і Vitesse Golfers Coupe. Як і у випадку з 1.2 л моделями, варіант Vitesse також мав 2 карбюратори, що дозволяло знімати з 2-х літрів 65 сил.
У 1935 році Хілі бере участь на Монте-Карло, він сидів за кермом Dolomite Straitgh Eight, але в Данії його машина потрапляє під поїзд, сам він дивом залишається живим, але у машини передню частину зрізає геть. Однак менеджер фірми — Рідлі, який виступав у класі до 1.5 л, приходить до фінішу другим у загальному заліку і відповідно першим у своєму класі. У Альпійських гонках виставляється три машини з 1.1 л двигуном, всі три приходять до фінішу, і фірма отримує командний приз, а Хілі і Моріс Н'юнхам отримують ще й спецприз за проходження траси без штрафних очок.
У модельному ряду змін практично не відбувається, тепер 1.2 л модель називається Gloria Twelve, машина трохи оновлюється: оновили передні крила, решітка радіатора отримала вертикальні смужки замість чорної решітки. 2-літрова версія, яка до цього називалася Gloria Six, тепер називається Gloria 2-Litre, вона також була оновлена в стилі молодшої моделі, а з виробничої гами випадає версія Flow Free Saloon.
У 1936 році Джек Сангстер, глава фірми Ariel Ltd, яка займалася виробництвом велосипедів і мотоциклів, викуповує мотоциклетний підрозділ фірми, який перейменовується в Triumph Engineering Co, відтепер мотоцикли і автомобілі цієї марки об'єднує тільки походження. У спортивній програмі був знову помічений Хілі, він відремонтував Dolomite і виставився на Монте-Карло 1936 року, до фінішу він приходить восьмим у загальному заліку, а Джоан Річмонд, що виступала на «Глорії Твелв» в класі до 1500 кубів, займає друге місце у своєму класі.

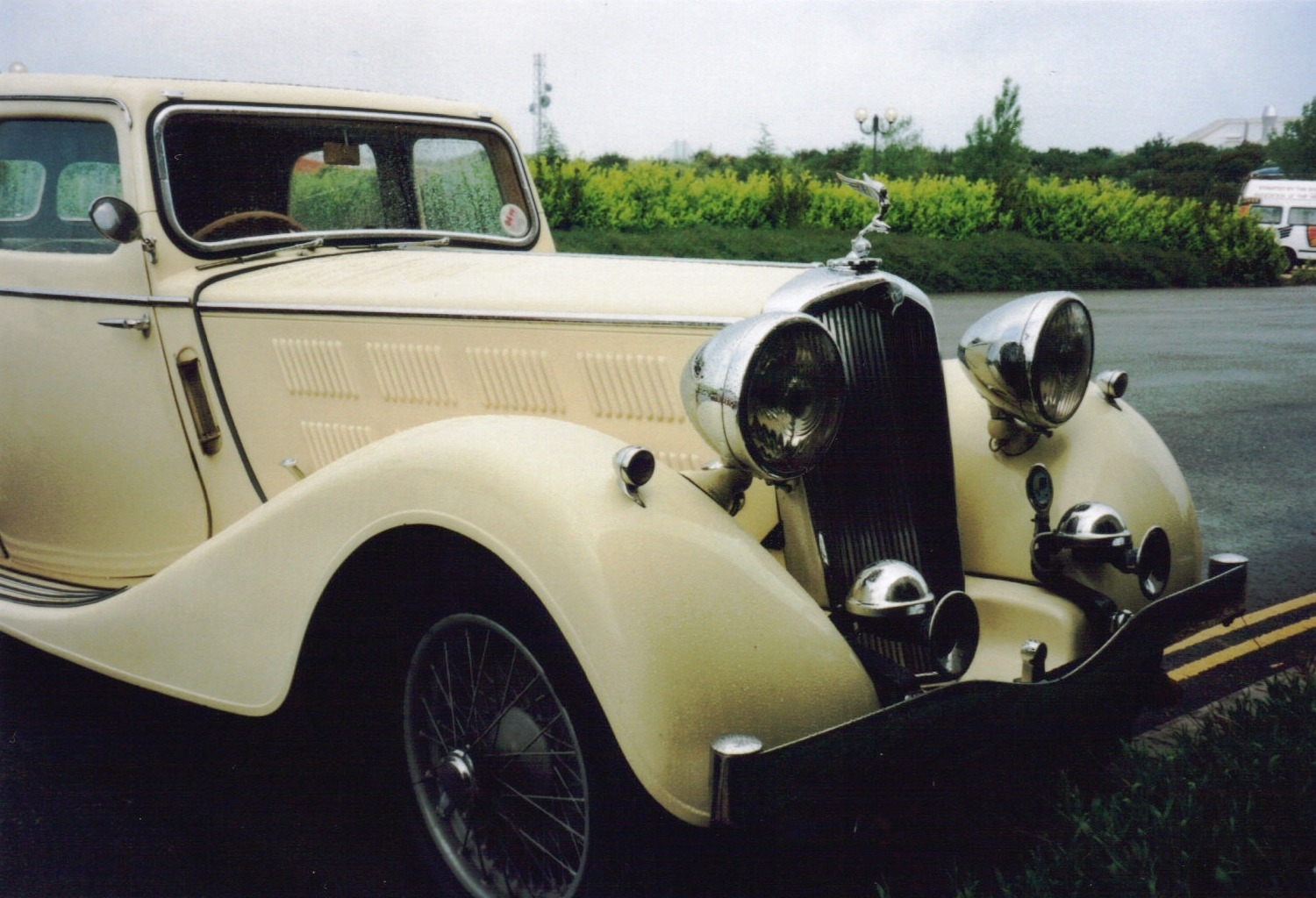
Triumph Vitesse 14/60НР Saloon

Тоді ж з'являється нова модель, яка отримує ім'я Vitesse, ця машина отримала нові верхньоклапанні двигуни, розроблені Хілі, а не «Ковентрі Клімакс», їх об'єми дорівнювали 1.8 л (14/60НР) і 2 л (2-Litre 15.72НР), перший був 4-циліндровим, другий — 6-циліндровим.
Від Gloria Vitesse відрізнялися передніми крилами, які доходили до бампера. Саму 2-літрову Gloria зняли з виробництва з усіма її версіями.

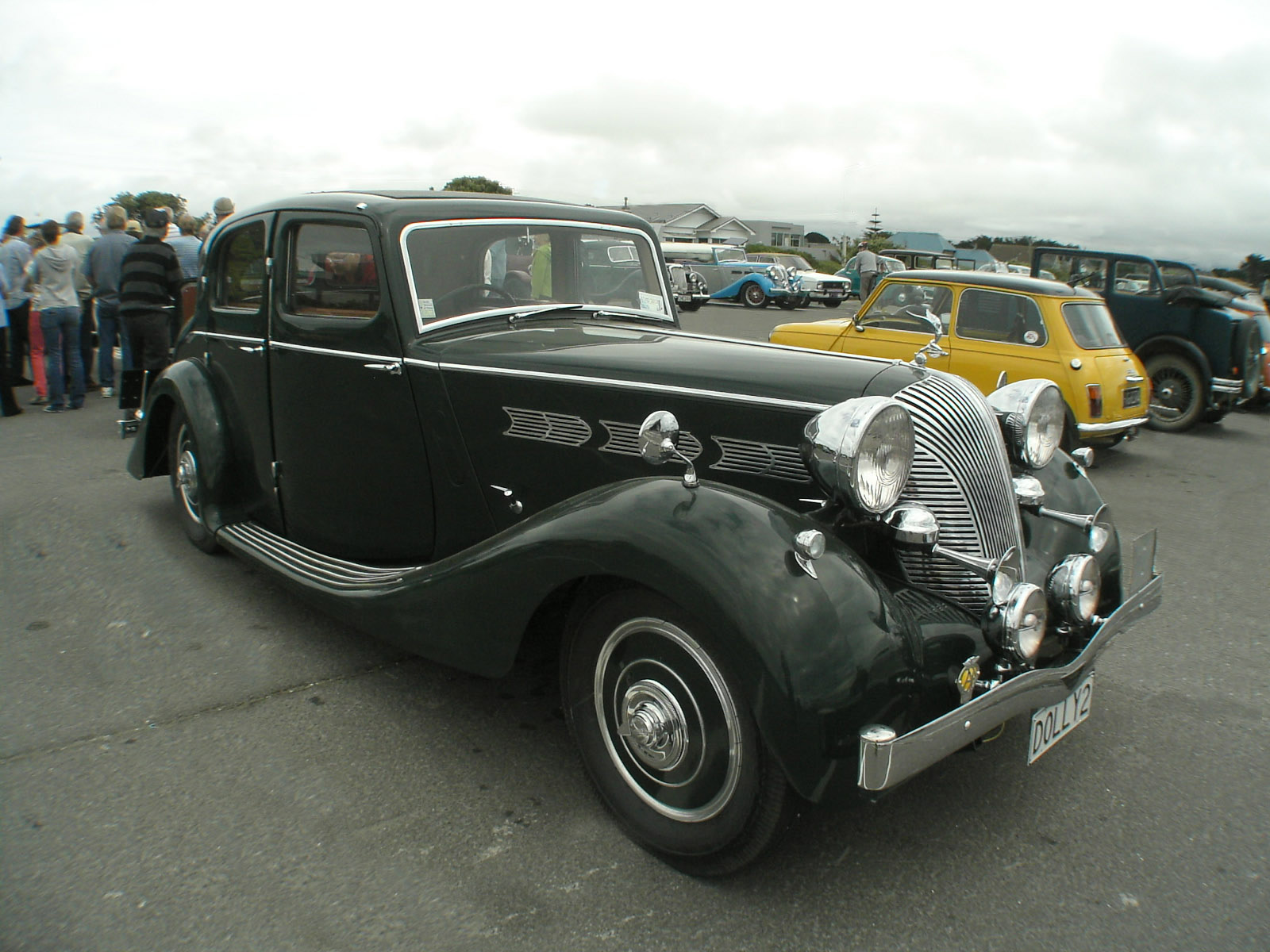
Triumph Dolomite 2-Litre 15.72НР Saloon

Ще однією новинкою стала нова модель Dolomite (14/60 і 2-Litre 15.72НР), оскільки, зробивши всього три Dolomite Straight Eight, цю зняли з виробництва, а до наших днів дійшло дві машини. Під капотом нового «Доломіту», який тепер випускався тільки з кузовом седан, були такі ж нові двигуни, що і на «Вітесс», ці машини відрізнялися цікавим дизайном решітки радіатора, який придумав Волтер Белгроув.

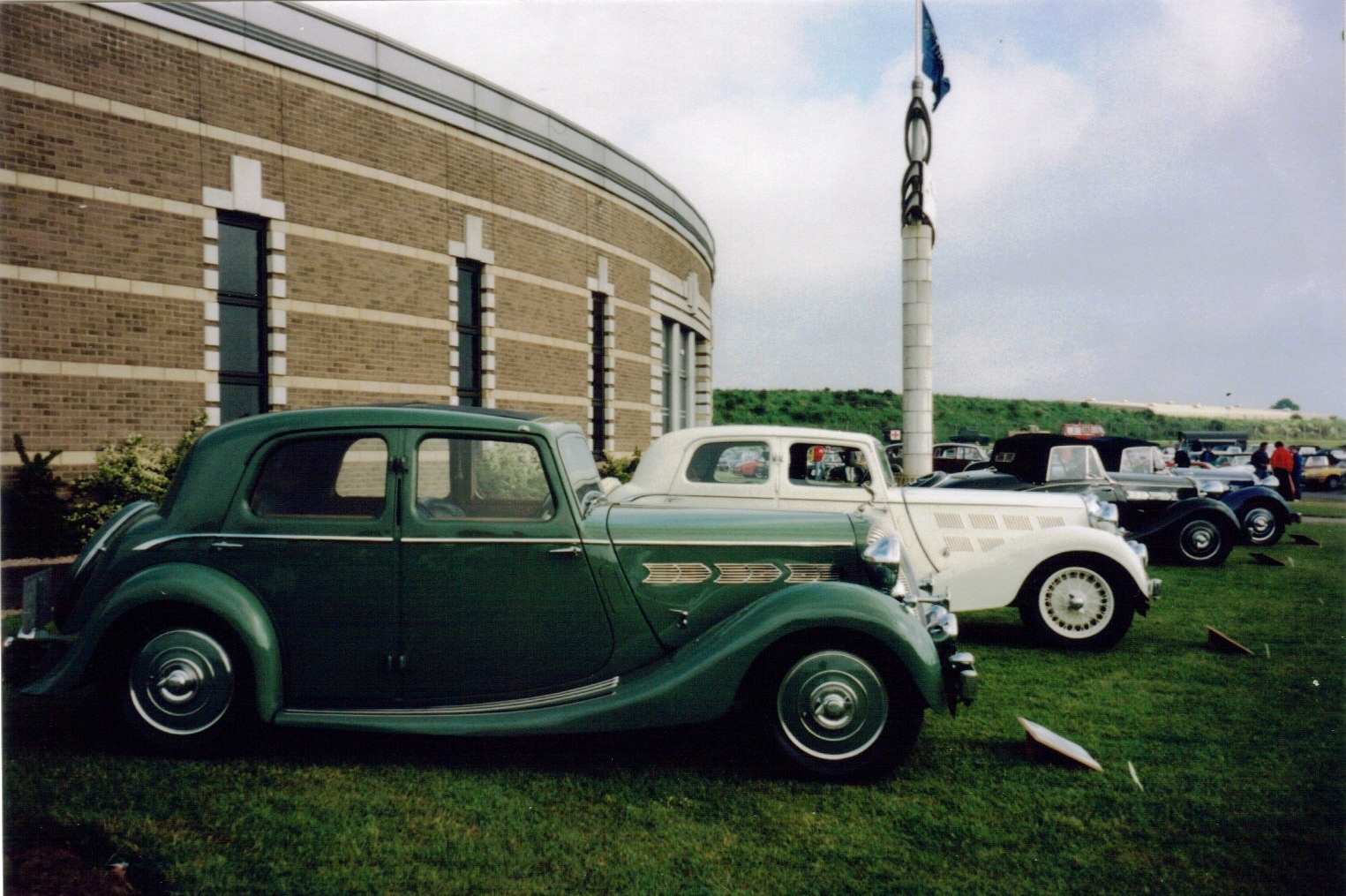
Triumph Сontinental 15.72НР Saloon

Для консервативніших клієнтів на базі 2-літрового Dolomite виготовляли седан Continental, який відрізнявся дизайном передньої частини.
Хілі не міг не випробувати новинки на перегінних трасах, і взявши Vitesse 14/60НР вирушив на Альпійські гонки, де й виграв кубок Glacier Award, пройшовши всю трасу без штрафних очок, його напарник по команді — Тоні Ролт — виступав на старій моделі — Gloria Southern Cross. Не дивлячись на перемоги і непогані продажі автомобілів, компанія не отримувала прибутку, саме фінансовий стан фірми і змусив продати мотоциклетне відділення фірми, і в зв'язку з поганим фінансовим становищем спортивна програма була згорнута.

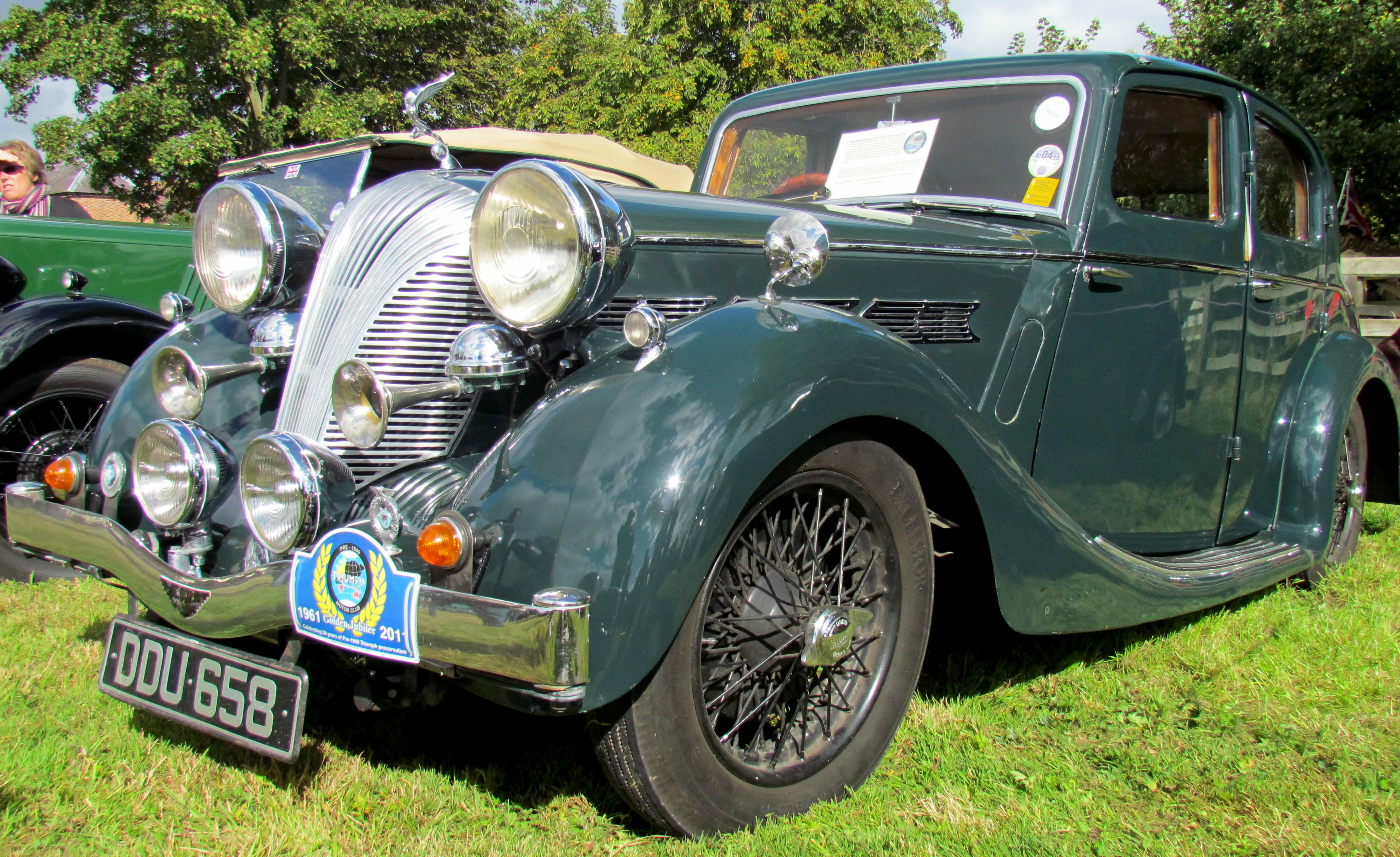
Triumph Dolomite 1.5-Litre 11.81НР Saloon

У 1937 році дорогу Continental зняли з виробництва, Dolomite отримав ще одну версію — з новим 1.5 л двигуном. Машина зовні відрізнялася від більших побратимів тим, що задні двері відкривалися по ходу руху, а не проти.
Gloria продовжувала випускатися у варіанті Twelve, інші версії знімаються з виробництва, оскільки замість них приходять версії з новими двигунами: Gloria 1.5 Litre і Gloria Fourteen з 1.8 л двигуном. Перший варіант випускався всього півроку, після чого був знятий з виробництва, зовні від «Twelve» він відрізнявся довгим заднім бампером, а «Fourteen» зовні був майже ідентичний Vitesse 14/60НР, тільки мав дешевшу обробку салону.

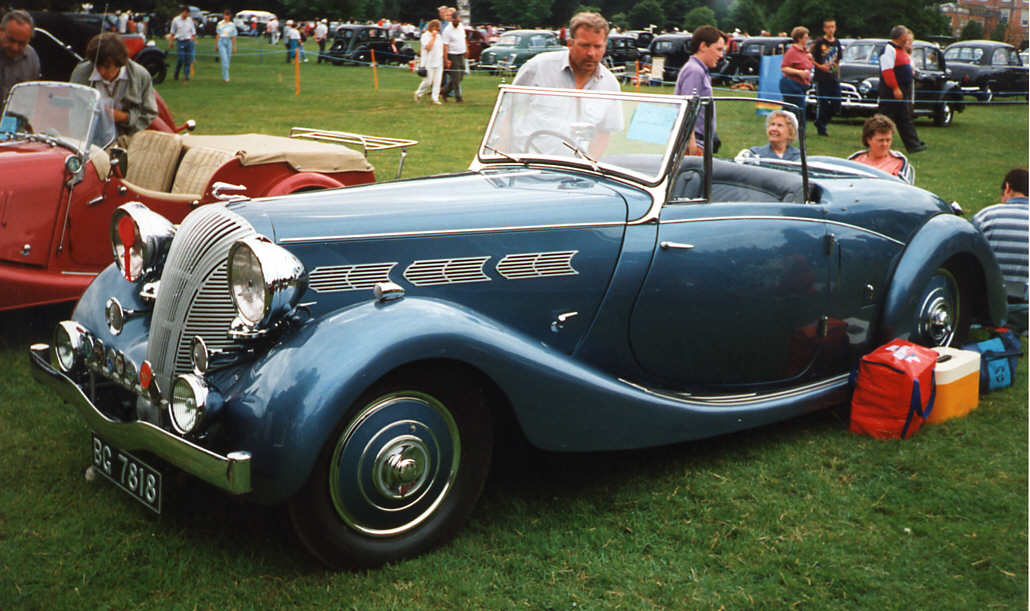
Triumph Dolomite 2.0-Litre 15.72НР Roadster Coupe

У 1938 році випускаються останні автомобілі моделі Vitesse і Gloria Fourteen, модель Dolomite отримала відкриту версію Roadster Coupe. Ця машина має «тещине місце» в задній частині кузова, яке вже стає рідкістю в цей час. Двигун, об'ємом 1.8 л, був форсований до 65 к.с..

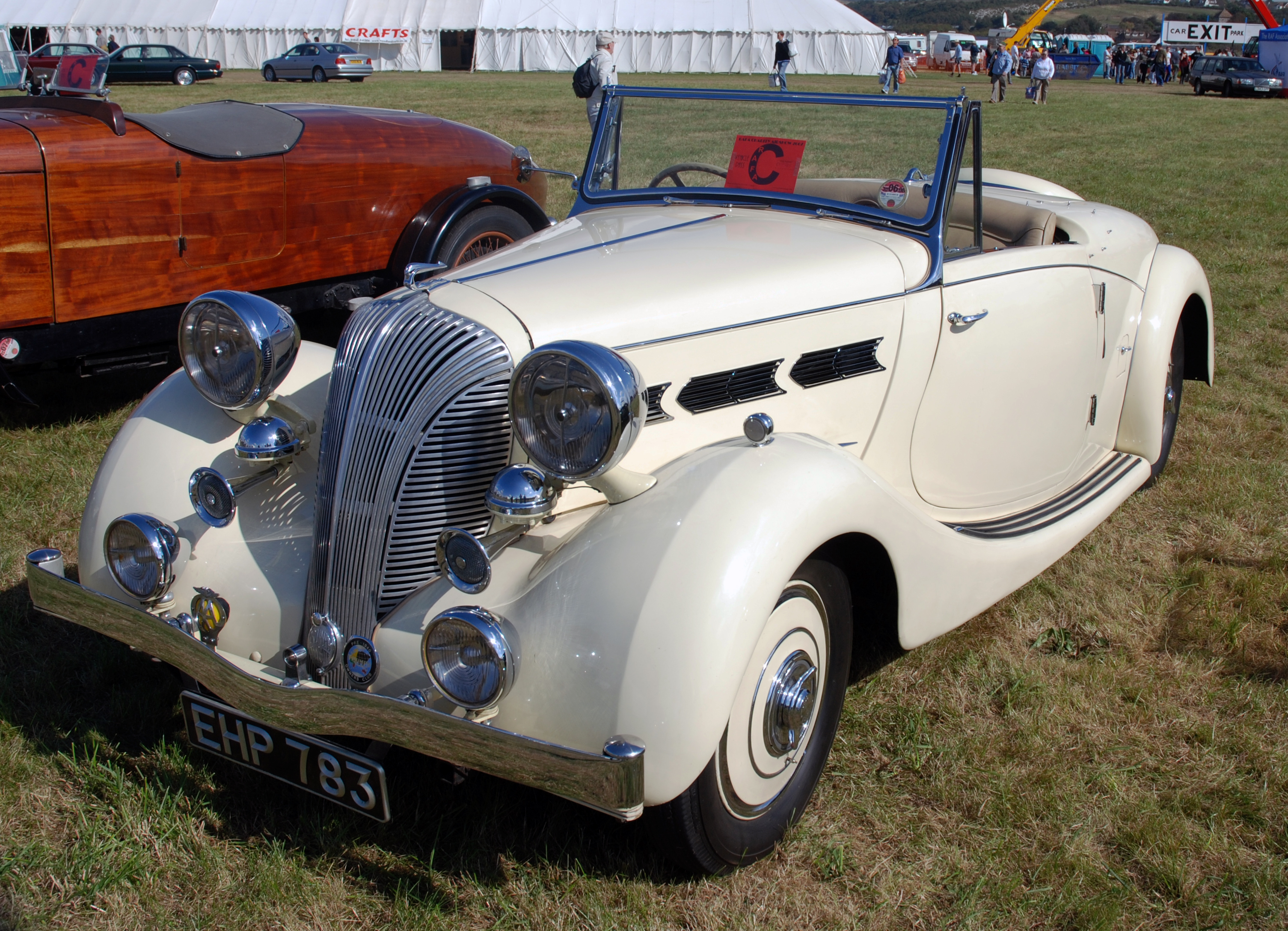
Triumph Dolomite 2.0-Litre 15.72НР Roadster Coupe

Також можна було замовити закриту версію купе, на яких знайшлося всього два покупці.

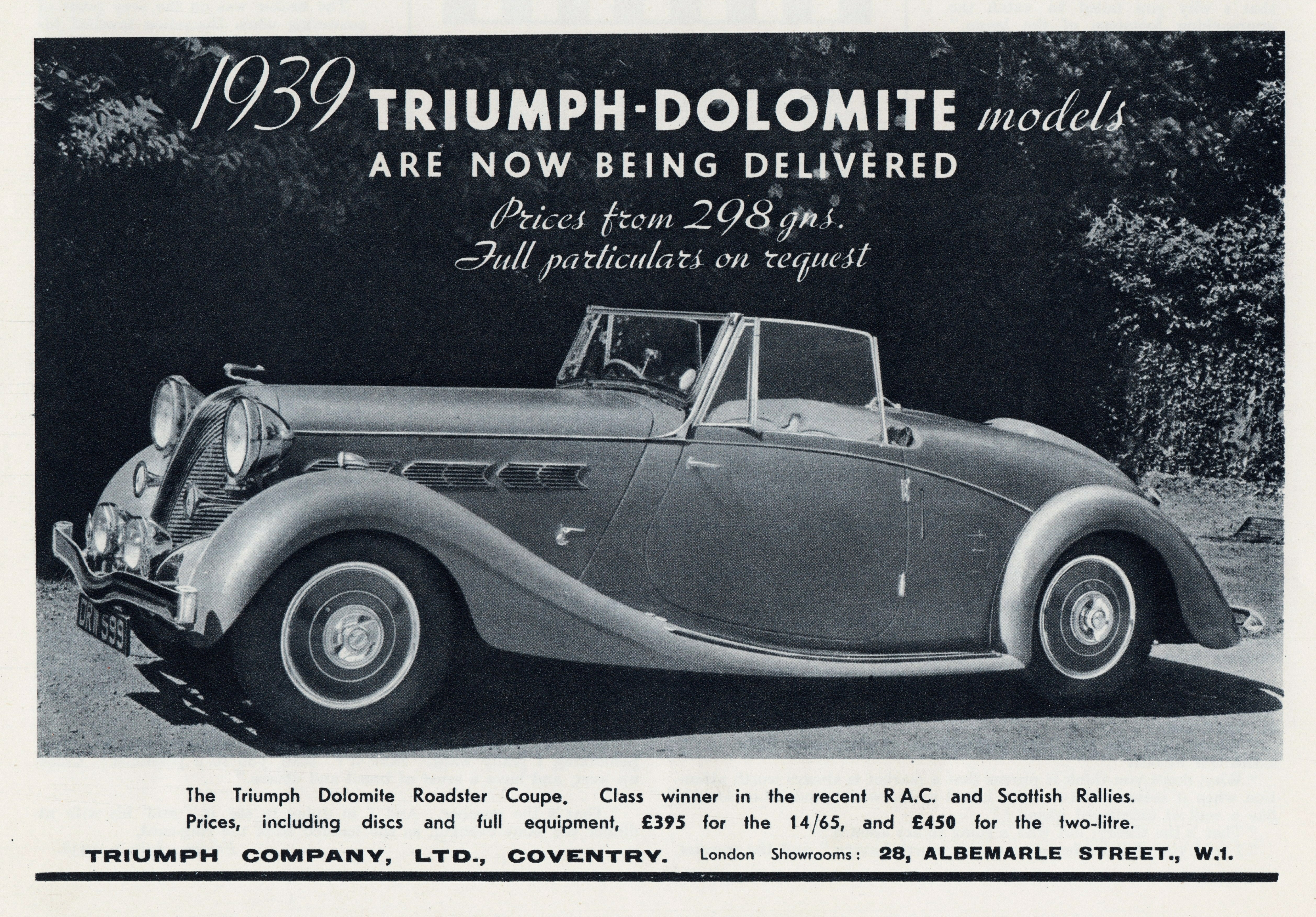
Triumph Dolomite 2.0-Litre 15.72НР Roadster Coupe

Фінансове становище все погіршувалося, починаються переговори про злиття з фірмою Riley, але в жовтні 1938 року Лорд Нафілд приєднує Riley до своєї імперії, проте, не дивлячись на всі фінансові труднощі, Хілі готує нову модель — Twelve, під капотом у неї був 1.5 л двигун, потужністю 65 к.с., і 4-ступенева повністю синхронізована коробка передач.
Оформлення передньої частини нагадувало продукцію фірми SS, яка випускала машини під найменуванням «Jaguar». Однак випуск цієї машини не тривав довго, в липні 1939 року фірма була оголошена банкрутом і виставлена на торги, де її і викупив Томас Уорд, власник сталеливарної компанії Sheffield. Він призначає Дональда Хілі генеральним директором фірми, але не встигли відновити виробництво машин, як почалася Друга світова війна, всі потужності були переведені на виробництво літаків, через що заводи стали мішенню для Люфтваффе в 1940 році, майже весь завод був знищений під час бомбардування, а разом з ними — виробничі потужності і архів, проте, не дивлячись на це, в уцілілих приміщеннях тривала збірка комплектуючих для військових літаків.

## Об'єднання з компанією Standard Motor Company
У листопаді 1944 року сер Джон Блек, глава Standard Motors, викуповує все, що залишилося від фірми Triumph, включаючи торгову марку. 1945 року він перейменовує куплену компанію в Triumph Motor Company Ltd і 31 грудня того ж року об'єднує її з фірмою Standard.
Оскільки весь модельний ряд фірми і документація по ньому були знищені бомбардуваннями, було вирішено проєктувати нові моделі з нуля. Основну ставку Блек робив на спортивні машини, які увійшли в моду; він хотів придбати фірму Swalow Sidecar, яка після війни перейменувалася в Jaguar Cars, але Лайонс відмовився продавати своє дітище.

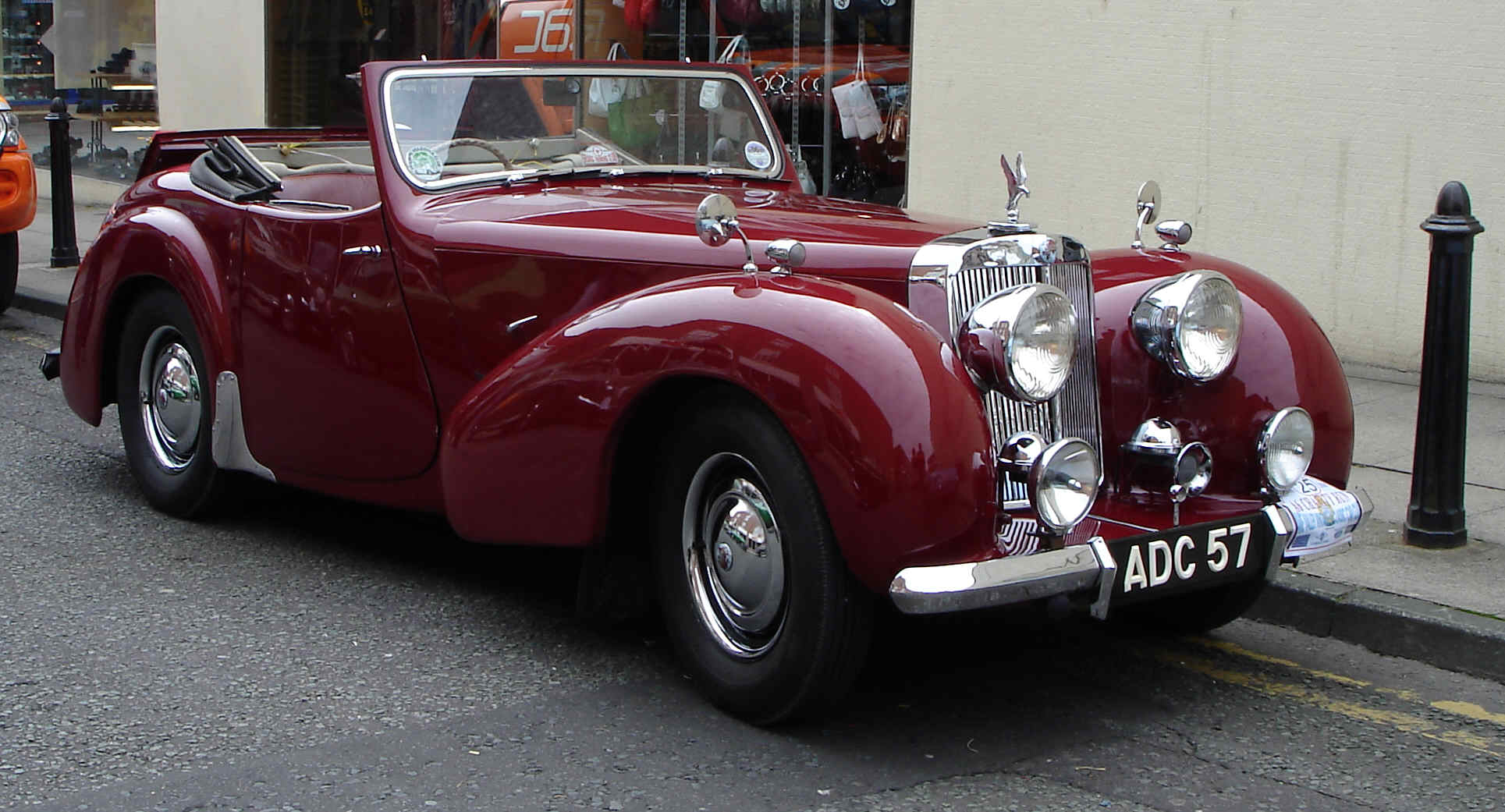
Triumph 1800 Roadster 18TR

У березні 1946 року з'являються відразу дві моделі — 1800 Roadster і 1800 Town & Country Saloon. Технічно це були ідентичні машини, обидві мали трубчасту міцну раму, спроєктовану Френком Коллейбі і Артуром Баллардом, двигун, 4-ступенева коробка передач, передня і задня підвіска були адаптовані Рейом Тернером від довоєнного Standard Flying Fourteen. Перше авто мало кузов родстер, спроєктований Коллейбі і Баллардом, він мав старомодний дизайн і вимерлі до того часу відкидні «тещині місця» в задній частині кузова.
Задні пасажири мали у своєму розпорядженні відкидне оглядове скло.

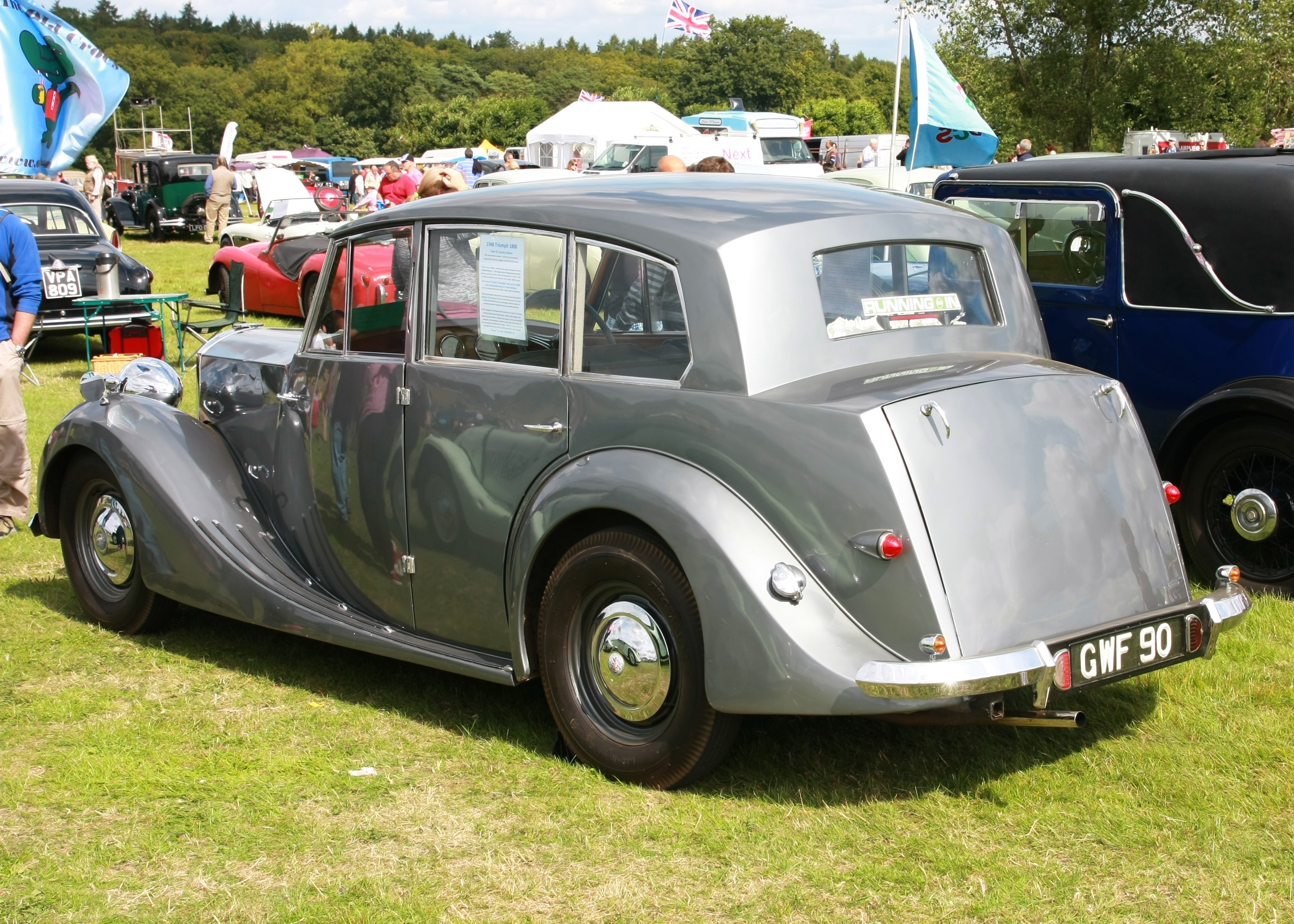
Triumph 1800 Town & Country Saloon 18T

Друге авто мало кузов седан, його рама була незначно подовжена в порівнянні з родстером, а дизайн був виконаний в модному тоді в Британії для дорогих автомобілів стилі Razor Edge (лезо бритви), якому притаманні різкі грані при удаваній припухлості кузова, такі кузови мали автомобілі Rolls-Royce, Bentley або Daimler. Кузови для виробника цього автомобіля поставляла фірма з Бірмінгема — Mulliners, а дизайн, на відміну від родстера, проєктував Волтер Белгроув, автор передвоєнного Dolomite.
Передня частина кузовів обох машин була виготовлена з алюмінію, оскільки в повоєнний час прокатна сталь була дефіцитом, а алюмінію, який застосовувався в авіації, було ще багато в запасниках.
Але якщо седану вистачало 1.8 л 65-сильного двигуна, то родстеру явно він був малуватий, він розвивав усього 121 км/год, що важко було вважати спортивною машиною. Але з 1947 року обидві моделі стали експортуватися в США, там якраз з'явилася мода на британські автомобілі, які привозили з собою американські вояки з Європи.
У жовтні 1948 року обидві машини отримують нову техніку від Standard Vanguard, а саме — 2.1 л 65-сильний двигун і 3-ступеневу коробку передач. Нові варіанти позначалися як 2000 Roadster TRA і 2000 Saloon TDA, проте і з цими агрегатами швидкість родстера не перевищувала 125 км/год, але низька максимальна швидкість компенсувалася відмінним рульовим управлінням, яке не цінувалося на широких, рівних хайвеях США, які і були головним ринком збуту.

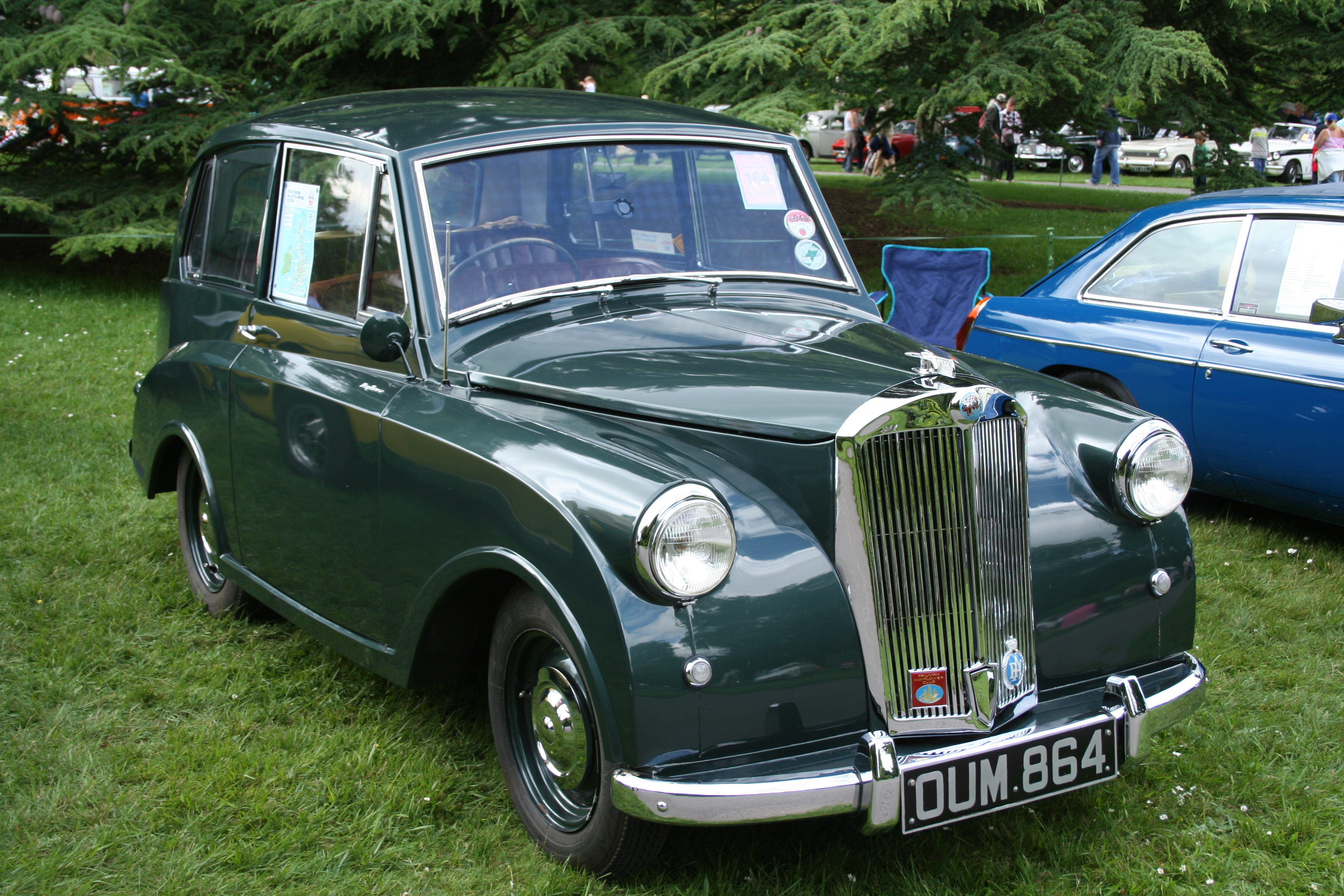
Triumph Mayflower Saloon

У вересні 1949 року виробляють останній родстер, яких виготовили в цілому 4501 примірників (2,5 тис. — 1.8 л, а решта — з 2.1 л). У жовтні седан замість трубчастої рами отримує пресовану від «Вангуарда», також від нього дістається передня пружинна підвіска, щоб дистанціювати машину, що зовні не змінилася, від попередниці, її перейменовують в Renown Mk I TDB, на честь британського лінкора часів Другої світової війни. Крім оновленого седана публіці представляють і нову модель — Mayflower, названу на честь британського корабля, на якому перші британські колоніалісти прибули в Північну Америку в 1620 році.
Ця машина отримала нові шасі і незалежну пружинну підвіску передніх коліс, задню підвіску запозичили від Vanguard. Як двигун був обраний 1.2 л двигун від передвоєнного Standard 10HP, з тією лише різницею, що головку блоку виконали з алюмінію, цей двигун розвивав 38 к.с., 3-ступеневу коробку передач знову-таки взяли від Vanguard. Кузов автомобіля також виготовлявся із застосуванням алюмінієвих панелей, які поставлялися фірмою Fisher & Ludlow з Кастл Бромвіча, а дизайн був спроєктований в співпраці Белгроува з Леслі Муром з Mulliners, і був виконаний у тому ж «бритвеному» стилі, як і старший брат. Але, на відміну від Renown, молодша модель мала 2-дверний закритий кузов седан. З серпня 1950 року ці машини стали збирати в Австралії з готових комплектів, причому на батьківщині кенгуру випускали і версію з кузовом пікап, також збірка була налагоджена в Бельгії, в Льєжі, на заводах фірми Imperia. Тоді ж з'явилися і відкриті версії цієї машини, які оснащувалися кузовами на потужностях фірми Mulliners. Оскільки створення відкритої версії вимагало ручної роботи, то й коштували Drophead Coupe дорожче, що позначилося на їх попиті, так якщо седанів було випущено близько 32 000 примірників за роки виробництва, то кабріолети знайшли всього десять покупців.

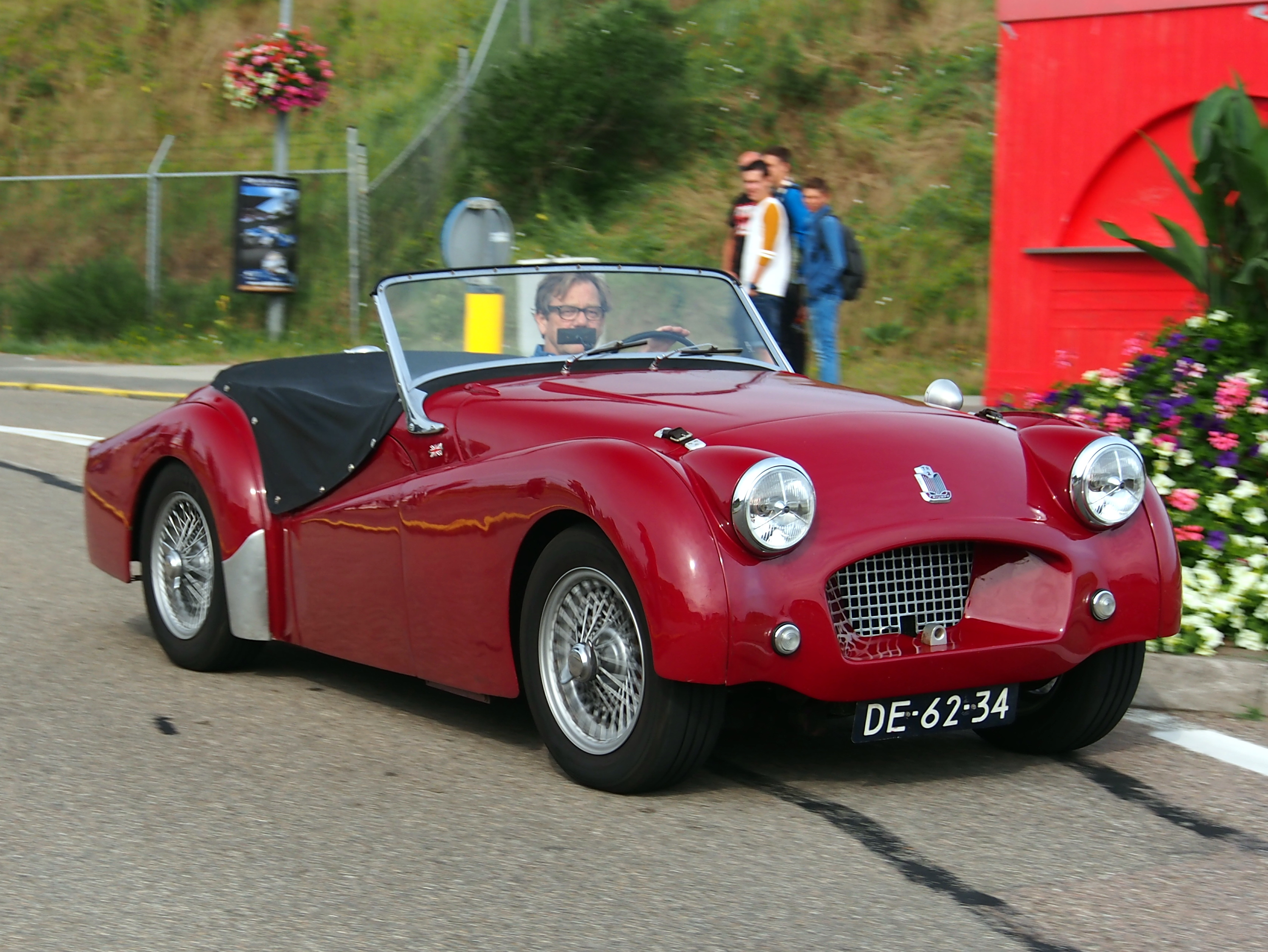
Triumph TR2

Тим часом ринок родстерів на підйомі в цьому сегменті правлять MG TC і Jaguar XK120, посеред них не було явного лідера з двигуном середнього об'єму, оскільки перший був оснащений 1.25 л двигуном, а другий — 3.4 л шісткою, Блек дає вказівку підготувати спортивний автомобіль. І ось у жовтні 1950 року на London Motor Show показують новий родстер TRX з алюмінієвим кузовом. Автомобіль був побудований на шасі Standard Vanguard, і, крім рами, використовував і підлогу кузова цієї машини. Обтічний кузов машини мав приховані фари, завдяки чому машина отримала прізвисько Silver Bullet (срібна куля), в самій машині широко використовувалися гідро- і електроприводи, так, наприклад, сидіння рухалося за допомогою гідравліки, скло, фари і дах — за допомогою електродвигунів, а капот відкривався вбік за допомогою гідроциліндра, який приводився в дію завдяки електродвигуну.
Саме всі ці надлишки і зіграли з машиною злий жарт, під час шоу до машин (на стенді стояло 3 примірника цієї моделі) підійшла принцеса Маргарет зі своєю свитою, і представник фірми вирішив продемонструвати королівській персоні новинку, в цей час під капотом замкнула проводка, яка заблокувала капот, машина стала горіти. Пожежники не могли відкрити капот, і відігнавши інші експонати на безпечну відстань, принцесі і главі фірми залишалося тільки спостерігати, як догорає виставковий експонат. Ця подія, а також корейська війна і брак алюмінію, ставить хрест на цій моделі.

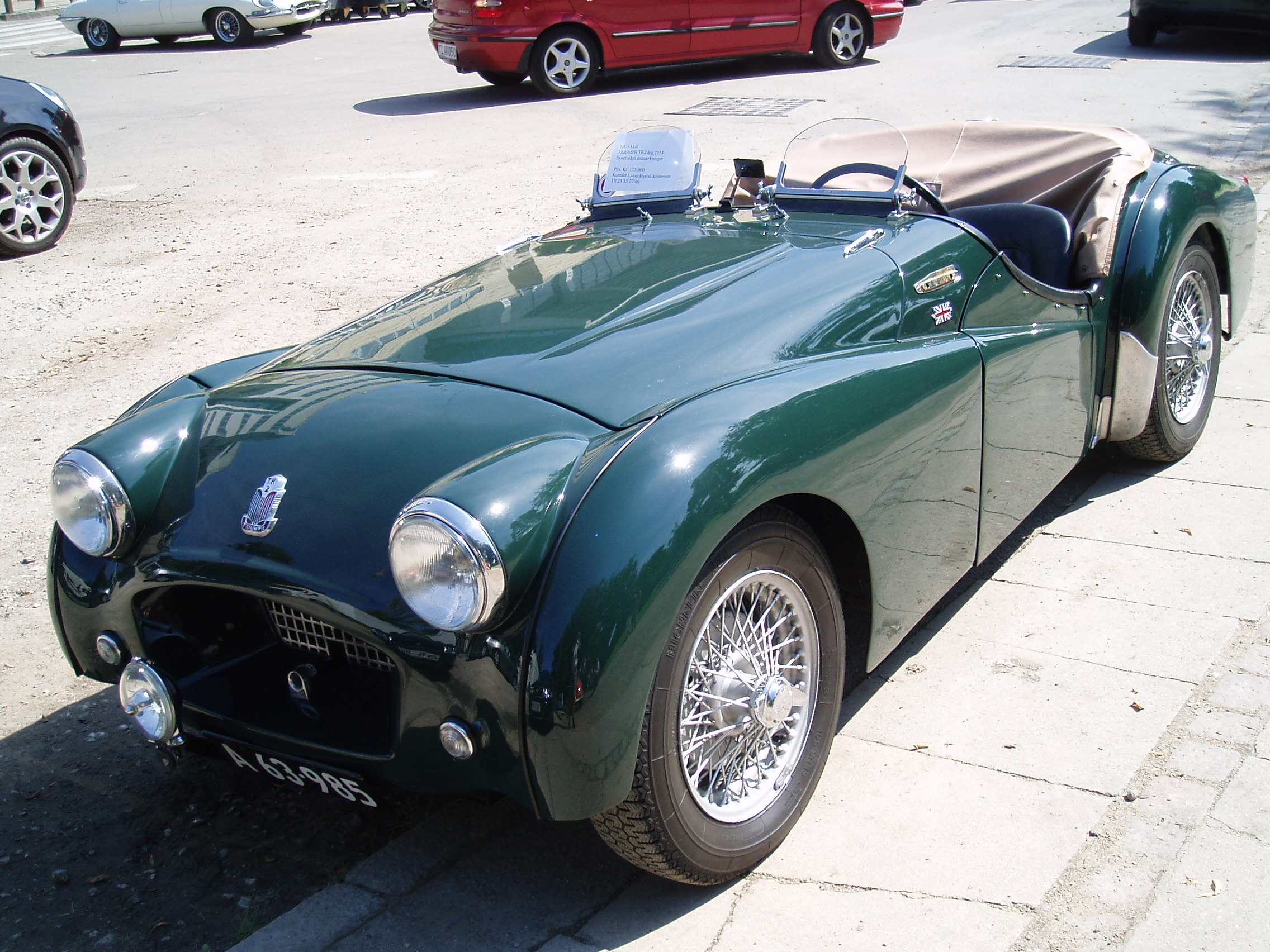
Triumph TR2

У 1951 році седан Renown полповнилася варіантом з подовженою на 7.5 см базою і скляною перегородкою за водієм, ця версія називалася Renown Limousine. Однак успіх британських фірм Allard, Alvis, Aston Martin, Jowett, Morgan або Riley не дає спокою Блеку, він вирішує викупити фірму Morgan, яка виробляє автомобілі, використовуючи техніку фірми Standard-Triumph. Однак Генрі Морган навідріз відмовляється продати свій сімейний бізнес, але, не дивлячись на це, фірма Блека продовжила постачання агрегатів «Моргану». Блек тоді вимагає від інженерів, щоб ті довели до розуму проєкт TRX, у підсумку в жовтні 1952 року публіці показують прототип 20TS.
Однак машину чомусь було вирішено побудувати на шасі Standard 8HP, коріння якої сягають у середину 30-х років, на шасі встановили передню підвіску від Mayflower, двигун від Vanguard, потужністю 75 к.с., кузов також був гранично спрощений і мав куцу задню частину, над якою звисало запасне колесо. Проте машину різко критикували як за дизайн, так і після ходових тестів, з'ясувалося, що машина не здатна розганятися на понад 129 км/год, плюс квола рама погано позначилася на керованості автомобіля. Вислухавши всі зауваження Кена Річардсона, інженера фірми British Racing Motors, який і тестував автомобіль, Блек пропонує йому очолити цей проєкт, і інженер погоджується.
А поки седан Renown отримує як базу подовжені шасі, коротка версія і версія лімузин йдуть на спокій, нова машина отримує індекс Renown Mk II TDC.

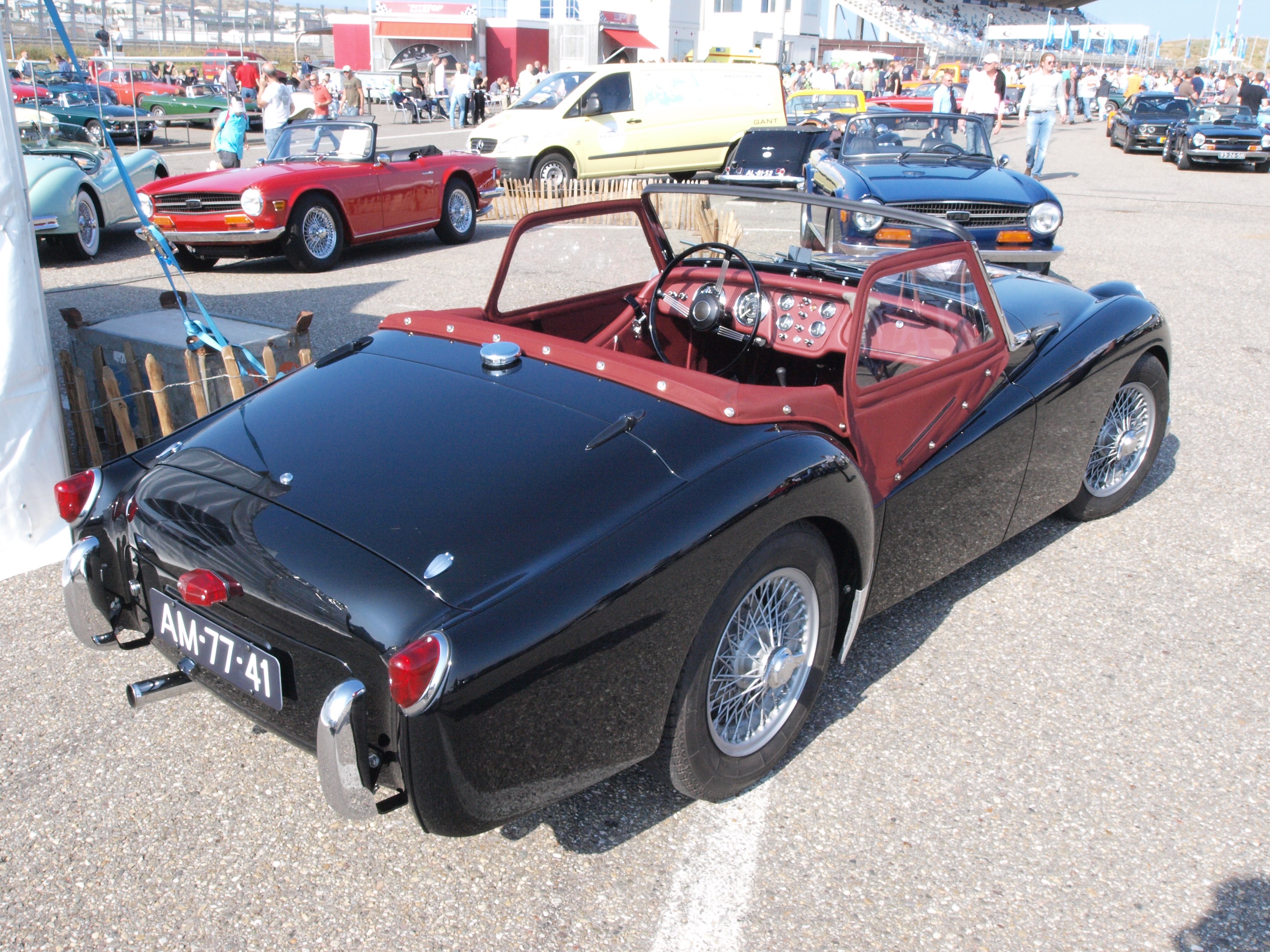
Triumph TR2

У цей час Річардсон в авральному темпі перекроює родстер, шасі машини проєктується заново, кузов розширюється на 5 см, задня частина переробляється, тепер з'являється і багажник в ній. Також готується новий мотор, який був зменшений до 2-х літрів в об'ємі, але завдяки вищому ступеню стиснення і двом карбюраторам видає 90 к.с.. Підвіска машини, як ззаду, так і спереду, переробляється, на все йде всього три місяці, машина була спроєктована заново. На тестах у травні 1953 року, які проходили на трасі в Яббеку (Бельгія), Річардсон розвиває 201 км/год, також на висоті виявляється і керованість машини. Після успішних випробувань публіка може замовити новинку, яка отримує індекс TR2 (Triumph Roadster Mk2).
З цією машиною фірма Standard-Triumph вистрілює в десятку, оскільки це була найдоступніша машина (555 фунтів), яка може розвивати швидкість в 160 км/год. У цьому ж сезоні припиняється збірка молодшої моделі Mayflower. Також в 1953 році у відставку йде сер Джон Блек.

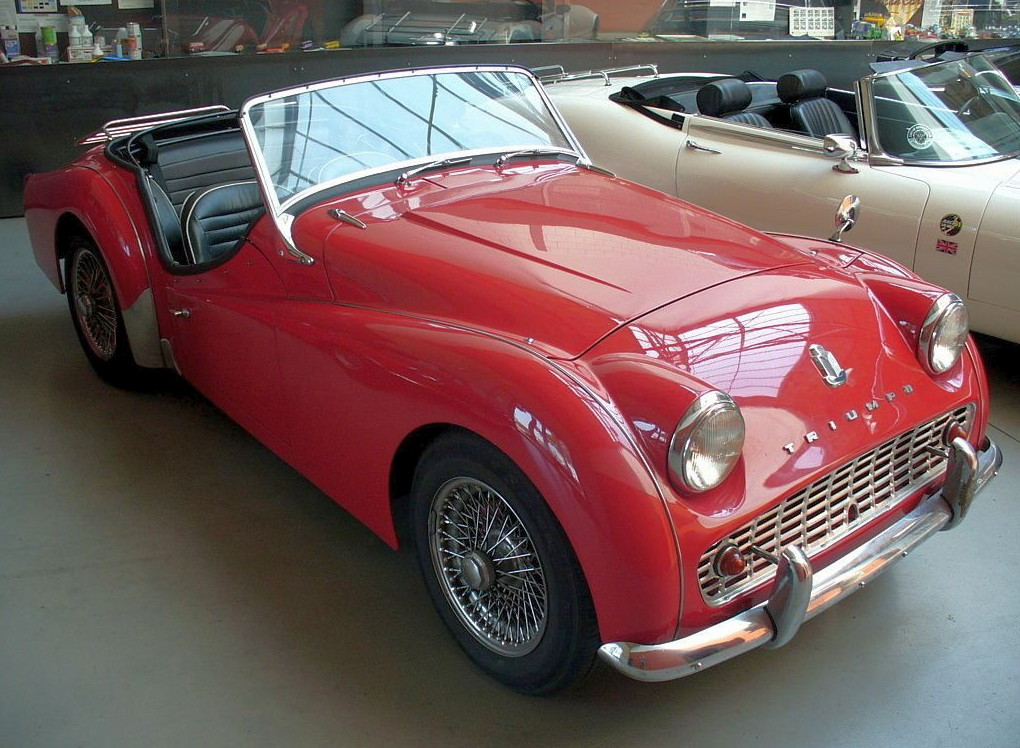
Triumph TR3

У 1954 році зі сцени сходить і крупніший Renown, тепер всі зусилля фірми йдуть на родстер TR2, який користується великим попитом, щоб якось урізноманітнити вибір, клієнтам тепер пропонується і версія купе, яку випускає завод Imperia в Бельгії, дизайн був розроблений співробітником бельгійської компанії — Францем Пардоном.
Гарний збут TR2 дозволив компанії повернутися в світ автоспорту, в якому колись блищала ця марка. Так ця машина дебютувала в RAC Rally 1954 року, і управляв таким автомобілем Джонні Уоллдуорк, він приходить до фінішу першим, така ж машина посіла друге місце (під управлінням Купера), а також не призове — п'яте. Річардсон виставився на Mille Miglia, в якій було заявлено 365 екіпажів, до фінішу він прийшов 28, його напарник по екіпажу, Моріс Гатсонідес, пізніше взяв участь в Альпійських Ралі (Coupe des Alpes), і переміг в них. У червні 1954 року TR2 взяв участь і в Ле-Мані, але вище п'ятого місця у своєму класі Едгар Водсворт і Боб Діксон піднятися не змогли, прийшовши до фінішу 15 в загальному заліку. Спортивні родстери мали успіх серед молодих людей, які брали участь на цих машинах в аматорських перегонах, причому більша частина покупців перебувала по той бік океану.

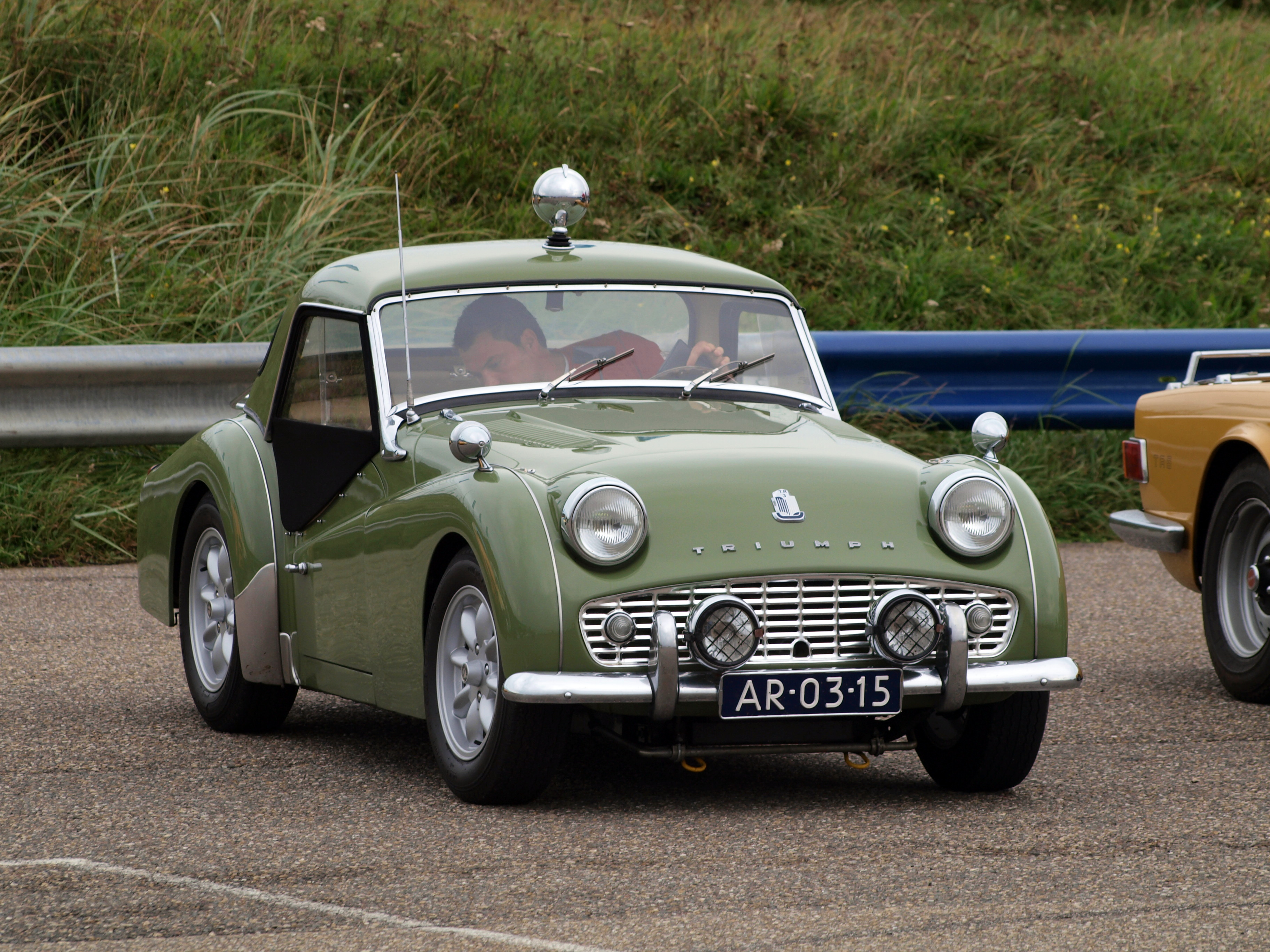
Triumph TR3

У 1955 році власники відкритих версій змогли купити собі пластикові дахи типу хардтоп, а покупці нових машин — замовити на них овердрайв фірми Laycock-de-Normanville, але вже в жовтні 1955 року на Лондонському шоу показують наступника родстера — нову модель TR3. Машина мала ту ж форму кузова, але аскетичний спортивний кузов отримав наліт аристократизму, так з'явилася, наприклад, хромована решітка радіатора.
Двигун машини був форсований до 95 к.с. завдяки установці ще одного карбюратора, в базі машина стала оснащуватися пічкою, що було важливо для покупців з півночі Шотландії. Також змінилися колеса машини, вони стали трохи ширшими. Після анонсування нової моделі TR2 знімають з виробництва, і тільки в Бельгії продовжують випускати версію з кузовом купе.

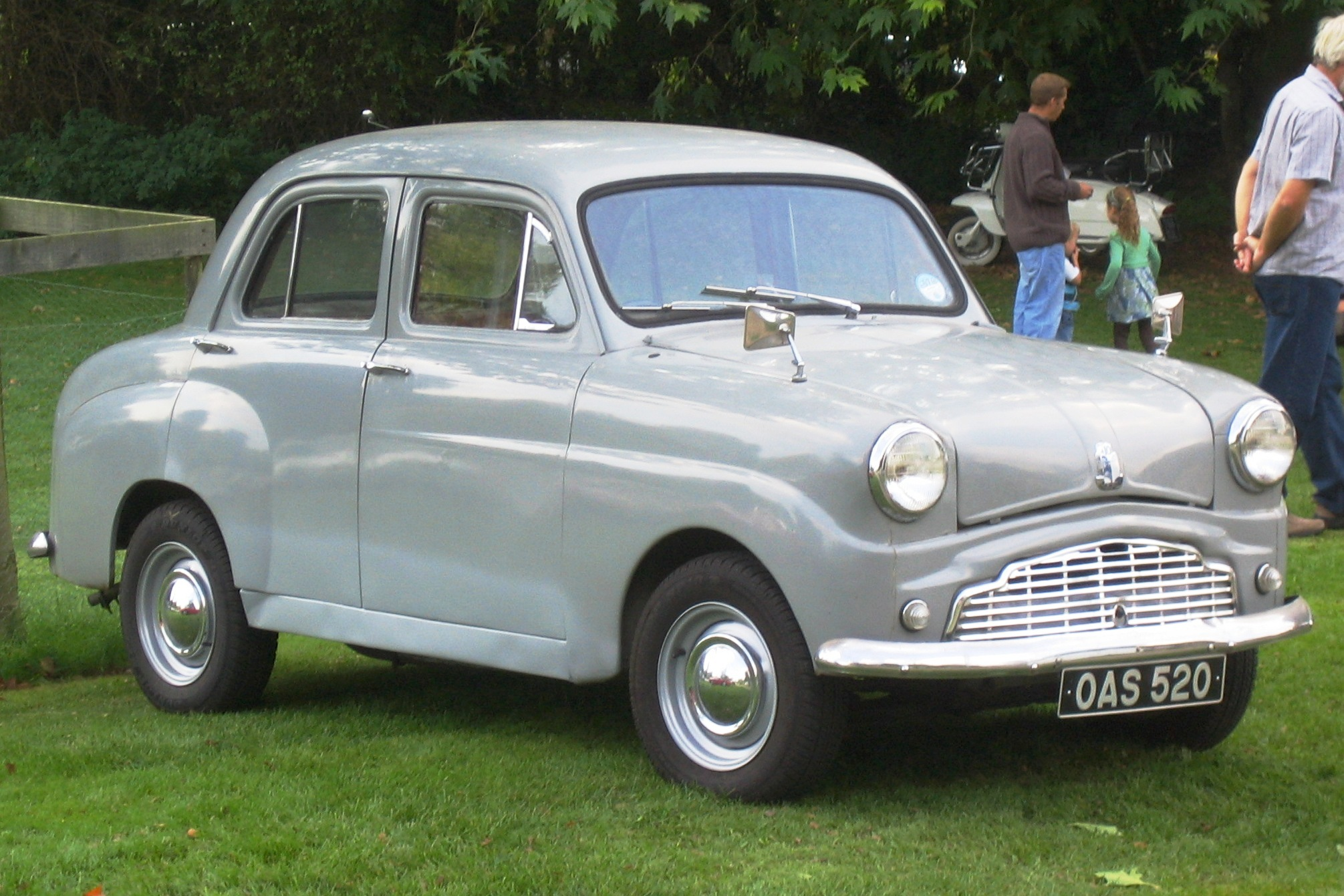
Triumph 10HP

У липні 1956 року двигун машини форсують до 100 к.с., а ще через два місяці TR3 вперше серійно для британської машини стали оснащуватися дисковими гальмами, поки що тільки на передніх колесах. Дискові гальма «Гірлінг» були випробувані під час Ле-Мана ще на «ТР2», і хоча перемоги машина не здобула тоді, цю систему було вирішено встановити на нову модель після незначних доопрацювань. Тим часом у Coupes de Alpes фірма завойовує командний приз, отримавши 5 кубків, шостий не вдалося завоювати, оскільки остання машина втратила колесо, і внаслідок цього зійшла з дистанції. Оскільки в США марка Triumph була більше розкручена, ніж Standard, то було вирішено продавати маленькі седан і універсал Standard Ten/Companion під найменуванням Triumph 10HP, багато джерел помилково називають цю модель TR10.
У Бельгії в цьому році припиняють випускати TR2 Francorchamps, всього за цей рік було виготовлено 22 екземпляри з таким кузовом, що робить цю машину істинним раритетом для цінителів.

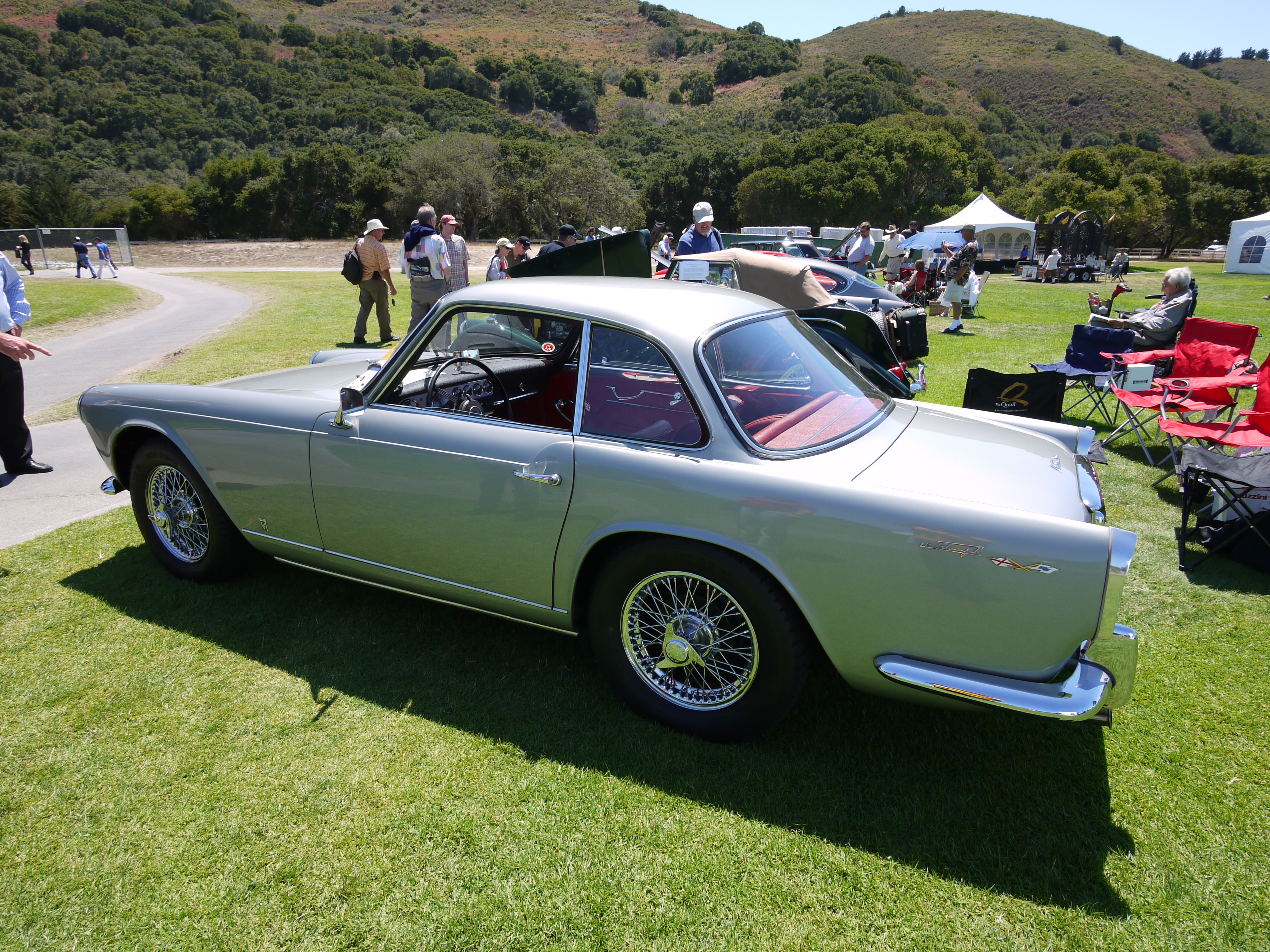
Triumph TR3 Vignale

Навесні 1957 року з'являється перше творіння спільної роботи британської фірми Triumph та італійської Vignale, автором проєкту був Мікелотті. На шасі TR3 був одягнений закритий кузов купе. Машина вражала глядачів не скільки своїм незвичним для автомобілів цієї марки зовнішнім виглядом, скільки обробкою салону. Британці були консервативні в обробці автомобілів, а тут в очі кидався італійський кит — сидіння і двері машини були оброблені під шкіру леопарда.

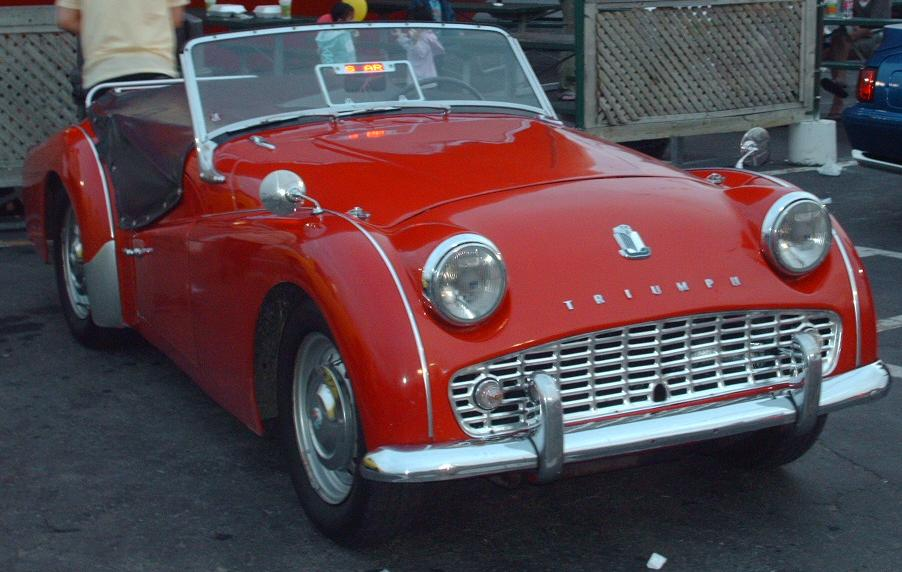
Triumph TR3 після модернізації 1957 року

У вересні того ж року родстер модернізують: решітка радіатора стала ширшою, з'явилися ручки дверей, кришка багажника тепер замикалася на замок. Технічно машина не змінилася, і хоча позначення моделі офіційно не змінилося, любителі називали цю модель TR3A.
У 1958 році модельний ряд не зазнав жодних змін, зате спортивне життя вирувало, не було жодного змагання в Британії, де б призового місця не зайняла машина марки Triumph, до того ж «Гатсо», як називали Гатсонідеса, приходить шостим у загальному заліку на гонках Монте-Карло.

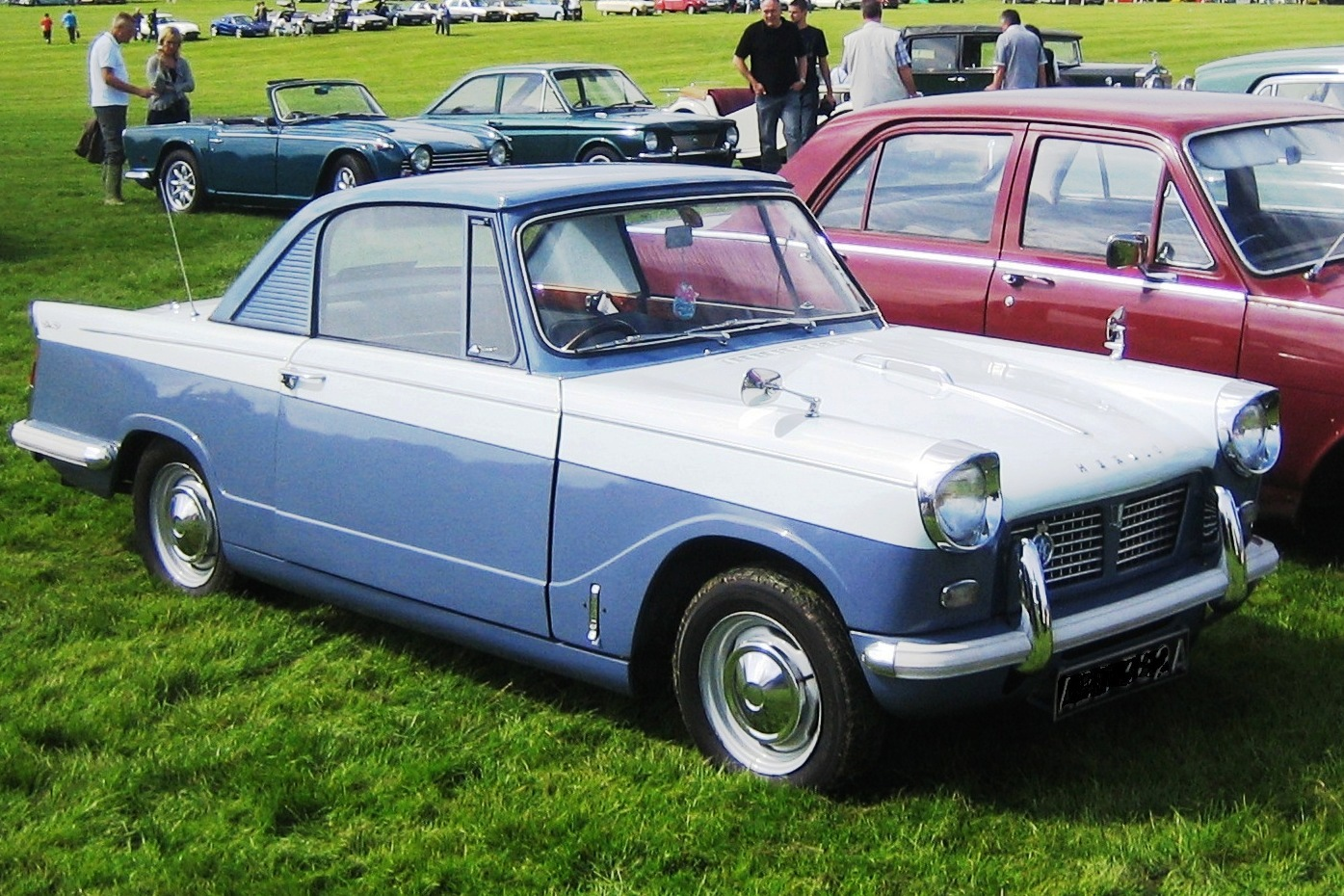
Triumph Herald Coupe

1959 рік приніс очікувані новинки: по-перше, в березні — Herald, 2-дверний седан або купе, ця машина проєктувалася як заміна Standard Pennant, і планувалося її продавати під маркою Standard, однак на експортних ринках марка «Тріумф» була розкручена більше, ніж «Стандард», було вирішено новий седан продавати під більш розкрученим брендом. Кузов новинки проєктував Джованні Мікелотті, і складався він із семи секцій, що полегшувало їх заміну у разі ДТП, двигун був запозичений від «Стандард Пеннант», об'ємом в 1 л, він розвивав 38 сил або 45 на версії купе. Трансмісія була 4-ступеневою, з не синхронізованою першою передачею, як рульовий механізм була встановлена рейка. Версія з кузовом купе оснащувалася багатше, але обидві версії мали як базове оснащення опалення салону.

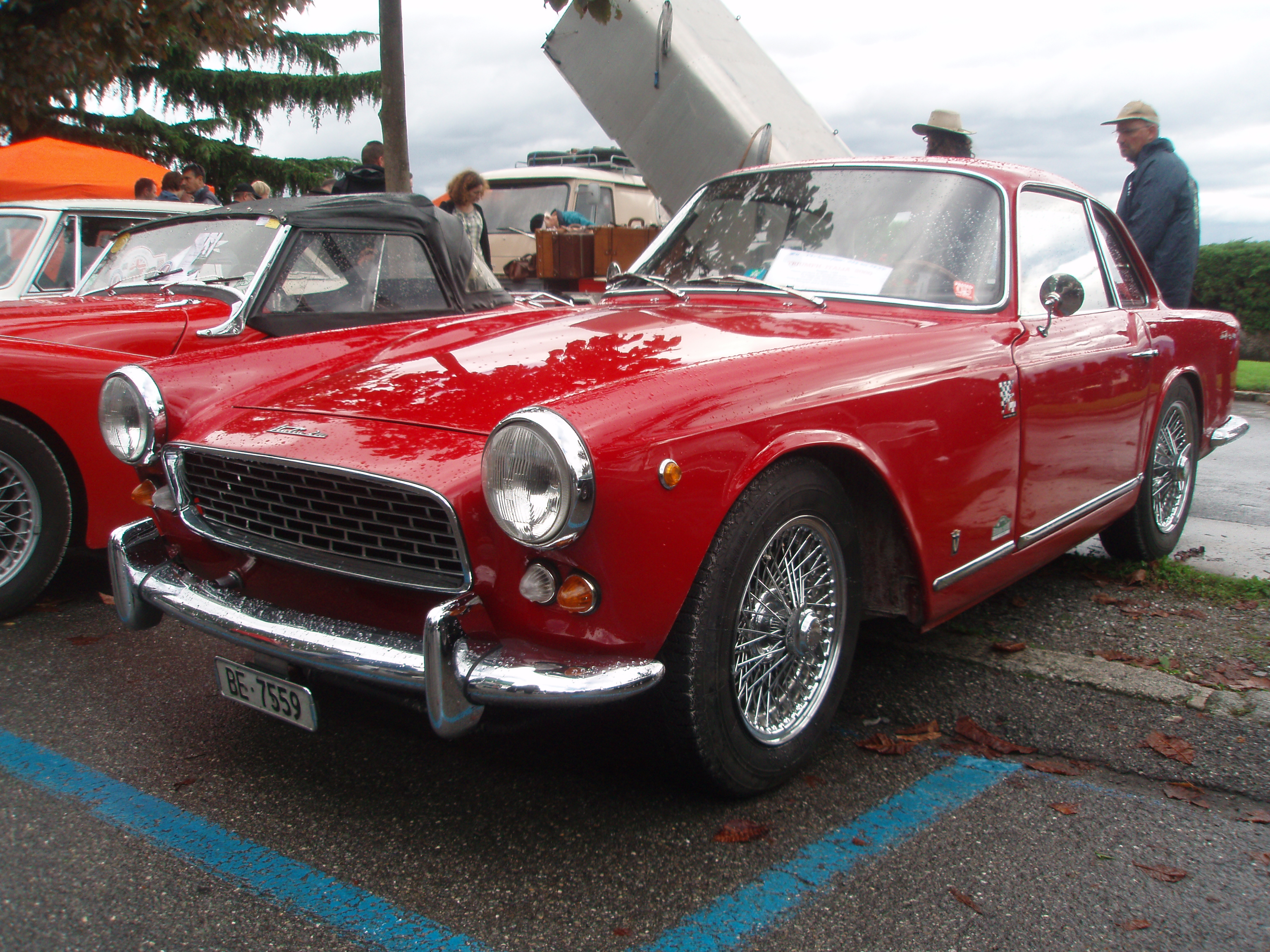
Triumph Italia 2000 Coupe

По-друге, у липні — купе на базі TR3 — Italia 2000 Coupe, ця машина також була спроєктована Мікелотті, але, на відміну від «Геральда», кузови виготовлялися в Італії на потужностях Vignale, а збірка машини здійснювалася в Наполі на фабриці Ruffino SpA Industria Construzione Automobile. Машини відрізнялися від серійних машин глушниками Ascari та іншим оформленням салону.
По-третє, з вересня TR3 можна замовити і з 2.1 л 105-сильним двигуном. Також будується три боліди для Ле-Мана — TR3S. Спортивна версія мала подовжену на 15 см базу, кузов зі склопластику, двигун 2 л отримав 2-вальну головку, вищий ступінь стиснення і спортивні карбюратори, що дозволило зняти з нього в підсумку 150 к.с., проте всі три машини сходять з дистанції через технічні неполадки.

## Triumph у складі концерну Leyland Motor Corporation
У 1960 році 45-сильний 2-карбюраторний двигун можна було замовити і на седан Herald, у вересні з'являється і відкрита версія цієї машини. Припиняється продаж Estate Wagon, копії Pennant Companion. 1960 року команда «Тріумф» бере реванш у Ле-Мані, прийшовши до фінішу на другому, четвертому і п'ятому місці, від автомобілів минулого сезону вони відрізняються новим кузовом, розробленим Мікелотті. У грудні цього року фірму Standard-Triumph купує Leyland Motors.

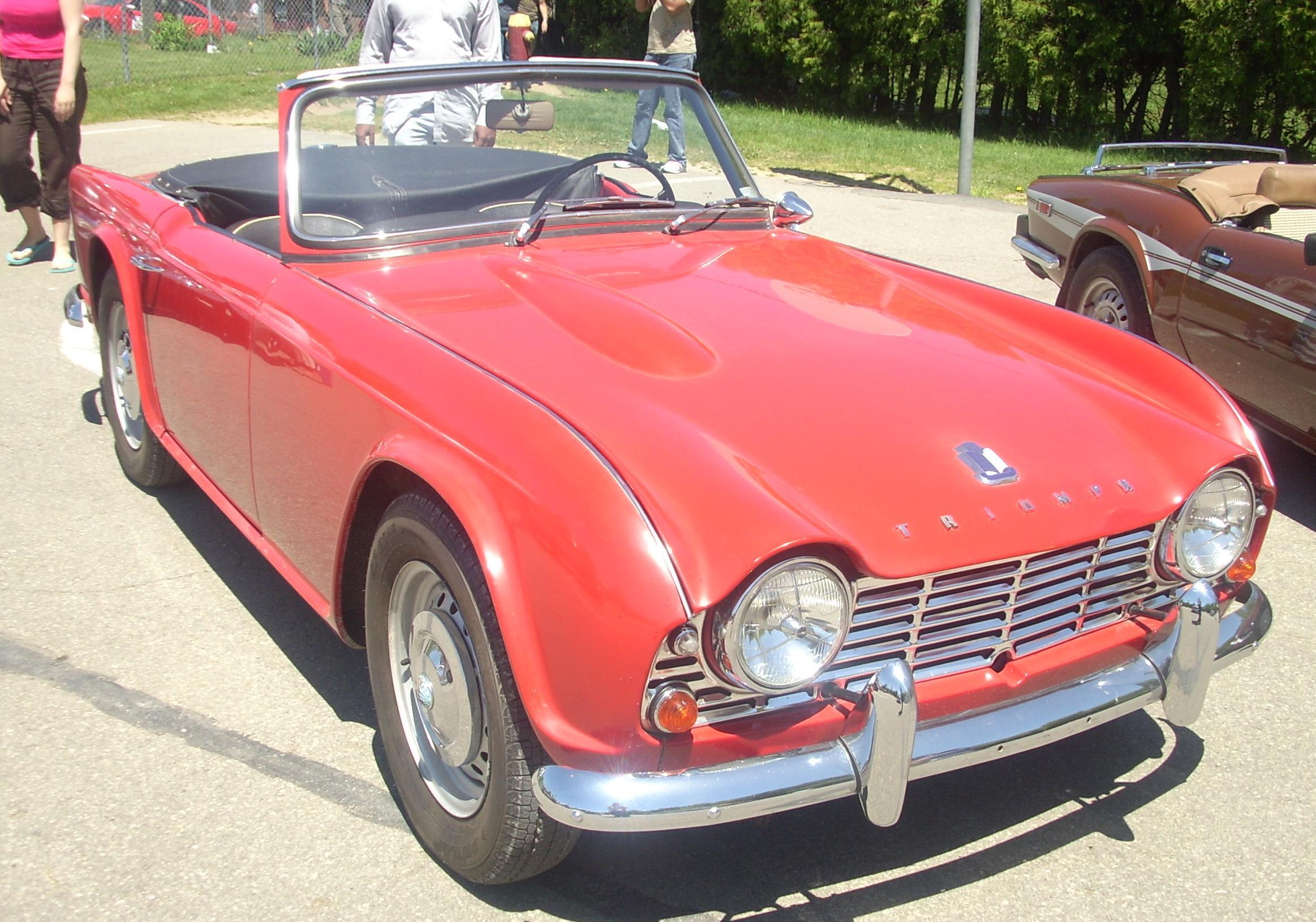
Triumph TR4

У 1961 році з'являється нова модель — TR4, по суті, це той же TR3, тільки з новим кузовом. Новинка оснащувалася тільки 2.1 л 105-сильним двигуном, який можна було замовити і в компресорному варіанті, в такому випадку машина видавала 200 сил. Для любителів заощадити на паливі за замовленням ставили 2-літровий двигун, однак на ціні це не позначалося ніяк, такий вибір могли зробити тільки клієнти з США. Як і всі кузови, що з'явилися останнім часом, цей був спроєктований Мікелотті. TR3 і TR4 випускалися одночасно.

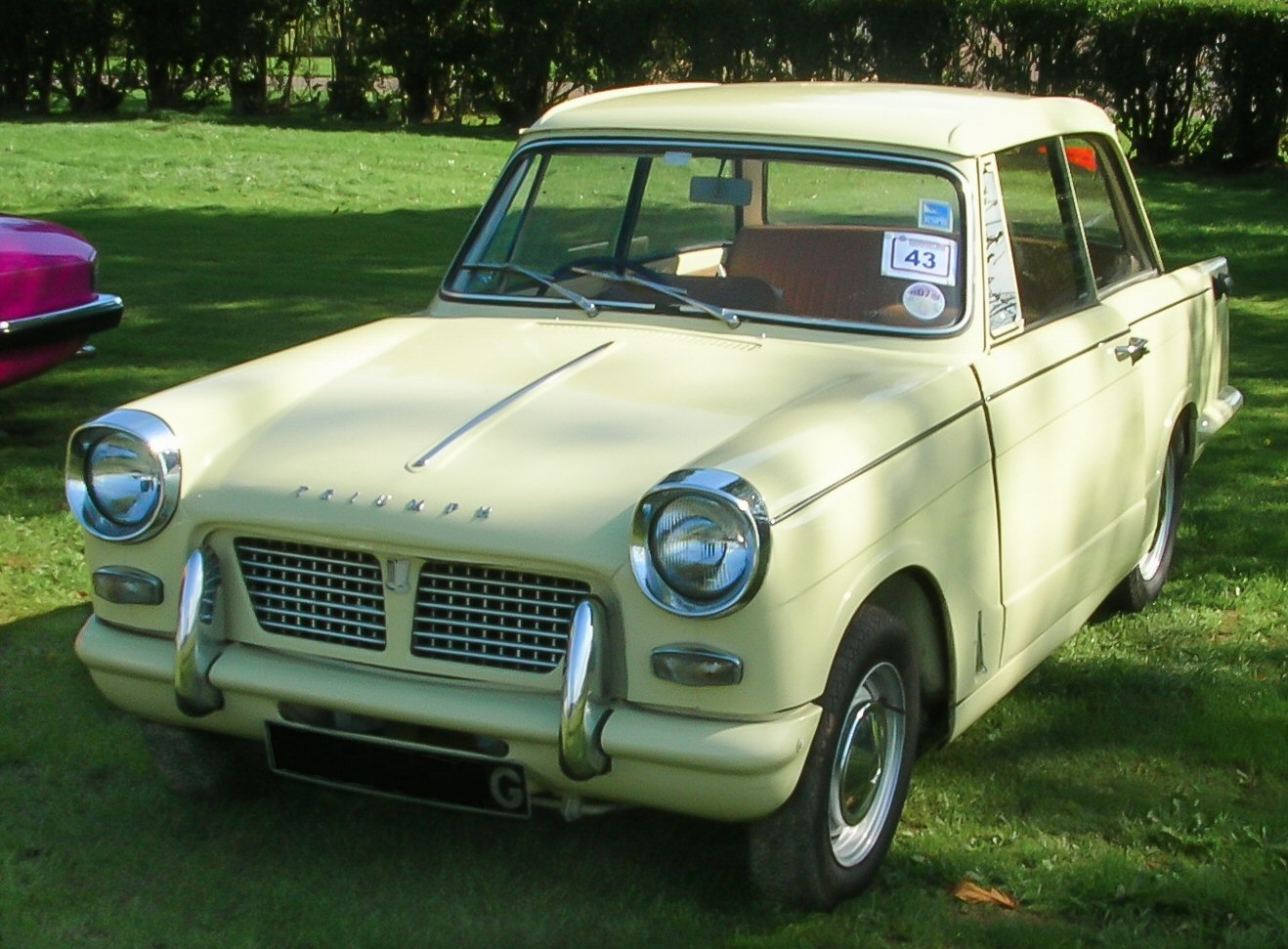
Triumph Herald 1200 Saloon

Модель Herald отримала 1.2 л двигун, потужністю 39 сил, ця версія стала називатися Herald 1200, і від базової відрізнялася обробкою панелі приладів під дерево, білими гумовими бамперами, двокольоровим забарвленням кузова.
Базова версія терпить даунгрейт, її перейменовують в Herald S, а даунгрейт полягає в дефорсуванні двигунаа, тепер двигун в 1 л видає всього 34.5 к.с..
Тим часом команда фірми ставить крапку в невдачах на Ле-Мані, забравшись на п'єдестал пошани, автомобіль, який прийшов першим у своєму класі, був 9 в загальному заліку, проте, не дивлячись на перемогу, власники фірми закривають спортивну програму, Річардсон змушений був піти з фірми.

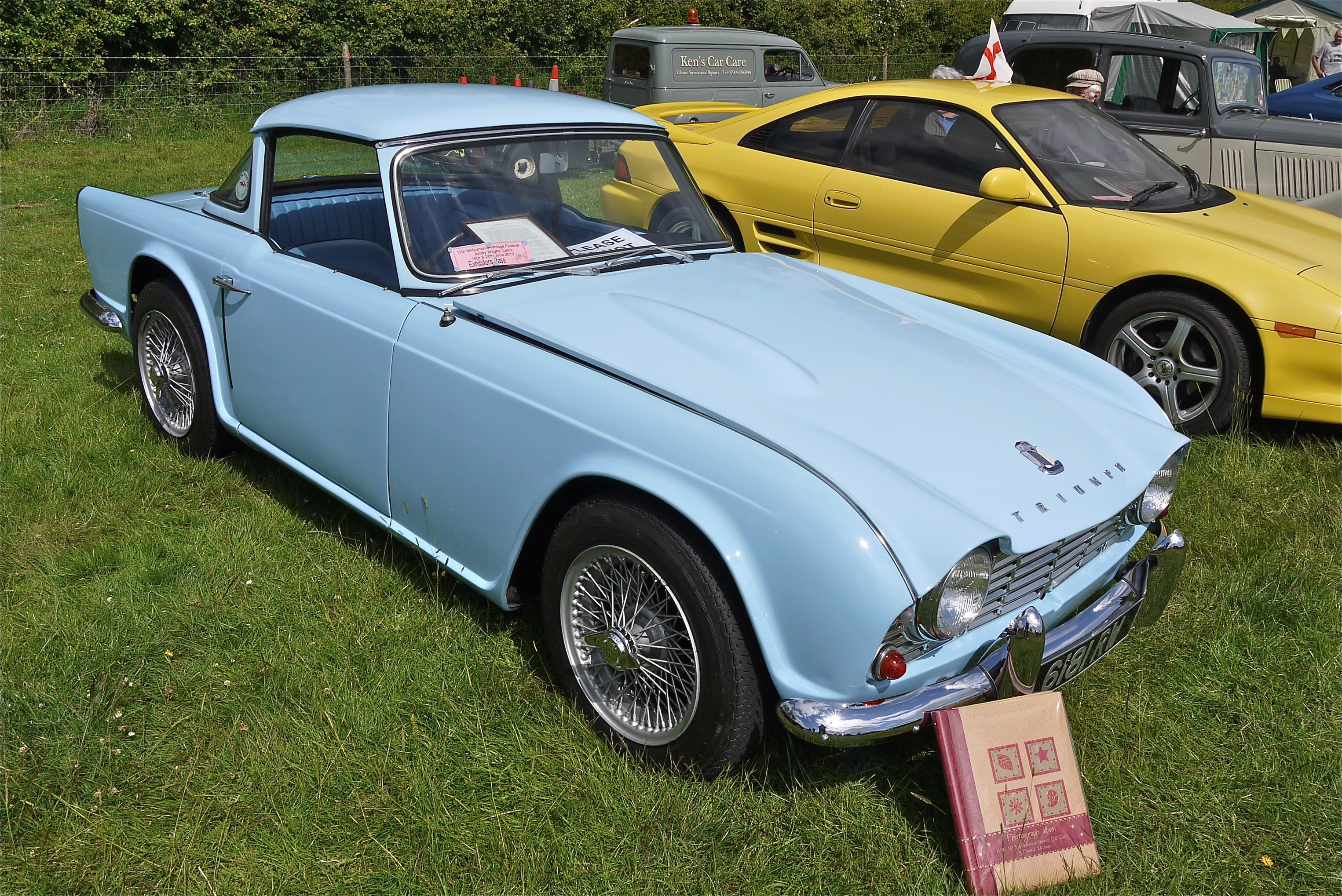
Triumph Dove GTR4

У 1962 році купе Italia 2000 Coupe припиняють виробляти, оскільки нове керівництво не бажало співпрацювати з італійцями та реалізовувати цей продукт через свої торгові мережі. Люди з «Лейланда» знайшли нового партнера — британську фірму Harrington Motor Bodyworks. Ця компанія з древнього міста Хоув стала будувати версію купе на базі моделі TR4, оскільки її реалізовував всього один дилер — Dove в Лондоні, то модель отримала назву Dove GTR4. Висока ціна машини, яка була ідентична ціні на новий Jaguar E-Type з вдвічі більшим двигуном, позначилася на попиті, і якщо італійці випустили 329 машин, то британці змогли знайти всього 43 покупця для такої машини.
Також в березні 1962 року з'являється остання модифікація моделі TR3, яку негласно називали TR3B, хоча такого заводського позначення не було. Ця версія мала модернізовану підвіску передніх коліс, мотор 2.1 л і коробку передач від TR4, яка могла задіяти овердрайв, починаючи з 2 передачі. На вигляд машина не відрізнялася від TR3 (A), але насправді різниця була: капот, двері і багажник отримали підштампування. Цю машину купували ті клієнти, яким не подобався дизайн нової моделі TR4, однак цього привілею вони були позбавлені вже наприкінці року, за 9 місяців такий варіант купило понад 3300 чоловік.

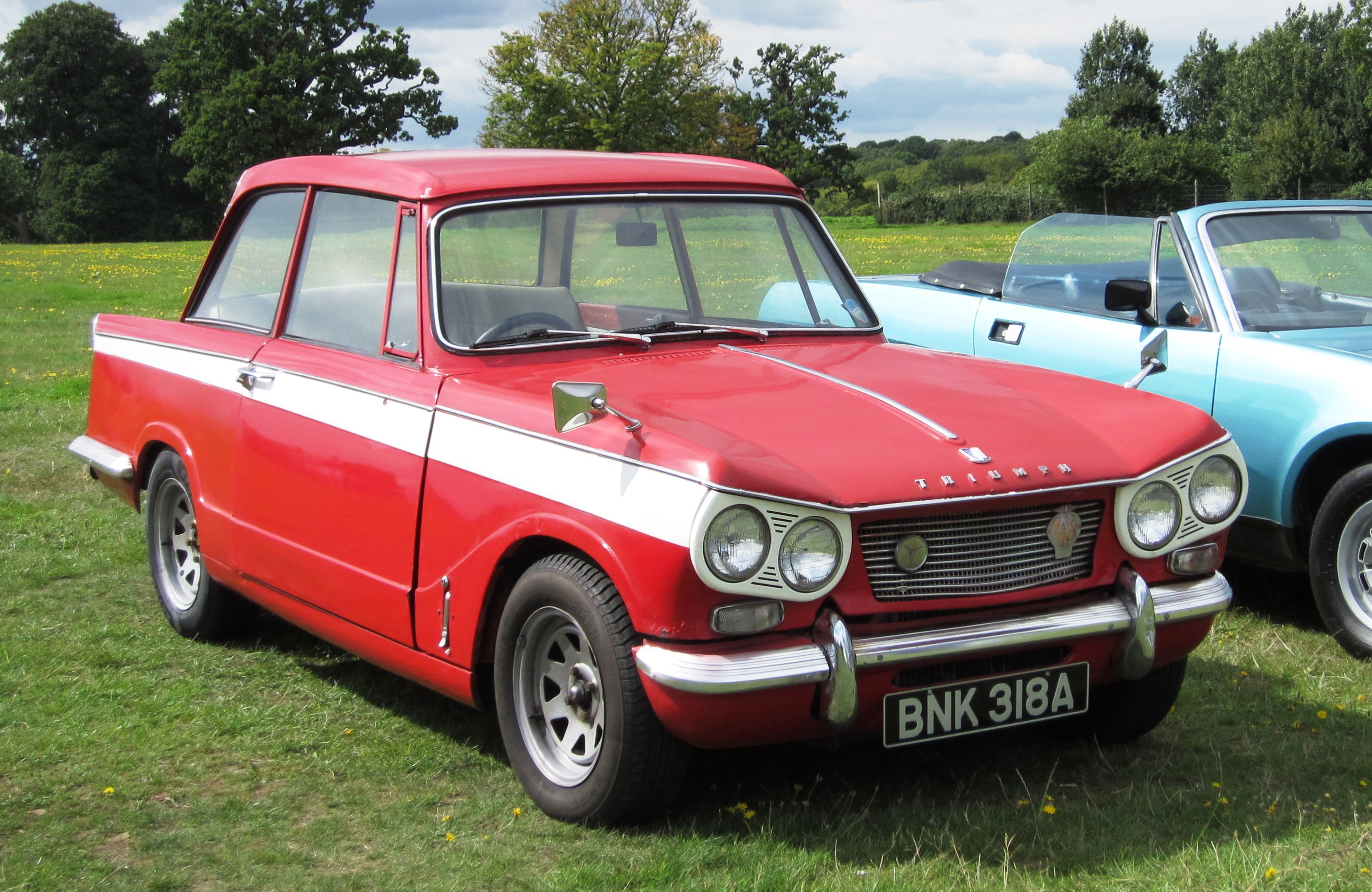
Triumph Vitesse 6 Saloon

У травні з'являється ще один седан — Vitesse 6. Ця машина зобов'язана своїм народженням прототипу Zebu, ще до поглинання концерном Leyland йшли роботи над машиною з 6-циліндровим 2-літровим мотором, коробка передач для кращої розваговки перебувала біля заднього моста, передня підвіска була типу Макферсон, проте відразу після злиття на проєкті був поставлений хрест, однак напрацювання були затребувані, коли на шасі Herald було вирішено випустити нову модель. Новий седан отримав 1.6 л 6-циліндровий двигун, потужністю 70 сил, укупі з 4-ступеневою коробкою передач машина могла розвивати 140 км/год. Ще однією особливістю конструкції була наявність дискових гальм на передній осі. Дизайн машини був дуже специфічний, і цього разу був розроблений в Італії.

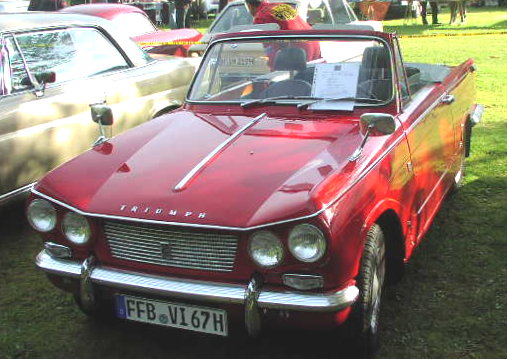
Triumph Sports 6

Невдовзі з'являється версія кабріолет, а оскільки модель Vitesse 6 не була представлена в США, то там ця версія продавалась як Triumph Sports 6.

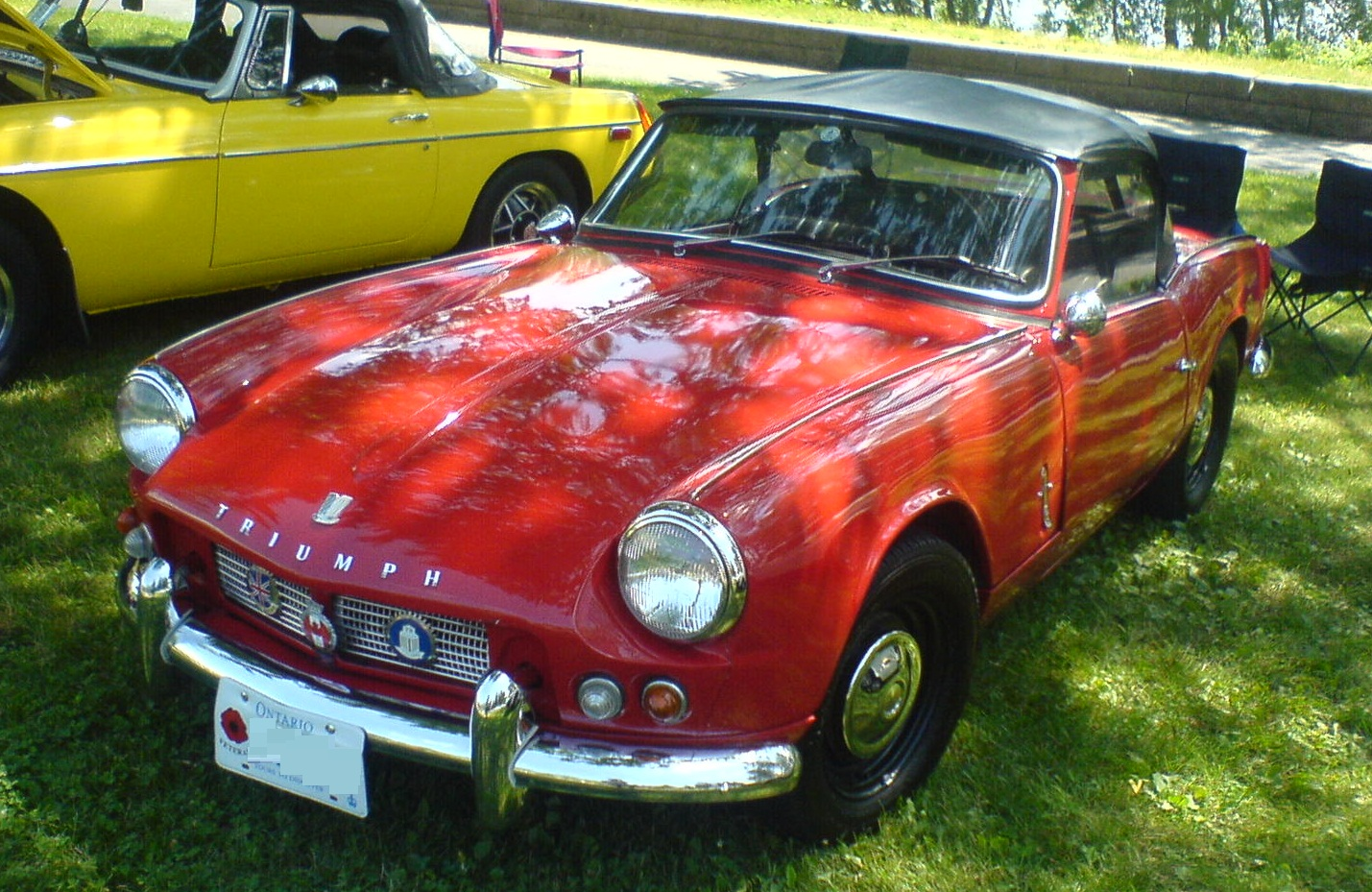
Triumph Spitfire 4

У жовтні анонсують новий спортивний автомобіль, який займає нижчу ступінь в модельній гаммі, ніж родстери TR4 — Spitfire 4 (названий на честь винищувача часів Другої світової війни). Ця машина з 1.2 л 63-сильним двигуном повинна була скласти конкуренцію Austin-Healey Sprite, автором якої був Дональд Хілі, який зробив багато чого в 30-ті роки, щоб ім'я марки Triumph було на слуху. Нова спортивна машина була побудована на посилених шасі Herald і кузов знову проєктував Джованні, оскільки машина розвивала майже 150 км/год і при цьому була досить дешева, то її очікував виправданий успіх.

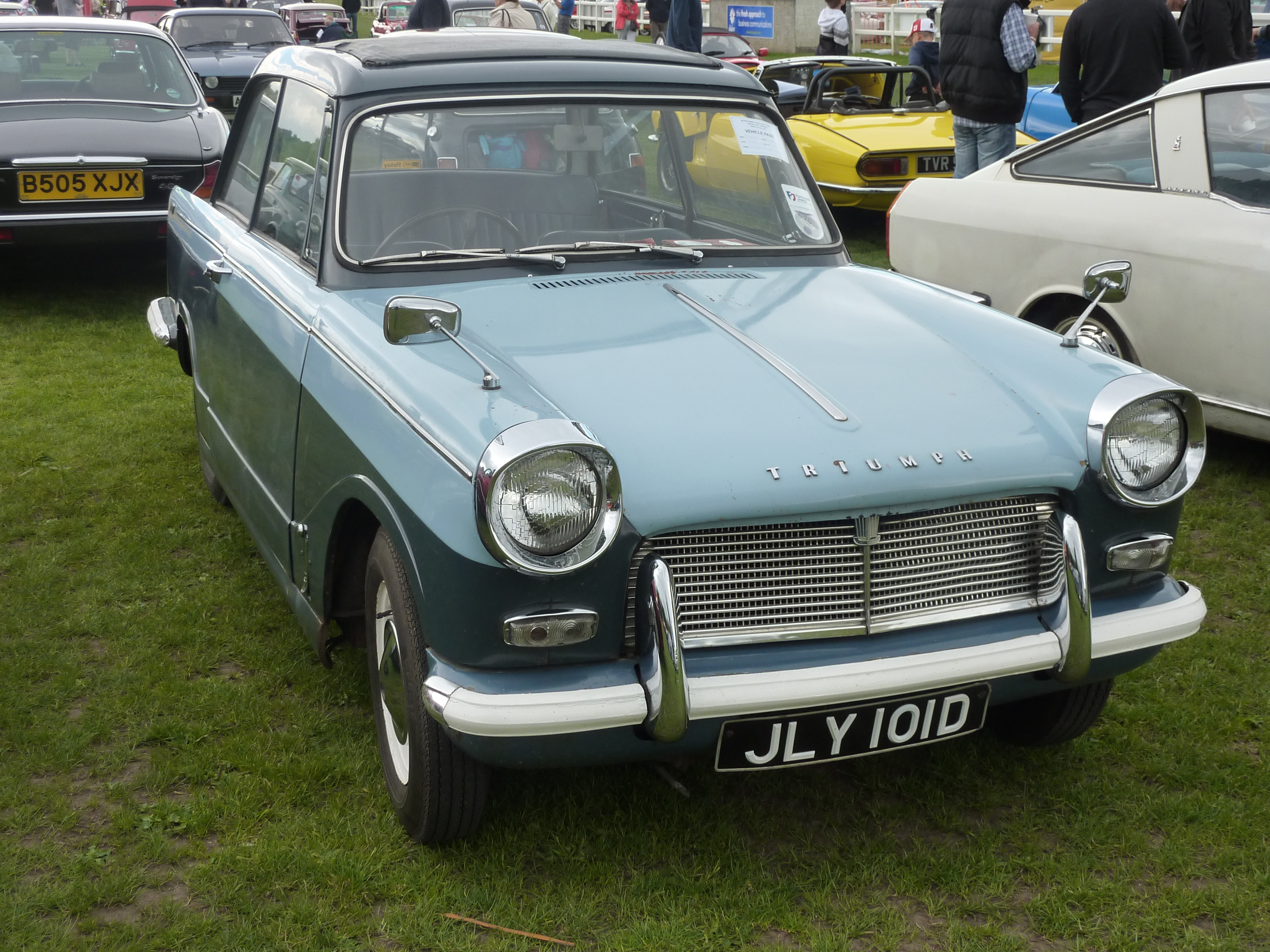
Triumph Herald 12/50 Saloon

У грудні з'являється нова версія Herald — Herald 12/50. Ця версія мала під капотом 1.2 л двигун, який нарешті вирішили форсувати до 51 сили, передні колеса оснащувалися дисковими гальмами, а дах вже серійно був обладнаний брезентовим люком фірми Westfalia.
Не дивлячись на те, що офіційна спортивна програма була закрита, машини цього бренду продовжували розбурхувати конкурентів і радувати вболівальників на трасах, і цього разу за океаном. Каліфорнійський дилер фірми Кес Кестнер готує свій автомобіль до перегонів і разом зі своїм механіком Бобом Тулліусом перемагає в класі Е національного чемпіонату США 1962 року, і це був тільки початок.

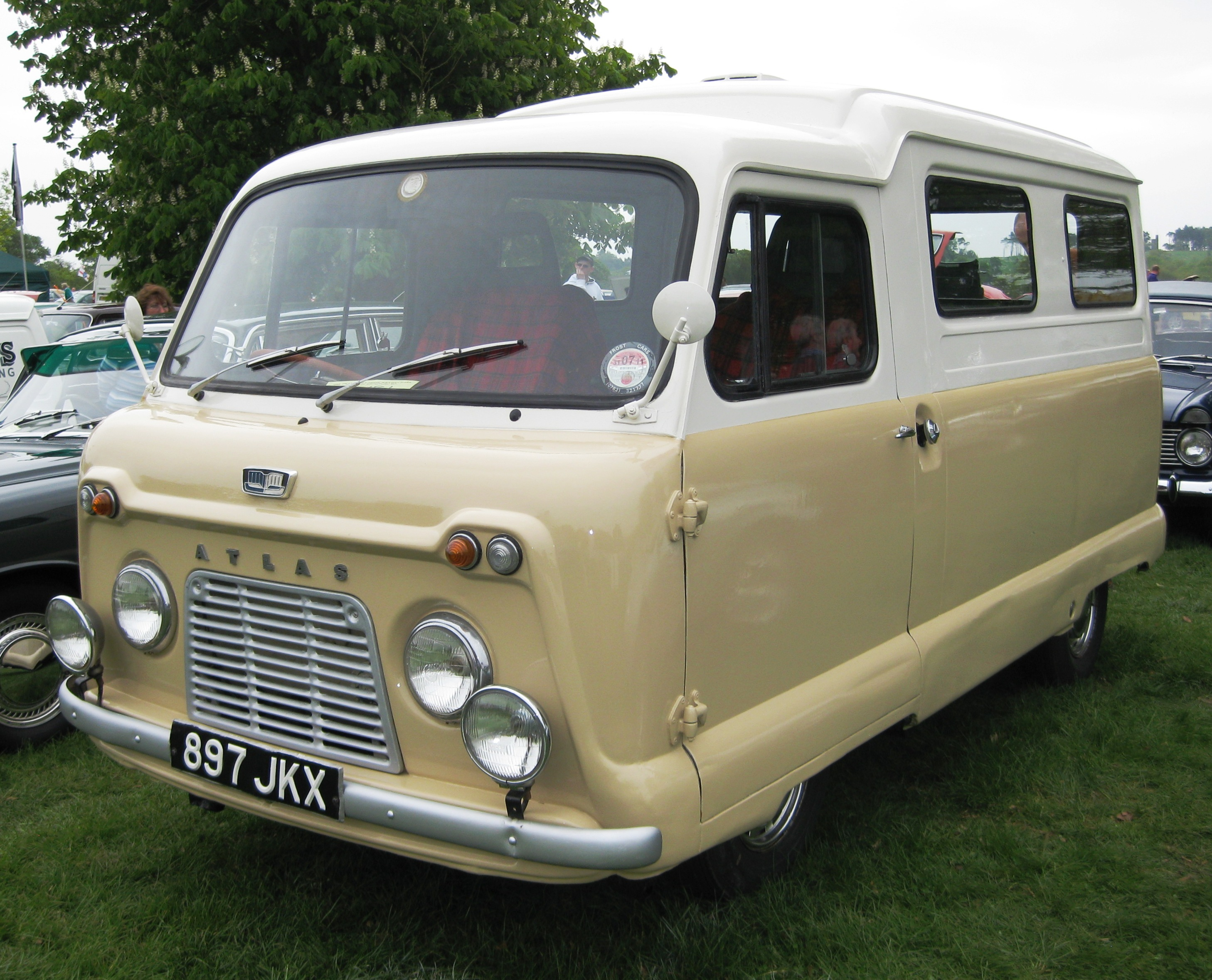
Triumph Atlas

Крім легкових машин, в 1962 році в США і Канаду починаються постачання мінівена Standard Atlas, який продавався там під маркою Triumph.
Тим часом, в 1963 році, в США Тулліус займає в цьому сезоні титул чемпіона SCCA в класі D, в березні три машини TR4 виставляються на перегони «Себрінг», автомобілі фінішують 22, 24 і 35 в загальному заліку, і займають п'єдестал з першого по третє місце в своєму класі — до 2.5 л.

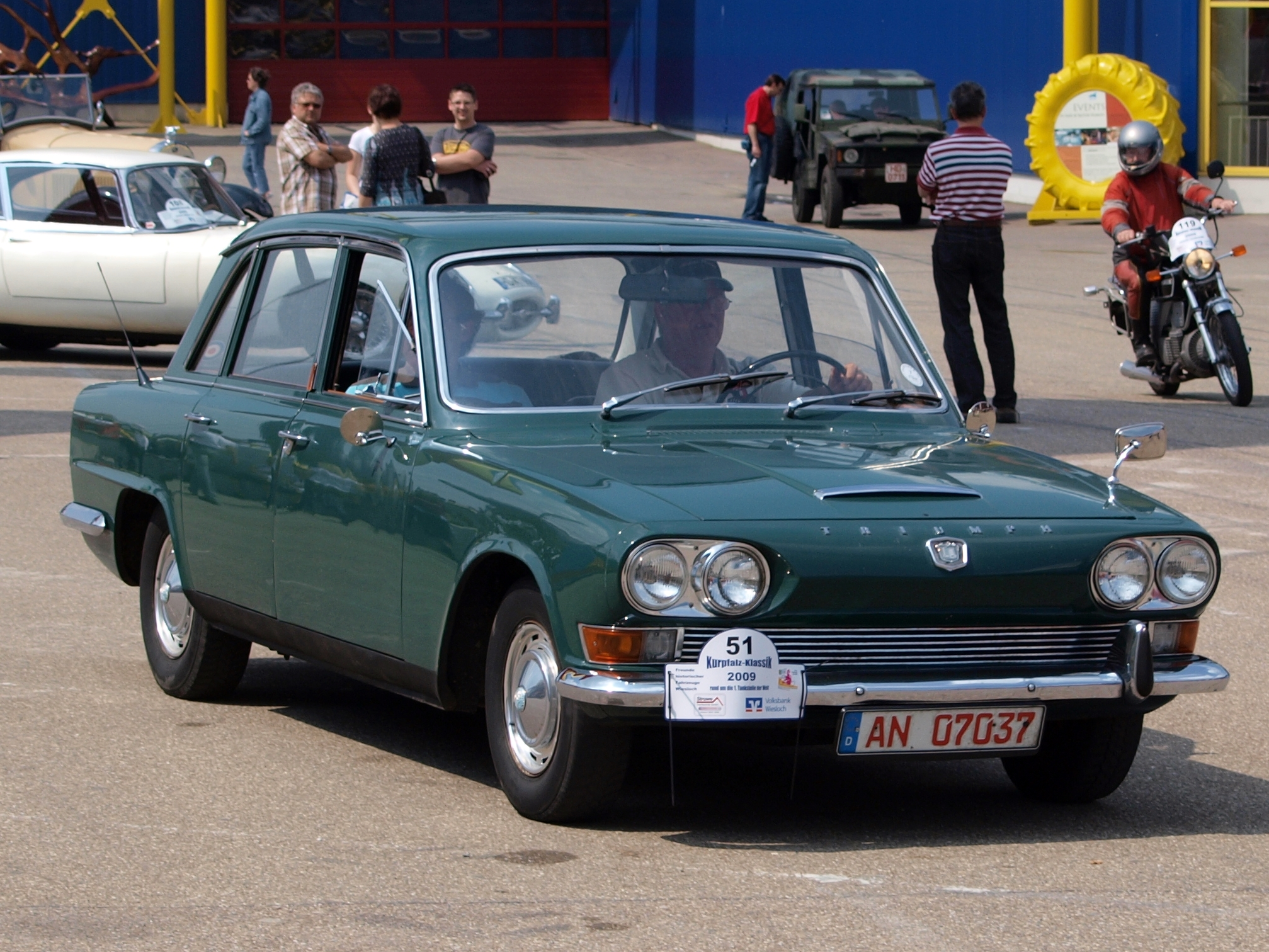
Triumph 2000 Saloon

У жовтні дебютує новинка, яка ставить хрест на марці Standard, модель 2000, ця машина, на відміну від інших машин бренду Standard-Triumph, отримала несучий кузов. Під капотом у нової машини був 6-циліндровий дволітровий мотор, потужністю 90 к.с.. Дизайн машини розробляв старий партнер — Мікелотті. Машина мала незалежну підвіску всіх коліс і дискові гальма на передніх колесах. Коробки передач пропонувалися 3-х варіантів: мануальна, мануальна з овердрайвом і автоматична.
Проте продажі машини стартували тільки в січні 1964 року, головним конкурентом для цієї машини був Rover P6, який анонсували раніше «Тріумфа».
У 1964 році припиняються продажі Dove GTR4. Боб Тулліус знову стає чемпіоном у SCCA, а в Канаді виступають три машини з алюмінієвими кузовами в ралі Shell 4000, щоправда безуспішно. Наприкінці року в Лондоні демонструють оновлену модель TR4 (неофіційно називають її TR4A), шасі машини було значно перероблено, воно отримало незалежну підвіску від седана «2000», потужність двигуна була форсована на 4 к.с., і тепер він розвивав 104 к.с..

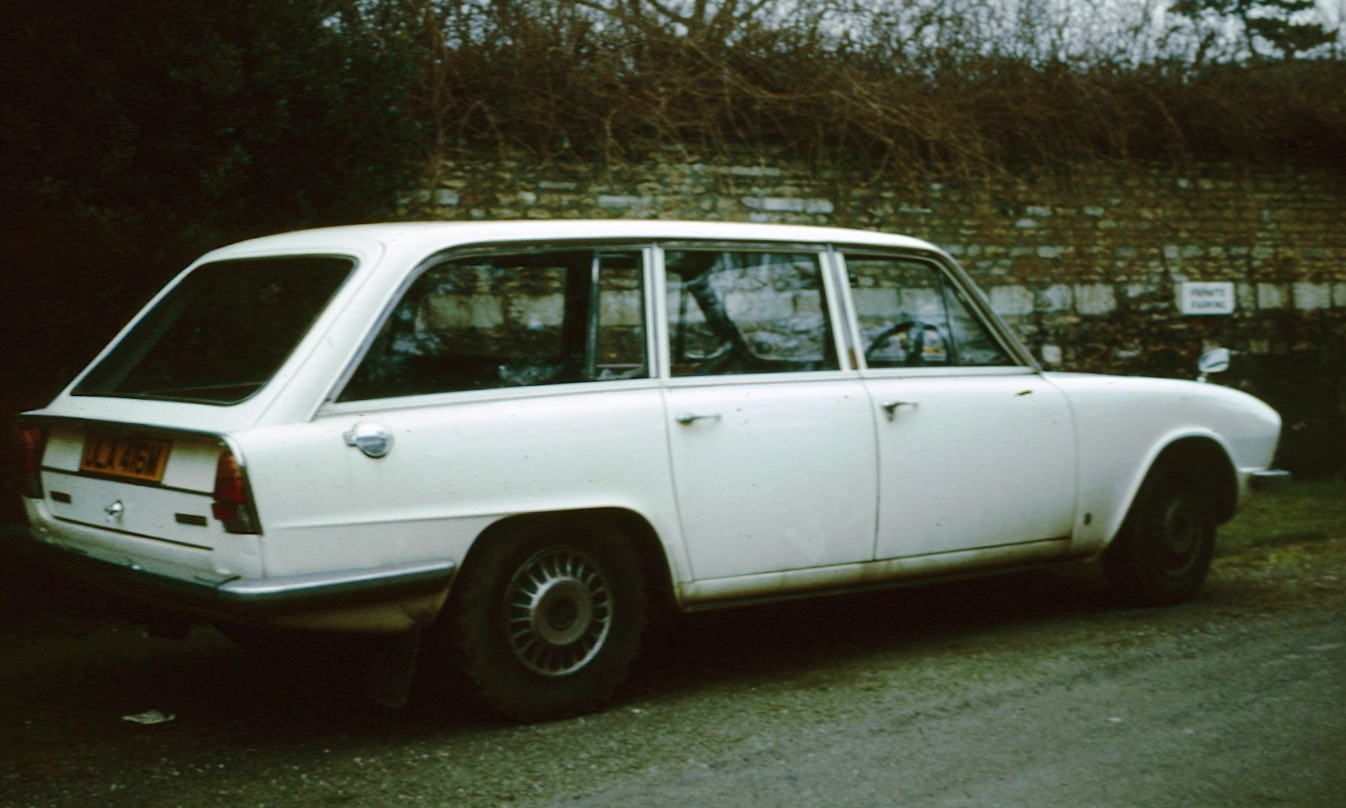
Triumph 2000 Estate

У 1965 році до седану 2000, який випускався власними зусиллями, додався і варіант з кузовом універсал, який виготовляла кузовна фірма Carbodies, більше знана як виробник лондонських таксі.
Модель Spitfire була модернізована. двигун отримав нові розподілвали і впускний колектор, що дозволило зняти 67 к.с. з 1.1 л двигуна, зовнішність машини не зазнала удосконалень, крім нової решітки радіатора і значків, салон же отримав комфортабельніші сидіння. Оновлена модель отримала позначення Spitfire MkII.

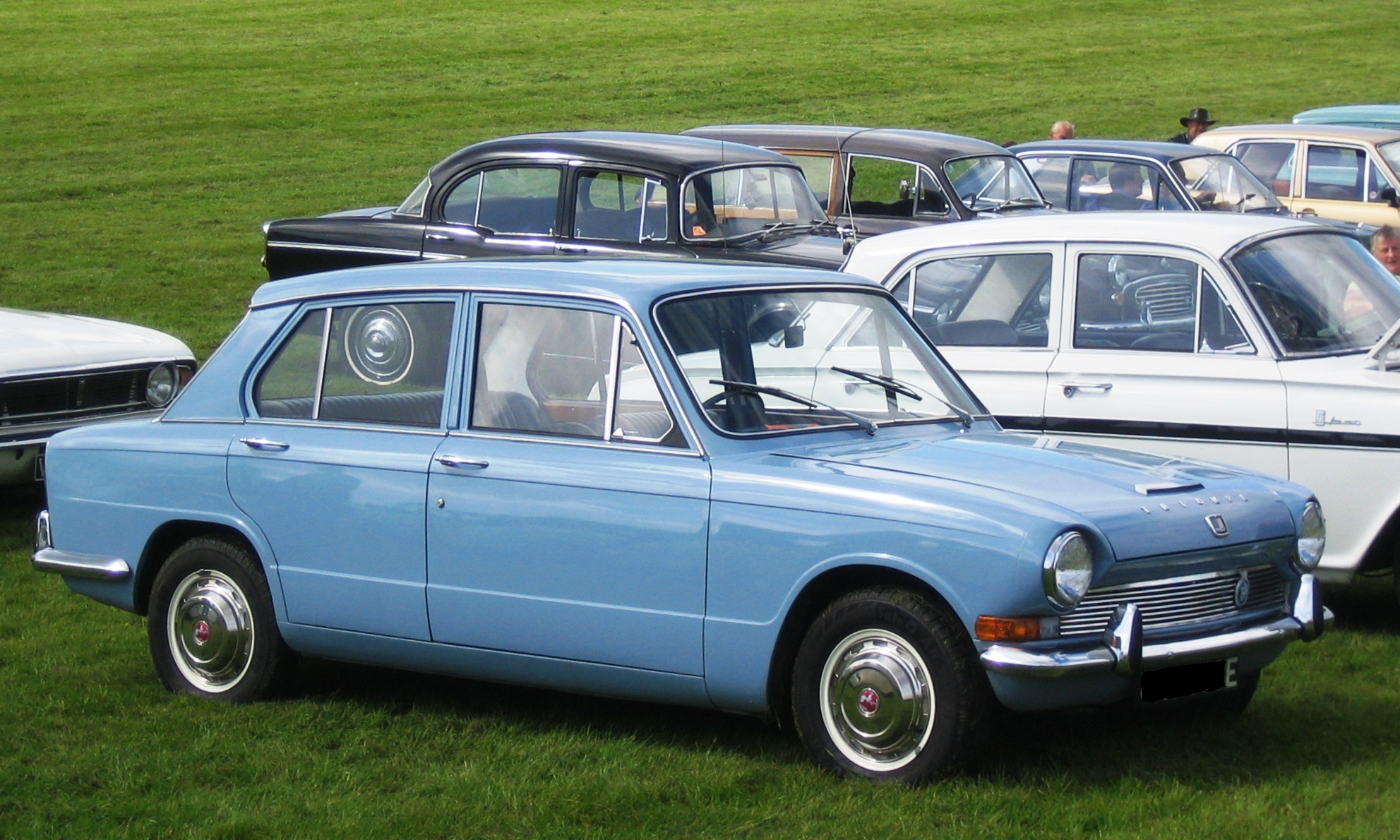
Triumph 1300 Saloon

Але найголовнішою новинкою стала поява седана малого класу з несучим кузовом — 1300. Модель 1300 мала несучий кузов і вперше для автомобілів підрозділу Standard-Triumph передній привід, щобільше, це був перший досвід для всього концерну Leyland. Цю машину бачили як наступника серії Herald, і силові агрегати також використовувалися від цієї моделі, так двигун 1.3 л і потужністю 61 к.с. був точно такий же, як на «Геральді», іншою була тільки коробка передач із синхронізаторами всіх ступенів. Оздоблення салону було багатим, дерево було не тільки на панелі приладів, але і на дверях, по суті, ця машина повторювала ідею Беттмана — «багато великого автомобіля в маленькому».
У Дайтоні, на Національному чемпіонаті, Чарлі Гейтс знову вириває перемогу, причому у автомобілів марки Ferrari. У Старому Світі автомобіль марки Triumph також засвітився на спортивному небосхилі, Spitfire із склопластиковим кузовом купе приходить на Ле-Мані 13 в загальному заліку і виграв кубок у своєму класі.

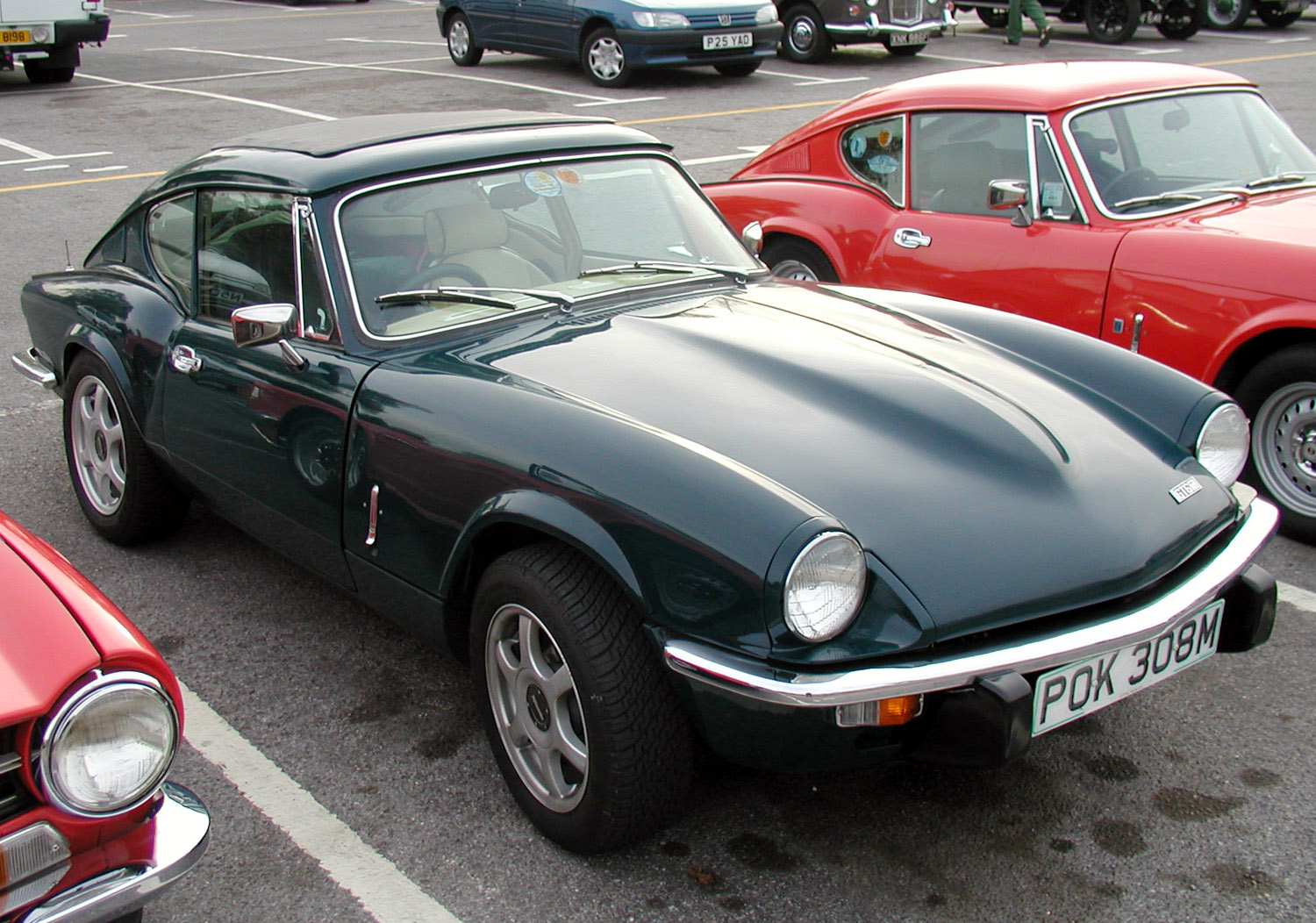
Triumph GT6

У 1966 році модель Vitesse отримує новий двигун, об'ємом 2 л, потужність його дорівнює 95 к.с., 4-ступенева КПП залишилася без змін, але редуктор заднього моста посилили, змінивши і передавальне відношення, тепер машина розганялась до 100 км/год за 11 с. Таку ж техніку отримує новий автомобіль, який був побудований на базі Spitfire, зовні машина була схожа на той же прототип, який виграв у Ле-Мані, нова машина отримує індекс GT6.
На базі «Спітфаєр» збиралися випускати версію купе ще в 1964 році, але металевий кузов купе виявився занадто важким для базового 1.15 л двигуна, яким оснащувався «спайдер», але навіть 2 л літра було замало для цієї машини, оскільки до ста вона розганялась повільніше Vitesse, оснащеного таким же двигуном, у купе йшло на це 12 секунд. Проте цей «Ягуар Е-Тайп для бідних» розходився досить непогано. У США Кес Кестнер готує чотири спортивних автомобіля на базі TR4A до перегонів в Себрінгу, і три машини фінішують на лідируючих позиціях в класі автомобілів до 2.5 л.

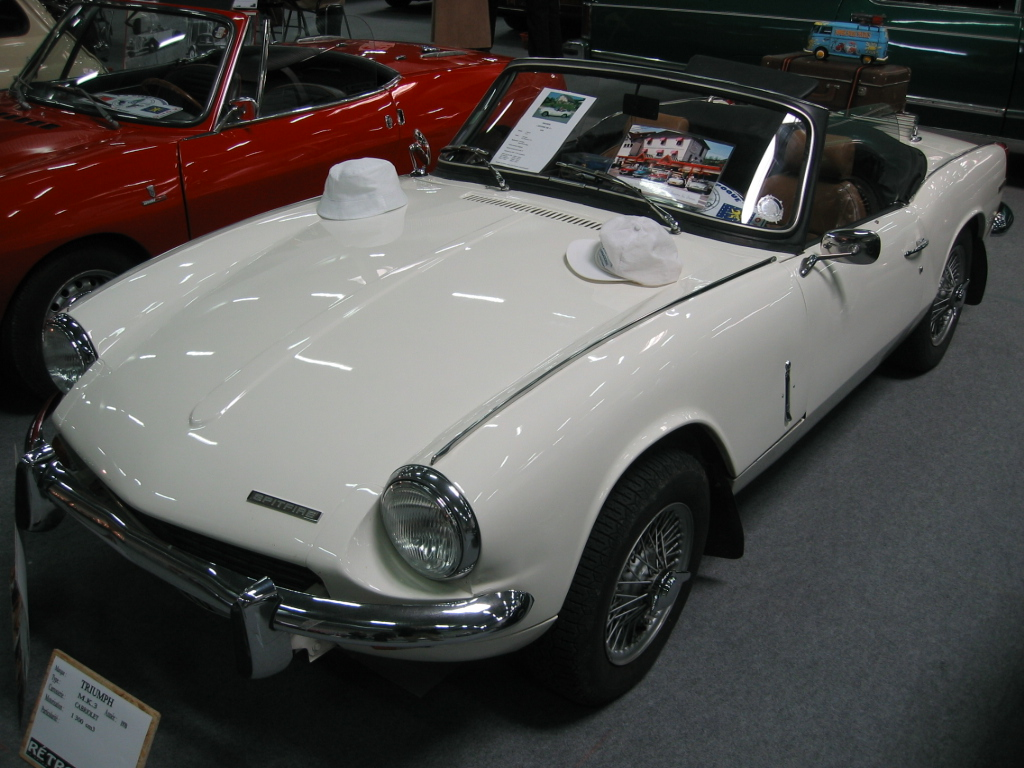
Triumph Spitfire MkIII

У березні 1967 року з'являється оновлена версія Spitfire — Spitfire MkIII. Родстер отримує нове оформлення передньої частини, бампери були розташовані нижче, відповідаючи новим нормам безпеки. двигун був розточений до 1.3 л і видавав тепер 75 к.с., що позитивно позначається на динамічних характеристиках автомобіля, тепер машина розвиває 153 км/год і розганяється до 100 км/год за 14.5 секунд.

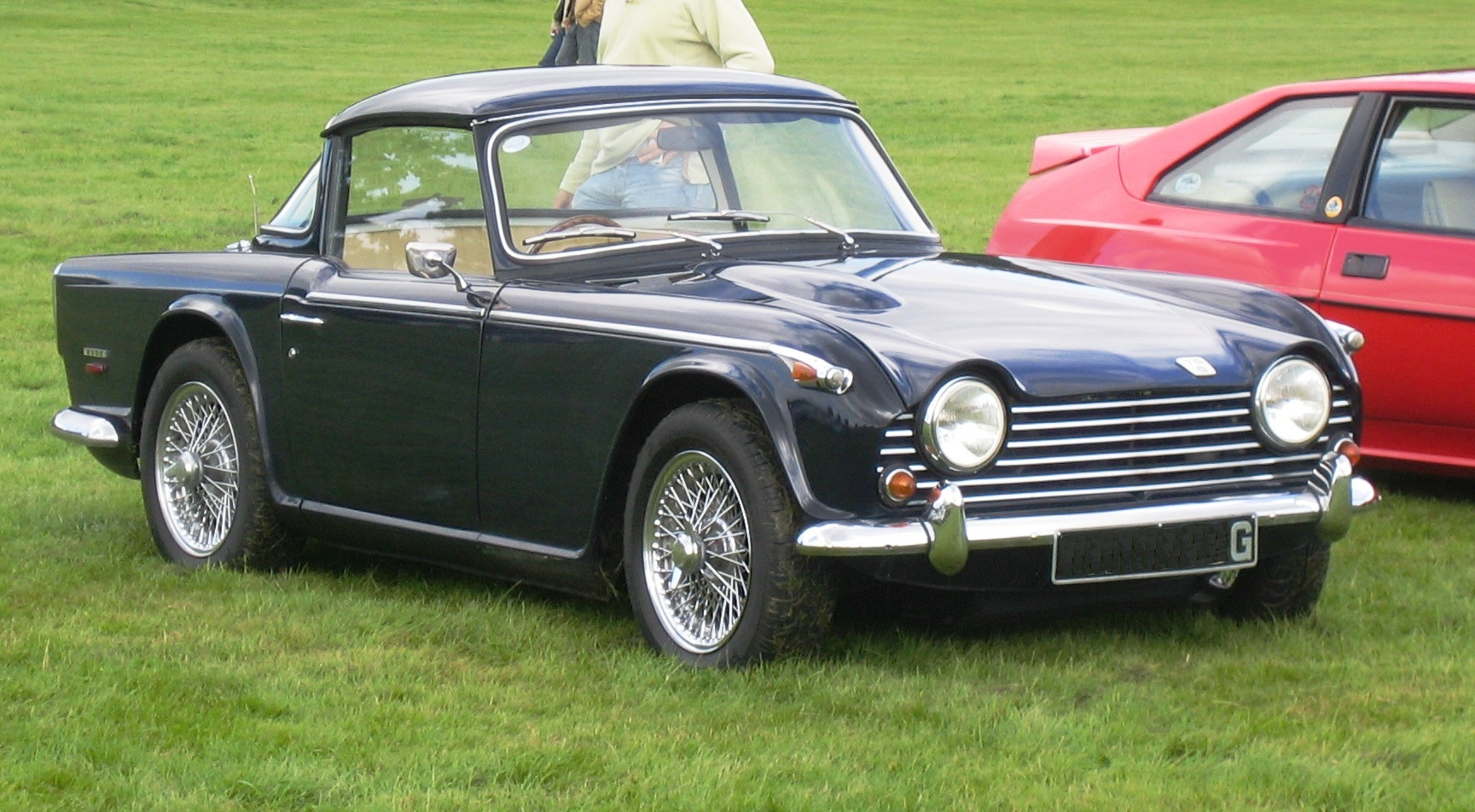
Triumph TR5

У серпні модель TR4A модернізують, вона переходить на 6-циліндровий двигун, об'ємом 2.5 л, який на додаток до всього був оснащений уприскуванням палива. Видаючи 150 к.с., машина може розвинути 201 км/год. У базі машина оснащувалася дисковими гальмами спереду, 4-ступеневою коробкою передач, незалежною підвіскою всіх коліс, тобто нічим не відрізнялася від TR4. Але як опцію можна було замовити овердрайв, спицьовані колеса і пластиковий дах хардтоп. Зовні машину від попередньої серії можна було відрізнити за елементами декору.
Спеціально для американського ринку випускалася модель TR250. Зовні вона не відрізнялася від TR5, але її 2.5 л двигун оснащувався не уприскуванням системи «Лукас», а карбюраторами «Стронберг», і видавав при цьому значно меншу потужність — 111 к.с., таке дефорсування було пов'язане з жорсткішими нормами викидів в США, «зелені» вже тоді починали тиснути на мозок населення.

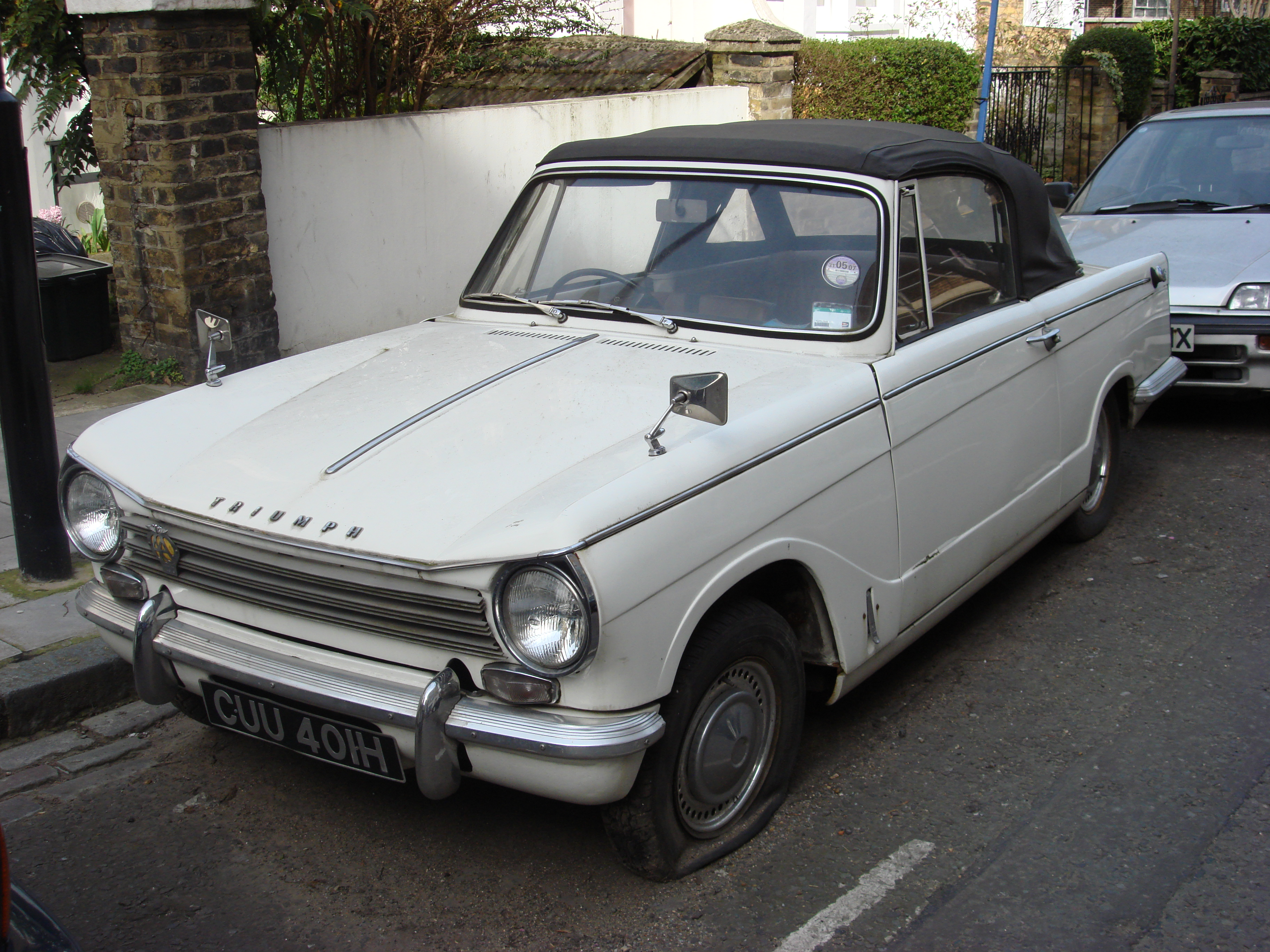
Triumph Herald 13/60 Convertible

Через два місяці з'являються і нові версії у автомобілів моделей 1300 і Herald. Перший отримує версію з двома карбюраторами, яка називалася 1300TC, її мотор розвивав ті ж 75 к.с., що і оновлений «Спітфаєр», тепер передньопривідний седан може розігнатися до 145 км/год. Друга ж отримує версію Herald 13/60, ця машина змінює модель 12/50. Нова версія отримує інше оформлення дизайну, передок машини зробили в стилі Vitesse, з тією лише різницею, що Herald 13/60 мав всього одну пару фар. Двигун був збільшений до 1.3 л, і потужність його становила 61 к.с.. Базова модель Herald 1200 залишалася у виробництві, але тільки у версії 2-дверного седана.

## Triumph у складі концерну British Leyland Motor Corporation

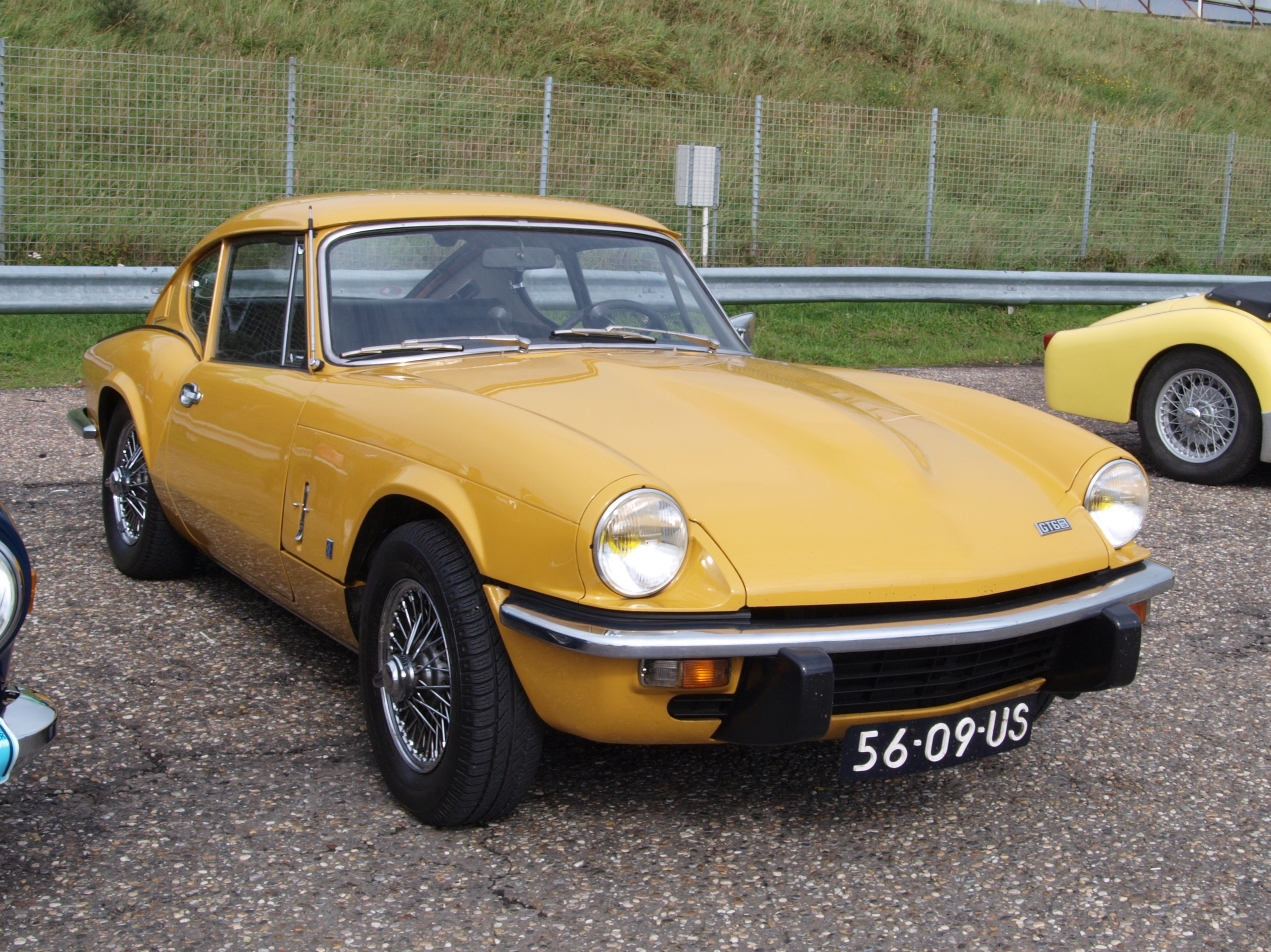
Triumph GT6 MkIII

Тим часом ситуація на британському ринку була складна, автомобілі конструктивно застарівали, німецькі, італійські та французькі машини вже випереджали британські автомобілі рівнем конструкторських рішень, і вже самі британці стали віддавати перевагу імпортним маркам, крім того, в Америці стала сходити нанівець мода на легкі британські машинки, щоб вижити, фірмам доводилося об'єднуватися, таким чином в 1968 році народжується концерн BLMC Ltd шляхом злиття British Motor Holdings Limited і Leyland Motor Corporation.
Після злиття, в липні, з'являється оновлена версія Vitesse — MkII, зовні машина практично не змінилася, різниця була видна тільки в оновленні елементів декору. Головною новинкою була модернізована задня підвіска, яка була темою для критики всі ці роки, мотор також зазнав модернізації, тепер він видавав 104 к.с., що дозволяло розвивати 160 км/год. Ще однією прем'єрою сезону стала поява 2.5 л версії седана «2000», але «нова» модель отримала назву 2.5PI, в якій PI означало «Петрол Інжекшн», тобто бензинове впорскування. Мотор був потужним, і характеристики автомобілів були дуже вражаючими, однак за системою «Лукас» закріпилася слава ненадійної і ненажерливої.

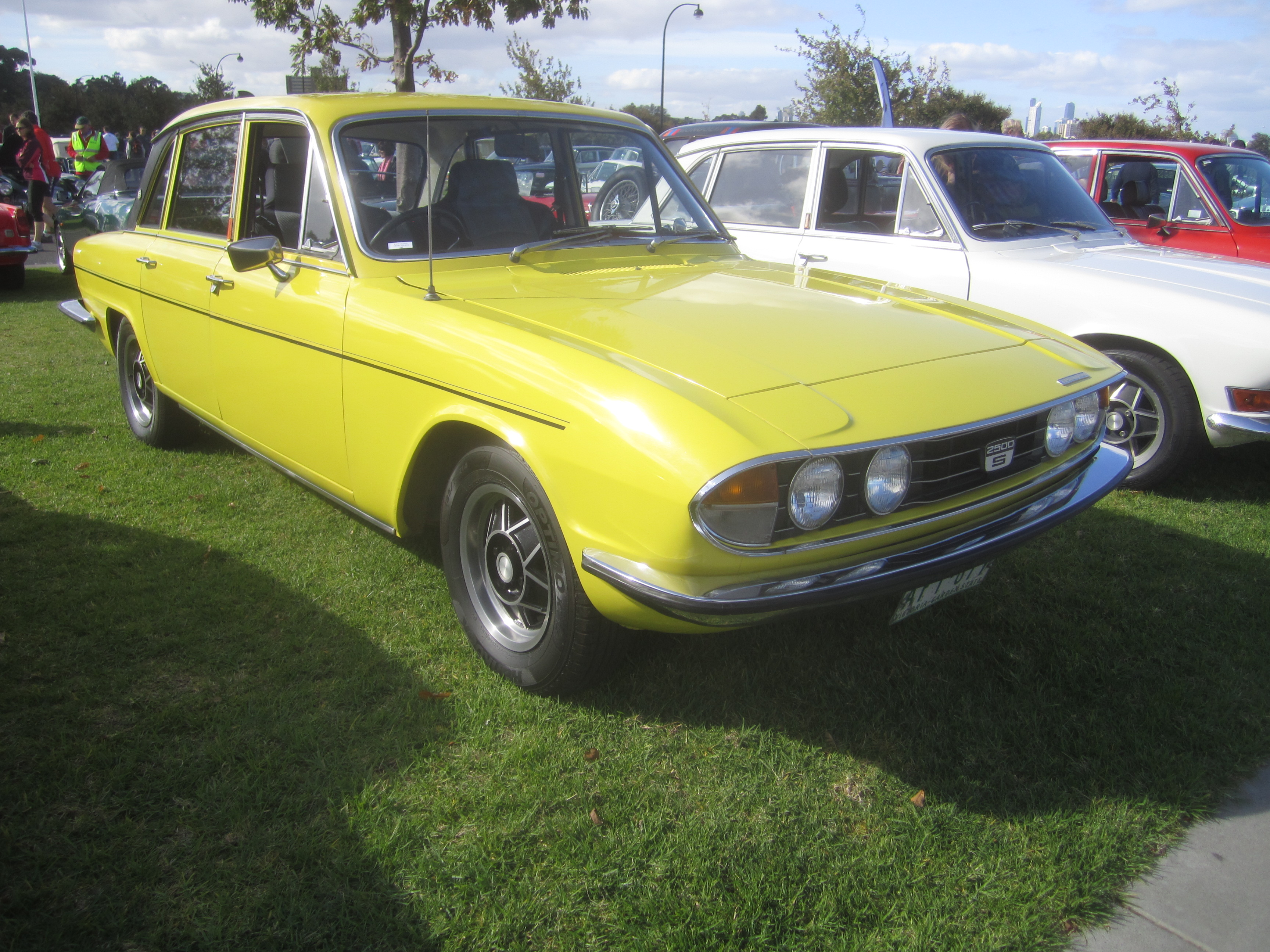
Triumph 2000 MKII Saloon

У 1969 році GT6 отримує оформлення дизайну передка в стилі Spitfire MkIII, від родстера купе відрізнялося горбом на капоті, а технічно машина повторювала Vitesse MkII, був той же оновлений 104-сильний мотор і та ж нова задня підвіска. У Європі машина отримала позначення GT6 MkII, а в США — GT6 +. Ще одне оновлення торкнулося великого седана 2000/2.5PI, у жовтні стартували продажі фейсліфтого варіанту роботи Мікелотті.

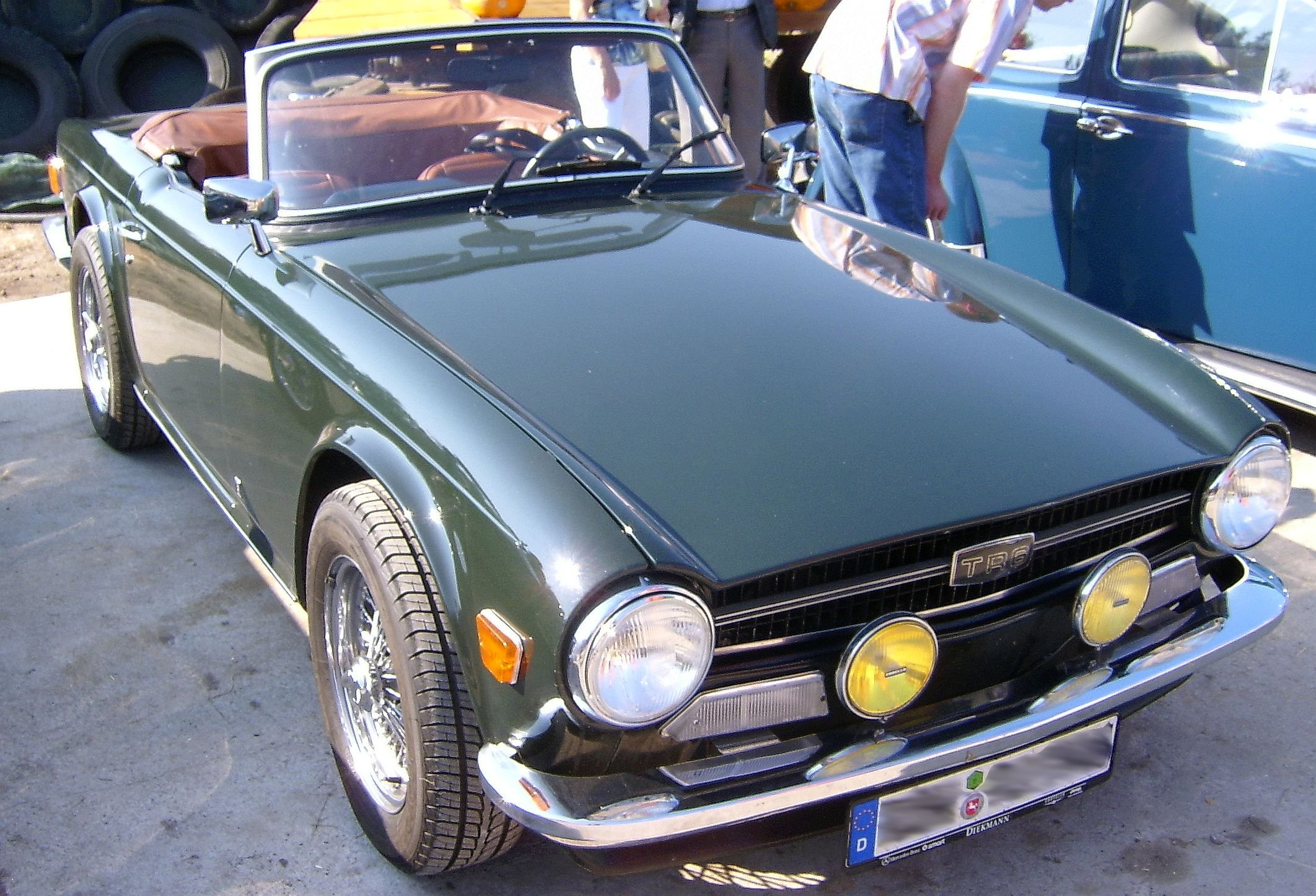
Triumph TR6

Також з'являється новий великий родстер — TR6, по суті, той же TR5, але після фейсліфта, цього разу оновлення машини було довірено не старому партнеру з Італії, а німецькій фірмі Karmann, по суті, це був старий кузов від TR4, який зробили квадратнішим в стилі того часу. Двигуни на цій машині пропонувалися тільки 2.5 л, для Європи — з уприскуванням і потужністю 150 к.с., а для США — 104 к.с., карбюраторний.

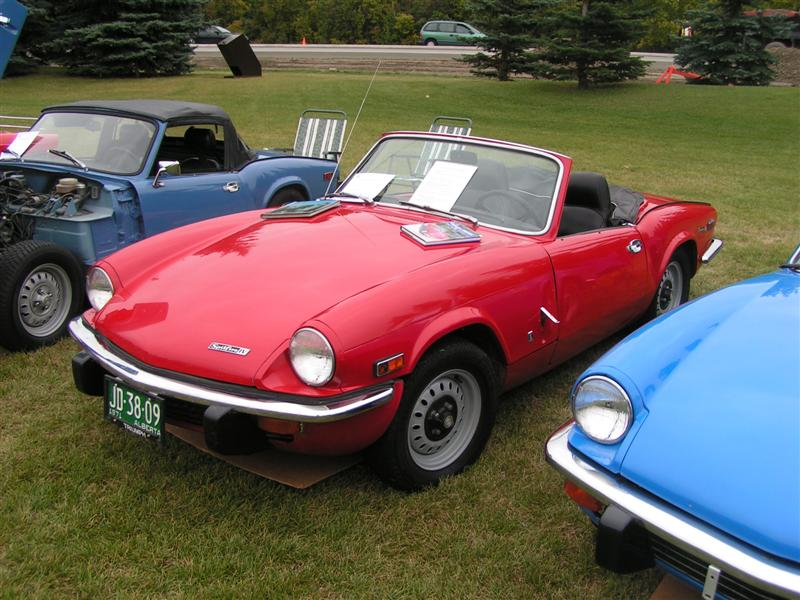
Triumph Spitfire MkIV

У 1970 році седани 2.5PI беруть участь в ралі Лондон-Мехіко, де завойовують 2 і 4 місця, радянський «Москвич» зайняв 12,15 і 20 місця в цьому марафоні, що було далеко не ганебно, оскільки стартувало понад сто машин, а фінішувало у цьому заході всього 23 автомобіля. У серійній програмі з'являються: Spitfire MKIV — зовнішність машини оновлюється, як передка, так і задньої частини, як опцію тепер можна замовити пластиковий дах «хардтоп». Технічно особливих змін не відбувається.
GT6 MkIII — технічно це той же GT6 MkII, але дизайн автомобіля був виконаний в стилі оновленого «Спітфаєра», оновлення позитивно позначається на обтічності, і тепер машина розвиває вже 180 км/год, розмінявши першу сотню за 10.1 с. Тепер машина перевершувала свого конкурента по концерну — MGB GT.

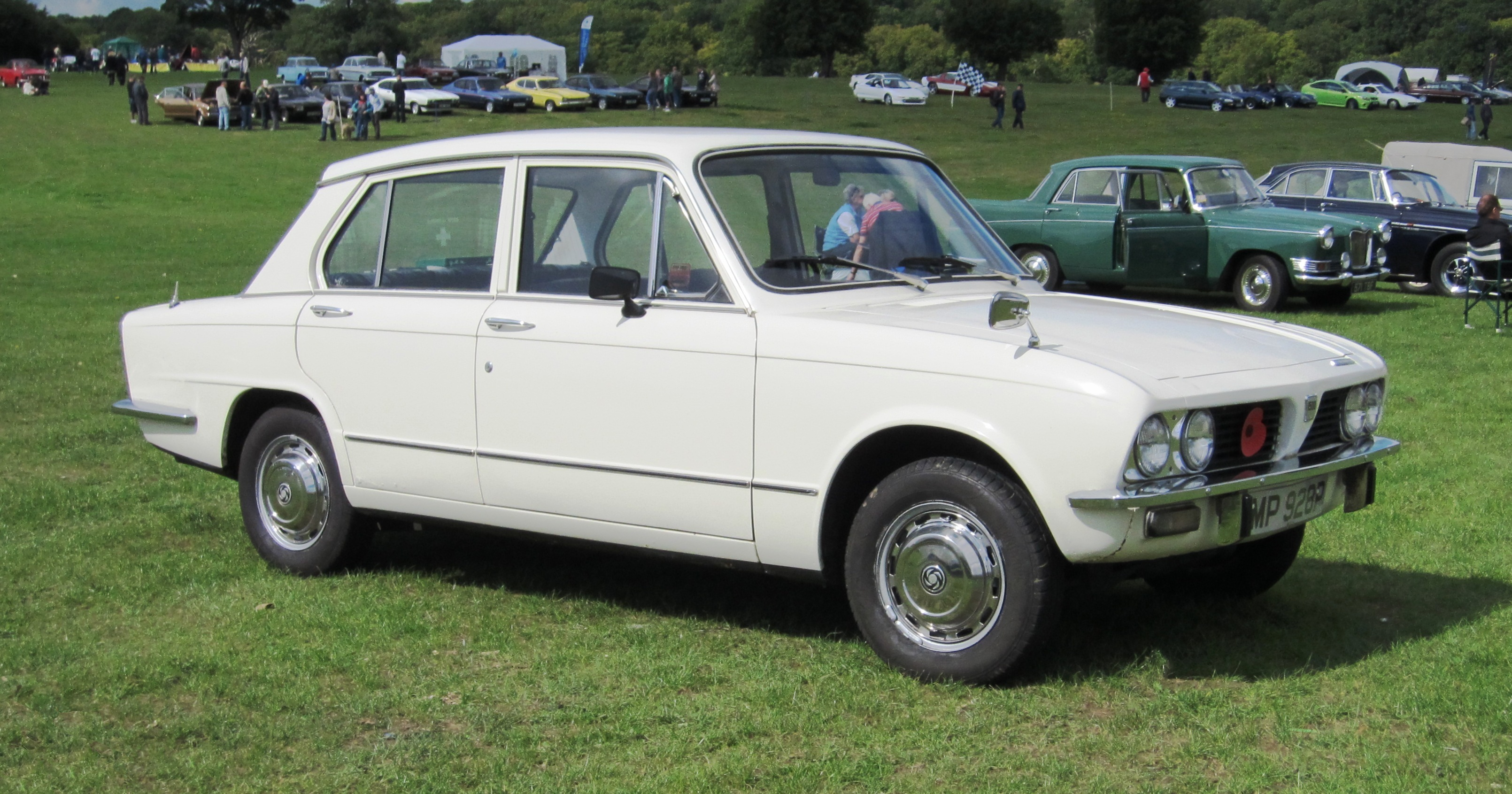
Triumph 1500

1500 — з'явилася на зміну моделі 1300/1300ТС півторалітрова версія. Разом з новим 1.5 л двигуном, потужністю 61 к.с., машина отримала нове оформлення передка та задньої частини.

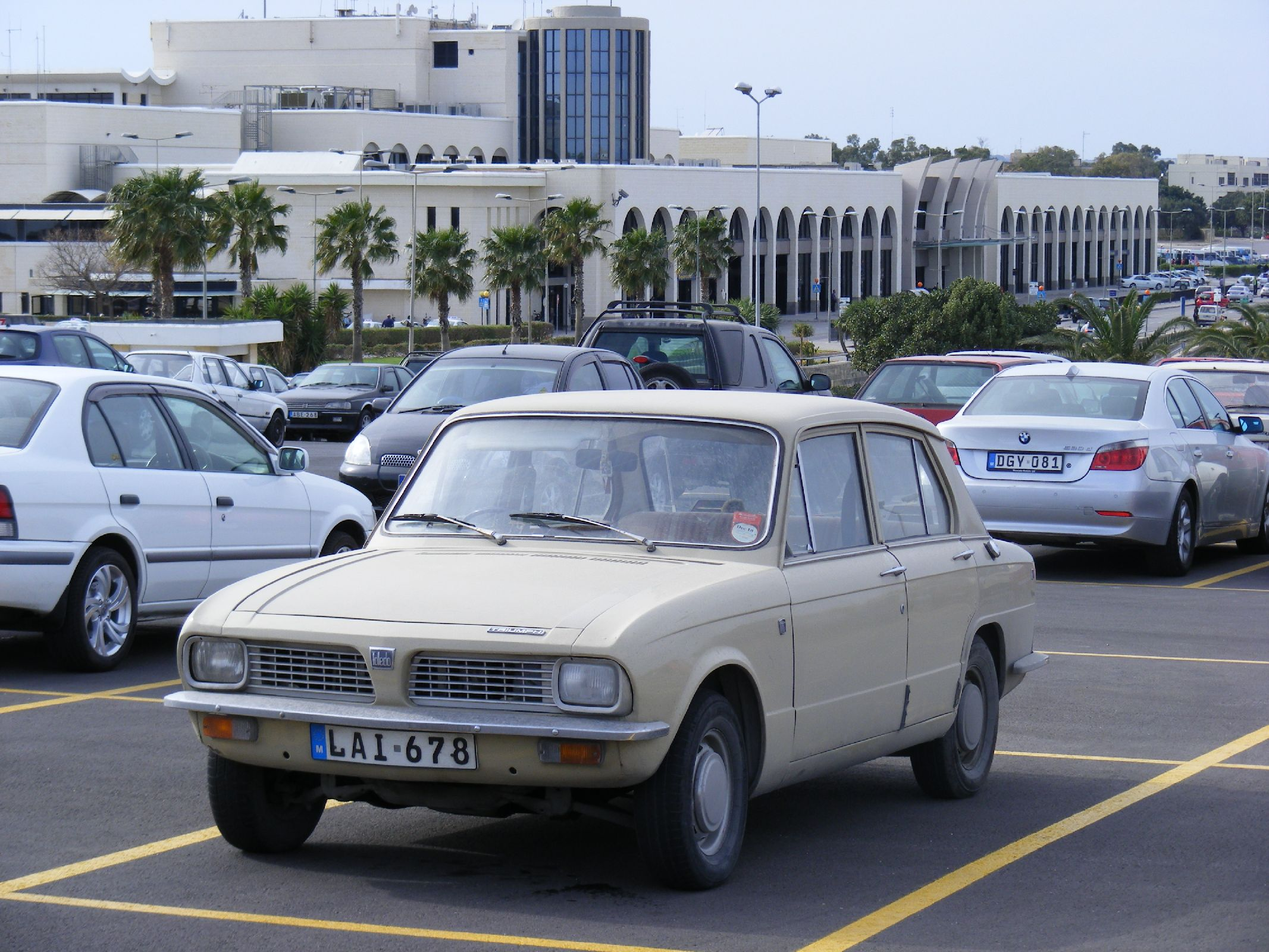
Triumph Toledo

Toledo — також була побудована на базі моделі 1300, але, на відміну від 1300/1500, кузов був перероблений під задній привід. Машина бачилася як найдоступніша у виробничій програмі і повинна була замінити застарілий Herald 1200, який сходить зі сцени, тому максимально була здешевлена. Її дизайн спереду нагадував 1500, тільки з тією різницею, що фари були прямокутні, а не спарені круглі, задня частина залишилася без змін, як у 1300 (крім оптики), але кількість дверей було зменшено на два. Гальма також зазнали даунгрейду, замість дискових спереду встановили барабани.
Herald 13/60 у версії седан припиняють випускати в грудні цього року, оскільки на зміну йому прийшов Toledo, однак версії універсал і кабріолет залишаються у виробництві.

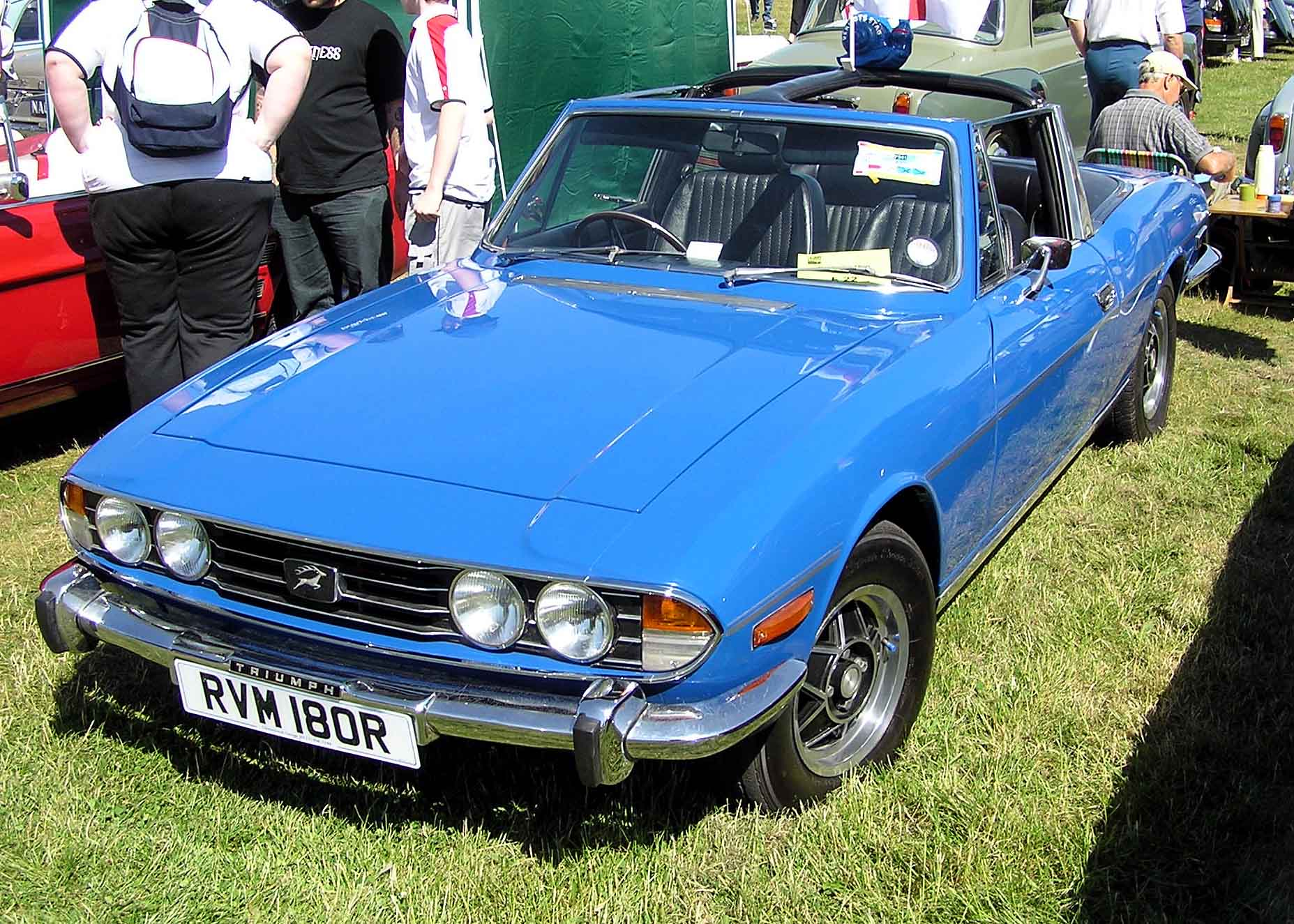
Triumph Stag

Через рік з'являється великий відкритий автомобіль, який зовні був схожий на седани 2000/2.5PI — Stag. Як і колишні автомобілі — це розробка Мікелотті, особливою фішкою дизайну була наявність центральної стійки кузова, що було потрібно для посилених американських вимог безпеки, тобто це був кузов «Тарга». Під капот Геррі Вебстер помістив 3.0 V8, боси хотіли для здешевлення проєкту встановити під капотом V8 від Rover, але у «Тріумфа» вже був готовий V8, об'ємом 2.5 л, який вони планували монтувати на седани і універсали. Вже наявний мотор розточили до 3-х літрів, проте нова конструкція була ненадійною, перегріви для цього мотора були не рідкістю, а навіть звичайним явищем, що тягло за собою пробиті прокладки головки і ремонт двигуна.
І якщо дешеві «Толедо» розходилися добре, то дорогі «Стеги» купували зі скрипом, вже наявні машини не рідко переробляли, встановлюючи на них двигуни від «Ровера» або «Форда».

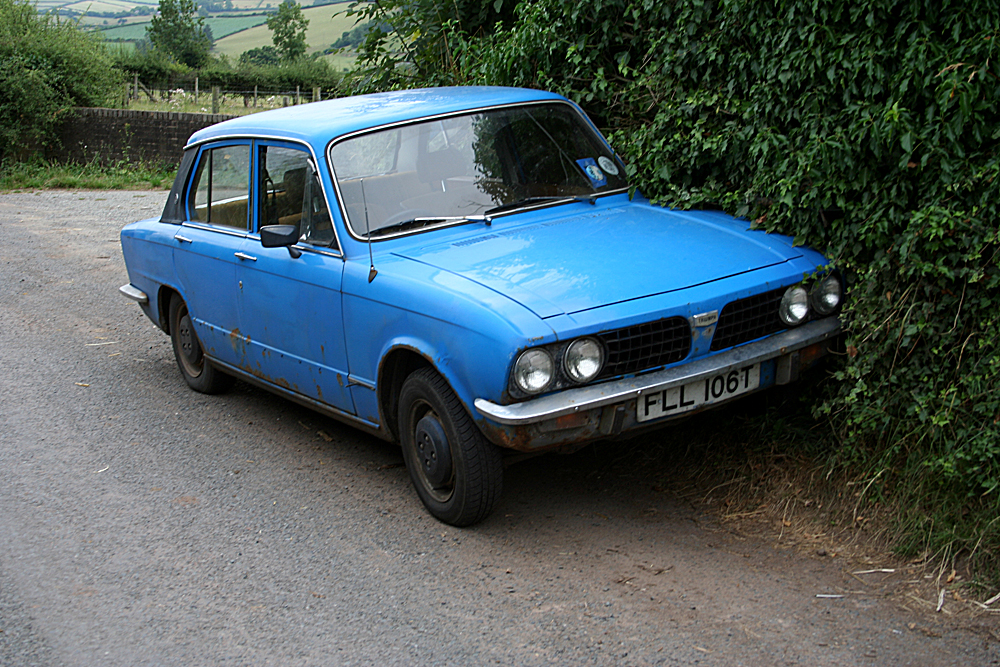
Triumph Dolomite

Тим часом Toledo отримує 4-дверну модифікацію і як опцію двигун 1.5 л, потужністю 61 к.с., універсал і кабріолет Herald 13/60 знімають з виробництва, разом з Herald йде на спочинок і модель Vitesse. 1972 року на Toledo стали базово ставити передні дискові гальма, тоді ж з'являється модель Dolomite. Народження машини, яка носила легендарне довоєнне ім'я, супроводжувалося всякими страйками, проблемами з устаткуванням і т. д., тому анонсували машину тільки через рік, після того як її «розробили». Dolomite зовні повторювала передньопривідний 1500, але з тією різницею, що ходова була запозичена від Toledo, тобто при однакових кузовах машини мали різну концепцію приводу. Під капотом у машини знаходився 1.85 л двигун, який фірма до цього не використовувала на своїх автомобілях, але який поставлявся до Швеції компанії SAAB, де його встановлювали на модель 99. Творці Dolomite 1850 бачили головним конкурентом потужніший BMW 2002, який був на 17 сил могутнішим, 91 к.с. проти 108 к.с., проте навіть з таким двигуном машина розвивала 160 км/год, а до сотні стартувала за 11 с. «Тріумф» мав й інші плюси: кузов його був чотиридверним, обробка була дорогою, в базовому оснащенні були всі прилади, які на інші моделі ставилися тільки на замовлення.
У 1973 році GT6 проходить маленьку модернізацію, машина отримує простішу і дешевшу задню підвіску від Spitfire MkIV, але не тільки здешевлення відбувалися, але й поліпшення, так гальма на цій моделі отримали підсилювач, однак до кінця року машина не мала того успіху, на яку розраховували її творці, машину зняли з виробництва. Сам Spitfire поповнюється 1.5 л двигуном, але тільки для експортних ринків, машина була знана як Spitfire 1500. Однак, не дивлячись на наявність більшого мотора, потужність машини не виросла, а навпаки — впала до 53 к.с. (у 1.2 л версії потужність дорівнювала 63 к.с.), падіння потужності було пов'язано з бажанням знизити рівень СО2.
У жовтні відбувається оновлення моделі 1500, вона отримує двигун з двома карбюраторами. Також оновлення машини привело до унікальної нагоди у світовій практиці, коли машина після оновлення візуально не змінилася, але перетворилася з передньопривідної в задньопривідну, з появою моделі 1500ТС передньопривідна епопея «Труімфа» закінчилася.

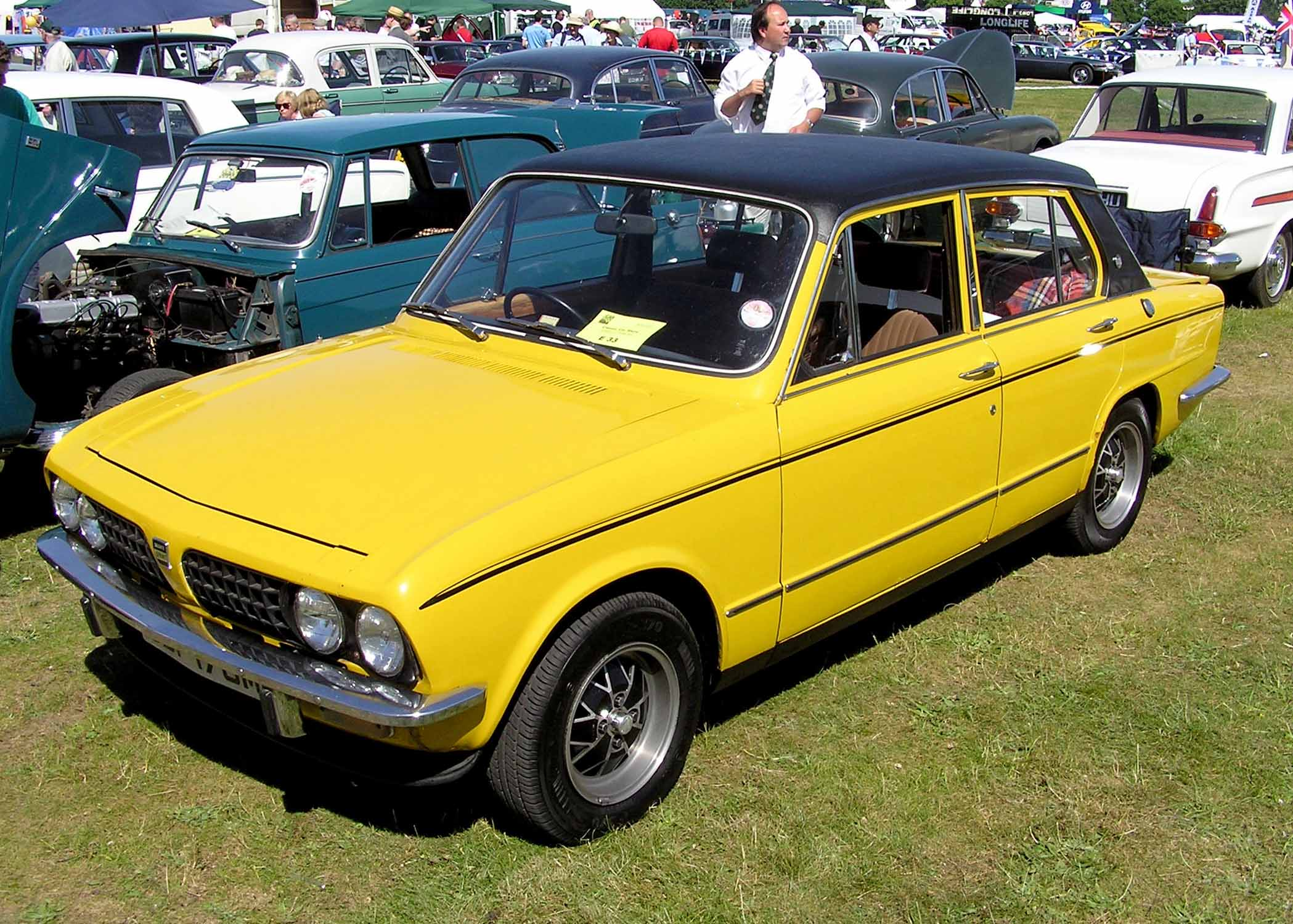
Triumph Dolomite Sprint

Також в 1973 році стартують продажі легендарного варіанту моделі Dolomite — Dolomite Sprint. Ця машина тепер перевершувала за параметрами свого конкурента — BMW 2002, на щастя для «Труімфа» BMW припинило виробництво моделі 2002Ti роком раніше, яка розвивала 130 к.с., проти 127-ми «тріумфовських». Родзинкою 2 л мотора була наявність 16-ти клапанів, тобто по 4 на циліндр, але при цьому розподільчий вал у двигуна був тільки один, цей двигун не сильно поступався 2-літровому турбодвигуну від BMW, який видавав 170 к.с., оскільки спокійно розвивав 150 к.с., але інженери вирішили, що такий потужний двигун був ні до чого, і штучно занизили його потужність до рівня 130 к.с.. Потужніший двигун спричинив і зміну трансмісії, її встановили від моделі 2000, а редуктор отримав самоблок. Dolomite Sprint розганявся до 185 км/год і, щоб на спідометрі з'явилася позначка 100, у неї йшло всього 8.7 с, що непогано і сьогодні. Зовні ці машини можна було впізнати за вініловим чорним дахом, у базових моделей вінілом оброблялися тільки стійки даху.
Така машині не могла не закріпити своє ім'я на алеї спортивної слави, в 1974 році машина дебютує на 24-годинних пергонах в Спа, на яких вона приходить п'ятою в загальному заліку, але через два місяці, у вересні, Тоні Дрон приходить 3 в загальному заліку на RAC Tourist Trophy.
Також в 1974 році, в квітні, великі седани/універсали 2.5PI позбавляються своєї ненадійної системи вприскування, замість них встановлюють карбюратори SU, і, втративши 33 к.с. в потужності (тепер двигун видавав 117 к.с.), машини стали називатися 2500ТС, або на деяких ринках Chicane, 2-літрова версія цієї машини теж отримала такі карбюратори, і також була перейменована — в 2000ТС.

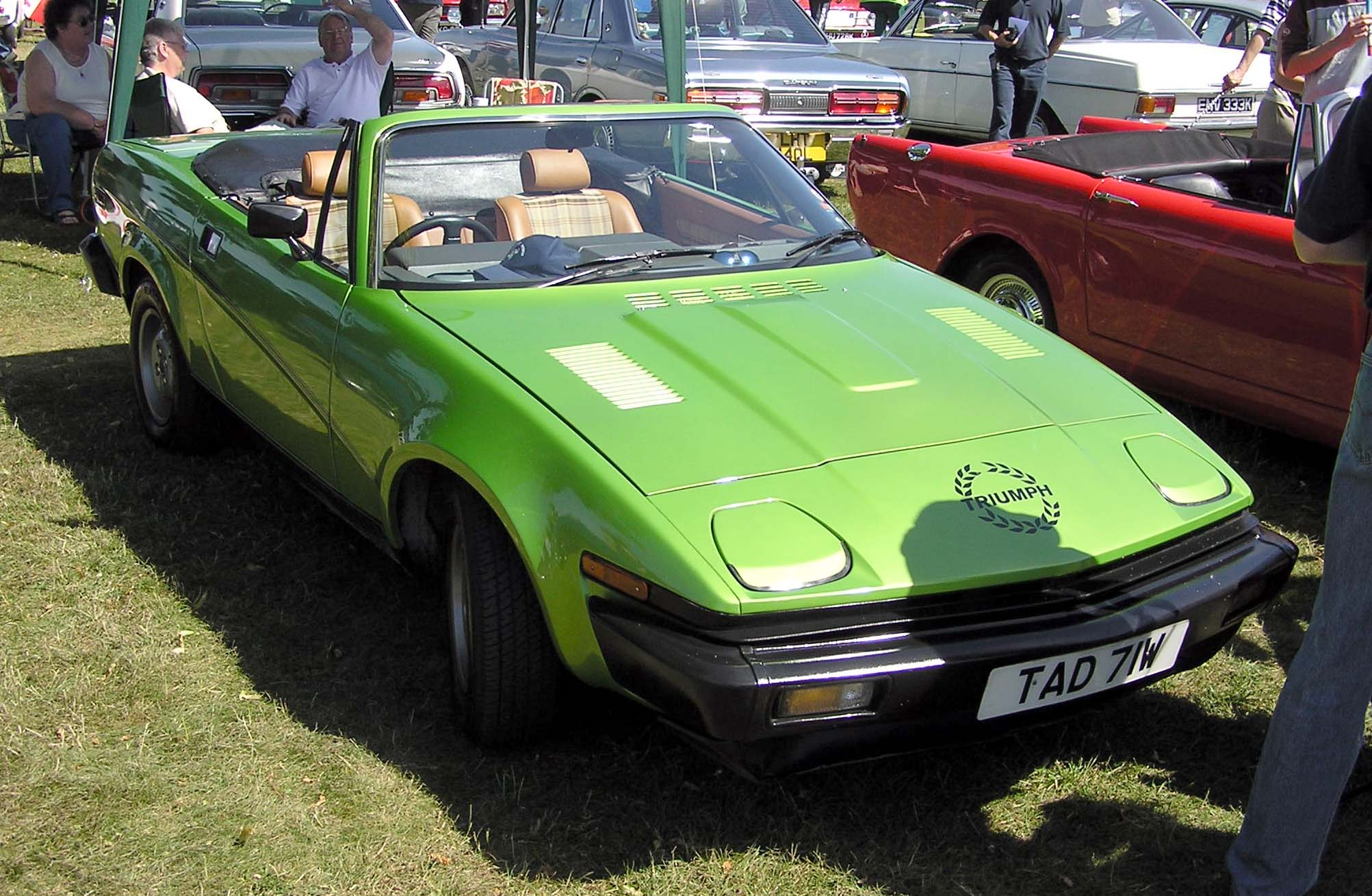
Triumph TR7

Тим часом епоха спортивних родстерів TR6 йшла до свого логічного кінця, ці машини вели родовід з початку 50-х, і за цей час змінилися несуттєво, надворі стояла середина 70-х і треба було вводити в експлуатацію нову модель, що відповідала б духу часу. TR7, розроблена Херрісом Манном, бачилася як зміна іншому автомобілю концерну — MG B, однак завод відділення Triumph був сучасніший, і нову модель було вирішено випускати під брендом Triumph. Нова машина не була схожа на попередників, вона мала модний тоді клиноподібний дизайн, і найголовніша відміна від предків полягала в наявності жорсткого даху, авто не мало відкритої версії, що було пов'язано з жорсткими нормами безпеки США.
Під капотом розташовувався 2-літровий двигун, побудований на базі двигуна моделі «Доломіт Спринт», проте клапанів у нього було всього 8, розвиваючи 92 к.с. в американському варіанті або 105 в європейському, машина не вражала своїми динамічними характеристиками, але надворі стояла паливна криза, і ненажерливі швидкі машини мало кого цікавили, так що продажі, які почалися в січні 1975 року, були ажіотажними. У США машина розходилася настільки добре, що в Британії цю модель стало можливим купити тільки в 1976 році, коли припинили виробляти TR6.
До того часу Spitfire MkIV був знятий з виробництва, а на всіх ринках стали продавати Spitfire 1500. 1975 року інших особливих змін у виробничій програмі не було, модель Toledo втратила 2-дверну версію, тепер всі машини випускалися в 4-дверному варіанті, разом з тим цю машину стали багатше оснащувати в базовому варіанті, крім цього, версія з 1.5 л двигуном отримала два карбюратора, і тепер двигун розвивав 71 к.с.. Спортивне життя було насиченішим, Енді Роуз отримує звання чемпіона в сезоні змагань на British Touring Car Championship. Крім кільцевих перегонів, машина дебютує на ралійній трасі, але якщо в травні Райн Кулчет займає лише 11 позицію на Ралі Уельса, то в серпні на Тур Британії він вже займає друге місце, а незабаром на ралі Lombard RAC Rally отримує і перший кубок за перемогу.
У 1976 році модель Toledo скасовують, так само, як і 1500TC, керівництво вирішило (під тиском держави), що немає сенсу просувати під різними іменами одну і ту ж машину, оскільки кузови Toledo, 1500TC і Dolomite були практично ідентичні, за винятком елементів декору і якихось своїх дизайнерських рішень. Так в березні базовою машиною стає модель Dolomite 1300, за нею йде Dolomite 1500, обидві були спадкоємицями Toledo, які отримали нову задню частину кузова; потім йшла модель Dolomite 1500HL, яка була спадкоємицею 1500TC, а потім йшли дві моделі, які спочатку продавалися як Dolomite, це Dolomite 1850HL і Dolomite Sprint, всі, крім найдешевшої версії, тепер могли оснащуватися коробкою автомат і ручною трансмісією з овердрайвом. Модель TR7 в цьому році отримує на додаток до 4-ступеневої ручної коробки на вибір 3-ступеневий автомат, або 5-ступеневу мануальну трансмісію. Також TR7, чиї продажі стартували у Великій Британії, починає брати участь в ралі, проте Тоні Под так і не зміг зійти на першу сходинку п'єдесталу, зате Dolomite Sprint був удачливим, в січні 1976 року той же Под виграв кубок Tour of Dean Rally, через місяць він повторив свій успіх на Mintex Rally, у березні Под посів знову перше місце на Granite City Rally, а влітку Кулчет, якому не особливо щастило в цьому сезоні, виграє свій перший кубок за 1976 рік в Турі Британії, проте, не дивлячись на багато перемог, завод починає просувати в спорт модель TR7, яка на перших етапах перегонів використовує 2.0-літровий двигун від «Спринту», а через кілька місяців його змінює під капотом V8 від «Ровера», в 1977 році Dolomite Sprint востаннє виступає на змаганнях від особи заводської команди, завершивши кар'єру другим місцем в Ралі Уельсу.
У 1977 році на спокій йде серія 2000/2500, на її місце приходить інше дітище концерну — Rover SD1, також знімають з виробництва невдахи Stag, за весь час «Оленя» обрало трохи менше 26 000 покупців, на що не розраховували творці машини.
Надворі були складні часи, заводи страйкували, економічне становище було складним, гігантові було потрібно втручання держави, в 1978 році босом корпорації стає південноафриканець Майкл Едвардс. Під його керівництвом фірма «Труімф» потрапляє в окрему дивізію — Rover-Jaguar-Triumph, як виробники автомобілів вищого класу, окремо віддалені від дивізії Austin-Morris, до цього часу інші бренди концерну пішли в небуття (Wolseley, Riley і т. д.) . У цей час починається випуск моделі TR7 Sprint, оснащеної 16-клапанним двигуном від однойменної версії «Доломіту», їх встигли побудувати в кількості 62 штук, також йдуть роботи над проєктом TR7 Lynx, це хетчбек з посадочною формулою 2+2, але всі роботи згортаються після закриття заводу в Спіці, виробництво машин переноситься в Ліверпуль, якість машин різко падає через постійні страйки робітників і диверсії.
Через рік для американського ринку починається випуск моделі TR8, яка зовні нічим не відрізнялася від TR7, оскільки головна відмінність знаходилася під капотом, TR8 була оснащена 3.5 л двигуном V8 відділення Rover, з ним 135-сильна машина розганялась до 100 за 8 секунд, що було на 2 секунди швидше 2-літрової версії. Також в 1979 році TR7/TR8 отримують версію кабріолет, яка у Великій Британії продається як Drophead Coupe, а в США — під назвою Spider, які поставлялися туди, починаючи з 1980 року. У цей час страйки і закриття заводів тривають, з Ліверпуля виробництво перевели на завод, який ще випускав автомобілі марки Standard, завод знаходився в Кенлі. Однак у серпні 1980 року хвиля закриттів досягла і його, разом з його закриттям припинили виробництво автомобілів моделей Spitfire та Dolomite, єдиною машиною, яка носила шильдик «Triumph», залишалася серія TR7/TR8.

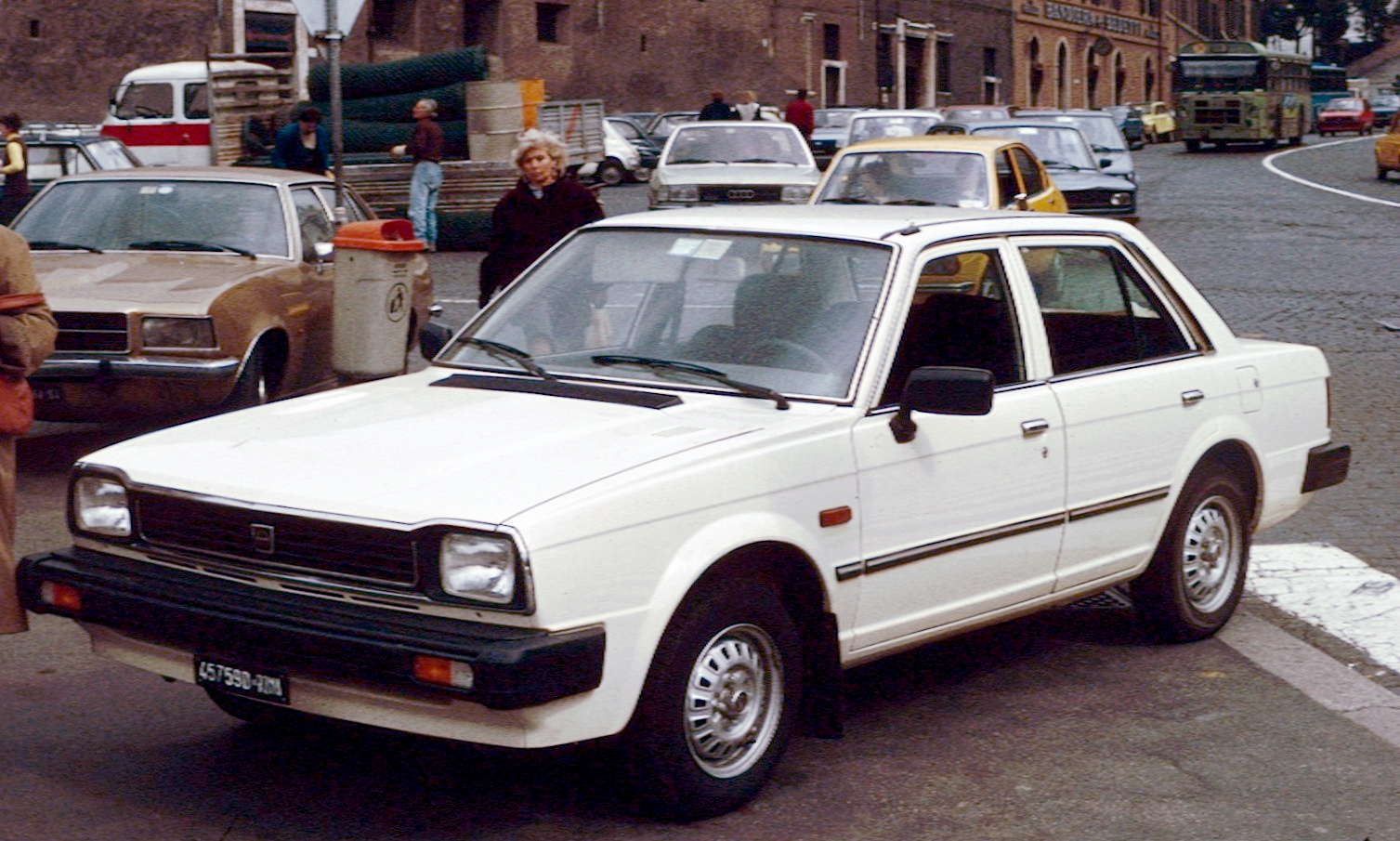
Triumph Acclaim

Тим часом гігантові були потрібні ресурси, щоб запустити у виробництво нову, досконалішу модель, серу Майклу Едвардсу здавалося, що нова модель марки Triumph може з'явитися тільки з чужою допомогою, для кооперації було вибрано три кандидати: Renault, Chrysler і Honda. «Рено» скасували через те, що це був сильний концерн, і британці побоялися, що в ході кооперації французи просто проковтнуть їх, «Крайслер» сам був змушений продати деякі марки автомобілів концерну PSA, єдиним партнером, з яким можна було «зварити кашу», виявився японський «Хонда». Спільно з «Хондою» почалися роботи над новою машиною, яка повинна була заткнути нішу маленьких автомобілів до появи в 1983/1984 році моделей Maestro і Montego. У підсумку в 1981 році, коли з виробництва зняли останній справжній Triumph — TR7/TR8, що випускався на той час на «роверівському» заводі з Соліхілл, з'являється модель Acclaim, яка зовні і технічно є копією седана Honda Civic.
Щоб манірні британці не зустріли машину вороже, було вирішено виробляти до 80% комплектуючих в самій Великій Британії, тільки двигуни і трансмісії поставлялися з Японії. Машина була ґрунтовно перероблена, особливо зсередини, з'явилася дорожча обробка салону, поміняли кріплення сидінь, щоб європейцям було комфортно перебувати в салоні. Підвіска також була налаштована під британські смаки, також британця відрізняло від японця наявність двох карбюраторів.
Однак публіка радо прийняла автомобіль, не в останню чергу завдяки надійній японській техніці, на надійність якої не впливало складання автомобілів на заводах Morris в Коунлі.

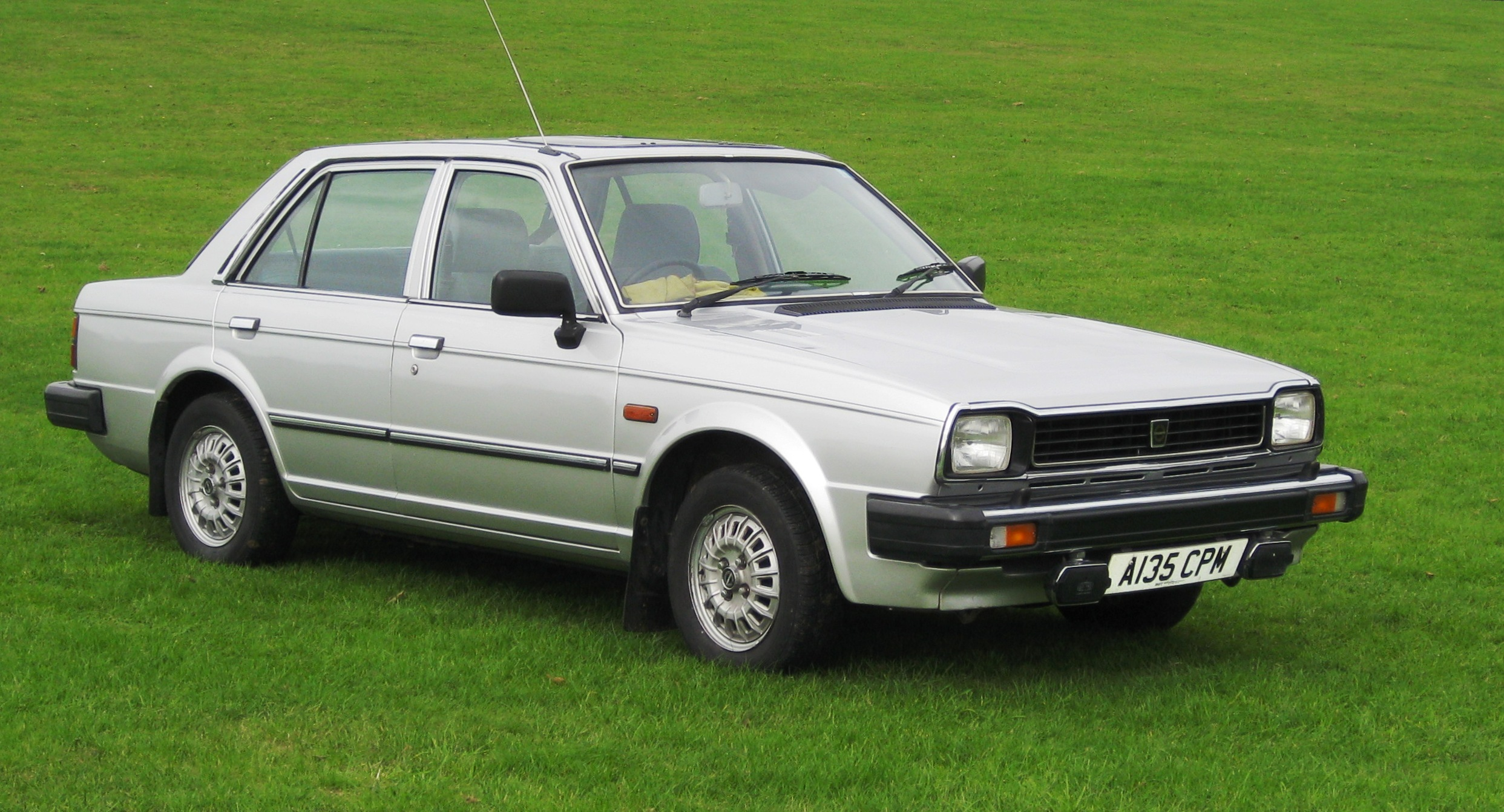
Triumph Avon Acclaim

У 1983 році машини модернізували, вони отримали, сучасну на той час, цифрову панель приладів та інші незначні оновлення в салоні. Проте головною новинкою стала поява моделі Avon Acclaim. Від простого Acclaim цю машину відрізняло, насамперед, наявність турбонаддува «Гаррет», двигун, об'ємом 1.3 л, розвивав 105 к.с. проти 70 к.с. в базовому оснащенні, швидкість машини зросла до 193 км/год, тобто на цілих 40 км/год. Двигун був підготовлений фірмою Turbo-Technics, яка робила турбо-кити до багатьох британських автомобілів того часу, а ось зовнішність і салон був доопрацьований кузовним ательє Avon, яка в малих кількостях робила універсали на базі Jaguar XJ. Зовні ця модель відрізнялася вініловим дахом і ширшими колесами на литих дисках. Усередині змін було більше, салон був зроблений зі шкіри Коноллі, були вставки з горіхового кореня та інші люкс-опції в британському стилі.

## Припинення виробництва автомобілів. Закриття компанії
Проте продажі оновленої і спецверсії не тривали довго, оскільки вже в 1984 році з'являється новий плід співпраці двох компаній — Rover 200/216. Нова машина також була побудована на базі японця, але керівництво вирішило скасувати легендарну марку і продовжити випуск автомобілів під маркою Rover, оскільки до цього часу концерн розвалився, Jaguar став незалежним, марка Morris була скасована, залишилися тільки такі бренди: Austin, Rover і MG.
У 1994 році BMW купила Rover Grupp, якому належали права на марку, після перепродажу Rover права на марку «Triumph» залишилися німцям. Тепер випускаються мотоцикли фірми Triumph Motorcycles Ltd.

## Список автомобілів Triumph
- 1923 - Triumph 10/20HP
- 1924 - Triumph 13/35HP
- 1927 - Triumph 15/50HP
- 1928 - Triumph Super Seven
- 1930 - Triumph Scorpion
- 1931 - Triumph Super Nine
- 1932 - Triumph Southern Cross
  - Triumph Twelve-Six
  - Triumph Super Eight
- 1933 - Triumph Super Ten
  - Triumph Gloria
- 1934 - Triumph Dolomite Straight Eight
- 1936 - Triumph Vitesse
  - Triumph Dolomite
  - Triumph Continental
- 1939 - Triumph Twelve
- 1946 - Triumph 1800
- 1948 - Triumph 2000
- 1949 - Triumph Renown
  - Triumph Mayflower
- 1953 - Triumph TR2
- 1956 - Triumph TR3
- 1959 - Triumph Herald
  - Triumph Italia 2000
- 1961 - Triumph TR4
- 1962 - Triumph Dove GTR4
  - Triumph Vitesse 6
  - Triumph Spitfire 4
  - Triumph Atlas
- 1964 - Triumph 2000
- 1965 - Triumph 1300
- 1966 - Triumph GT6
- 1967 - Triumph TR5
  - Triumph TR250
- 1968 - Triumph 2.5PI
- 1969 - Triumph TR6
- 1970 - Triumph 1500
  - Triumph Toledo
- 1971 - Triumph Stag
- 1972 - Triumph Dolomite
- 1974 - Triumph 2500
- 1975 - Triumph TR7
- 1978 - Triumph TR8
- 1981 - Triumph Acclaim